# فهرست آثار ملی استان یزد
| ردیف | نام اثر                                    | شمارهٔ ثبت | تاریخ ثبت  | شهرستان | آدرس | قدمت |
| ---- | ------------------------------------------ | --------- | ---------- | ------- | --- | --- |
| ۱    | گنبد عالی                                  | ۱۹۵       | ۱۳۱۲/۰۵/۰۹ | ابرکوه  | ابرکوه، بخش مرکزی | قرن ۵ ق                                                                                                 |
| ۲    | مقبره حسن بن کیخسرو                        | ۱۹۶       | ۱۳۱۲/۰۵/۰۹ | ابرکوه  | ابرکوه | قرن ۸ ق                                                                                                 |
| ۳    | مسجد جامع ابرکوه                           | ۱۹۷       | ۱۳۱۲/۰۵/۰۹ | ابرکوه  | میدان مرکزی شهر | سلجوقیان صفویه                                                                                          |
| ۴    | آرامگاه پیرحمزه سبزپوش                     | ۲۰۵       | ۱۳۱۳/۰۴/۳۱ | ابرکوه  | ابرکوه | قرن ۶ق                                                                                                  |
| ۵    | مسجد جامع یزد                              | ۲۰۶       | ۱۳۱۳/۰۴/۳۱ | یزد     | خ امام خمینی، خیابان مسجد جامع کبیر                                                                                   | قرن ۸ (۷۷۷–۸۹۱ق)                                                                                        |
| ۶    | آرامگاه دوازده‌امام                         | ۲۰۷       | ۱۳۱۳/۰۴/۳۱ | یزد     | خ امام خمینی، محله فهادان                                                                                             | قرن ۵ ق                                                                                                 |
| ۷    | آرامگاه سید شمس‌الدین                       | ۲۰۸       | ۱۳۱۳/۰۴/۳۱ | یزد     | محله چهار منار،خ ایرانشهر، جنب حوض ملتکیه                                                                             | قرن ۸ (۷۶۸ق)                                                                                            |
| ۸    | آرامگاه سید رکن‌الدین                       | ۲۴۶       | ۱۳۱۴/۰۹/۱۵ | یزد     | خیابان مسجد جامع کبیر، کوچه سید رکن الدین                                                                             | قرن ۸ ق                                                                                                 |
| ۹    | مسجد امیرچقماق                             | ۲۴۷       | ۱۳۱۴/۰۹/۱۵ | یزد     | میدان امیر چخماق | قرن ۹ ق                                                                                                 |
| ۱۰   | مدرسه مصلی                                 | ۲۶۲       | ۱۳۱۵/۰۳/۳۰ | یزد     | یزد، خ قیام، روبروی بازار زرگری                                                                                       | قرن ۱۰ ق                                                                                                |
| ۱۱   | مسجد سرکوچه                                | ۳۵۵       | ۱۳۲۱/۰۳/۲۰ | یزد     | محمدیه، یزد، نائین | قرن ۴ و ۵ ق                                                                                             |
| ۱۲   | گنبد شیخ جنید                              | ۳۶۵       | ۱۳۲۱/۰۳/۲۰ | تفت     | روستای توران پشت | قرن ۶ ق                                                                                                 |
| ۱۳   | تکیه میرچخماق                              | ۳۸۳       | ۱۳۳۰/۰۹/۱۱ | یزد     | میدان امیر چخماق | قرن ۸ و ۹ ق                                                                                             |
| ۱۴   | خانقاه و آرامگاه سلطان محمودشاه            | ۷۶۹       | ۱۳۴۶/۱۲/۲۳ | اشکذر   | روستای بندرآباد | اواخر قرن ۹ ق                                                                                           |
| ۱۵   | مدرسه ضیائیه                               | ۷۷۰       | ۱۳۴۶/۱۲/۲۳ | یزد     | خ امام خمینی، محله فهادان، در مجاورت بقعه دوازده امام                                                                 | قرن ۷ (۶۳۱ ق)                                                                                           |
| ۱۶   | مسجد شاه‌ولی                                | ۷۷۱       | ۱۳۴۶/۱۲/۲۳ | تفت     | تفت میدان امام خیابان ساحلی                                                                                           | قرن ۸ق                                                                                                  |
| ۱۷   | مدرسه کمالیه                               | ۷۷۲       | ۱۳۴۶/۱۲/۲۳ | یزد     | غرب مسجد جامع کبیر یزد                                                                                                | قرن ۸ ق                                                                                                 |
| ۱۸   | مزار احمد و شیخ محمد فهادان                | ۷۷۳       | ۱۳۴۶/۱۲/۲۳ | یزد     | کوچه فهادان، کوچه حمام گود                                                                                            | قرن ۸ (۷۲۷تا۷۳۵) ق                                                                                      |
| ۱۹   | باغ دولت‌آباد                               | ۷۷۴       | ۱۳۴۶/۱۲/۲۳ | یزد     | محله چهار منار،خ ایرانشهر، کوچه فردوسی                                                                                | قرن ۱۲ (۱۱۶۰ق)                                                                                          |
| ۲۰   | مدرسه و خانه حسینیان                       | ۷۷۵       | ۱۳۴۶/۱۲/۲۳ | یزد     | نزدیکی باروی شهرو دروازه مامیر، مالمیر                                                                                | قرن ۷ و اوایل قرن ۸ ق                                                                                   |
| ۲۱   | امامزاده عبدالله                           | ۹۰۱       | ۱۳۴۹/۰۹/۰۲ | بافق    | ورودی بافق از سمت یزد                                                                                                 | اسلامی                                                                                                  |
| ۲۲   | مسجد جامع فهرج                             | ۹۰۶       | ۱۳۴۹/۰۹/۳۰ | یزد     | بخش مرکزی، دهستان فهرج                                                                                                | ساسانی                                                                                                  |
| ۲۳   | رباط زین‌الدین                              | ۹۲۶       | ۱۳۵۱/۰۵/۲۸ | یزد     | ۶۷ ک جاده یزد، کرمان                                                                                                  | صفویه                                                                                                   |
| ۲۴   | برج و باروهای یزد                          | ۹۵۶       | ۱۳۵۲/۰۹/۱۴ | یزد     | خ سید گل سرخ و امام خمینی محلات مالمیر و لبخند                                                                        | دیالمه (دیلمیان) اتابکان (کاکویه)                                                                       |
| ۲۵   | مسجد ملا اسماعیل                           | ۹۶۴       | ۱۳۵۲/۱۰/۰۵ | یزد     | یزد، خ قیام | قاجاریه                                                                                                 |
| ۲۶   | مسجد شهاب الدین طراز                       | ۱۰۰۷      | ۱۳۵۳/۰۷/۲۶ | یزد     | یزد خ سید گل سرخ کوی شاه ابوالقاسم                                                                                    | اواخر قرن ۸ ق                                                                                           |
| ۲۷   | قلعه سریزد                                 | ۱۰۸۴      | ۱۳۵۴/۰۳/۲۷ | مهریز   | روستای سریزد، ۳۶ کیلومتری جنوب شرقی یزد                                                                               | ۰ |
| ۲۸   | نارین‌قلعه (میبد)                           | ۱۰۸۶      | ۱۳۵۴/۰۵/۰۸ | میبد    | فلکه شهرداری | ساسانی                                                                                                  |
| ۲۹   | قدمگاه فراشاه                              | ۱۰۹۴      | ۱۳۵۴/۰۶/۱۵ | تفت     | در کنار جاده تفت به ده شیر                                                                                            | دیالمه (دیلمیان)                                                                                        |
| ۳۰   | کاروانسرای برد                             | ۱۱۱۳      | ۱۳۵۴/۰۷/۰۷ | ابرکوه  | جاده سوریان به طرف ابرقو                                                                                              | صفویه                                                                                                   |
| ۳۱   | مسجد جامع میبد و گنبد امام حسن             | ۱۳۴۷      | ۱۳۵۶/۰۳/۰۲ | میبد    | خیابان مسجد جامع | قرون اولیه اسلامی                                                                                       |
| ۳۲   | چهارطاقی عقدا                              | ۱۳۸۱      | ۱۳۵۶/۰۳/۰۲ | اردکان  | قریه عقدا کنار جاده نائین                                                                                             | اواخر صفویه                                                                                             |
| ۳۳   | آب‌انبار شش بادگیر                          | ۱۶۰۰      | ۱۳۵۷/۰۱/۰۴ | یزد     | کوچه شش بادگیر محله تل یزد                                                                                            | معاصر                                                                                                   |
| ۳۴   | آب‌انبار کوشک نو                            | ۱۶۰۸      | ۱۳۵۷/۰۱/۱۴ | یزد     | خ سید گلسرخ، کوچه آب انبار کوشک‌نو                                                                                     | صفویه                                                                                                   |
| ۳۵   | آب‌انبار دو دهنه                            | ۱۶۰۹      | ۱۳۵۷/۰۱/۱۴ | یزد     | خ قیام ضلع جنوبی خیابان بازار مسگری، م خان                                                                            | اواخر صفویه قرن ۱۲ ق                                                                                    |
| ۳۶   | آب‌انبار وزیر                               | ۱۶۱۰      | ۱۳۵۷/۰۱/۱۴ | یزد     | خ مسجد جامع کبیر، جنب مسجد                                                                                            | قرن ۱۲ ق                                                                                                |
| ۳۷   | آب‌انبار وقت ساعت                           | ۱۶۱۱      | ۱۳۵۷/۰۱/۱۴ | یزد     | خ مسجد جامع، کوچه سید رکن الدین                                                                                       | صفویه                                                                                                   |
| ۳۸   | کاروانسرای میبد                            | ۱۶۱۸      | ۱۳۵۷/۰۵/۰۲ | میبد    | ۵۰ متری خ بیده | صفویه                                                                                                   |
| ۳۹   | مسجد زیرده                                 | ۱۶۲۷      | ۱۳۵۷/۰۱/۲۹ | اردکان  | اردکان محله زیر ده | قرن ۱۰ (۹۸۹ ق)                                                                                          |
| ۴۰   | چهارسوق و مسجدحاج محمدحسین                 | ۱۶۲۸      | ۱۳۵۳/۱۰/۳۰ | اردکان  | مرکز شهر روبروی مدرسه علمیه                                                                                           | ۰ |
| ۴۱   | مجموعه شیخ علی بلیمان                      | ۱۶۶۶      | ۱۳۶۳/۰۷/۰۱ | تفت     | واقع در دهکده بیداخوید یزد                                                                                            | قرن ۹ ق                                                                                                 |
| ۴۲   | مسجد جامع فیروزآباد                        | ۱۶۸۰      | ۱۳۶۴/۰۵/۲۷ | میبد    | فیروزآباد میبد | قرن ۹ ق                                                                                                 |
| ۴۳   | برج کبوترخانه                              | ۱۶۹۱      | ۱۳۶۴/۰۹/۱۰ | میبد    | کنار بلوار، ۴۵ کیلومتری میبد                                                                                          | قاجاریه                                                                                                 |
| ۴۴   | میدان خان و بازارهای اطراف                 | ۱۷۰۹      | ۱۳۶۵/۰۲/۲۱ | یزد     | خ قیام، ضلع جنوبی خیابان                                                                                              | قاجاریه (۱۲۱۳ق)                                                                                         |
| ۴۵   | آرامگاه سید خلیل                           | ۱۷۲۰      | ۱۳۶۵/۰۶/۰۴ | یزد     | بلوار امامزاده جعفر بین چهارراه فرهنگیان                                                                              | قرن ۱۰ ق                                                                                                |
| ۴۶   | بنای تاریخی خانه کلاهدوزها                 | ۱۸۲۴      | ۱۳۷۵/۱۰/۱۵ | یزد     | خ امام خمینی، نبش میدان امیرچخماق                                                                                     | قاجاریه                                                                                                 |
| ۴۷   | مسجد فرط                                   | ۱۸۲۵      | ۱۳۷۵/۱۰/۱۵ | یزد     | محله دارالشفاء در نزدیکی دروازه مهریجرد                                                                               | قبل و بعد صفویه                                                                                         |
| ۴۸   | یخچال میبد                                 | ۱۸۲۶      | ۱۳۷۵/۱۰/۱۶ | میبد    | خ قاضی میرجعفر | صفویه                                                                                                   |
| ۴۹   | مجموعه حجت‌آباد وزیر                        | ۱۸۲۷      | ۱۳۷۵/۱۰/۱۵ | اشکذر   | آبادی حجت‌آباد وزیر | قاجاریه                                                                                                 |
| ۵۰   | مسجد جامع بافق و مدرسه علمیه               | ۱۸۲۸      | ۱۳۷۵/۱۰/۱۵ | بافق    | محله قدیمی بافق خ مسجد جامع                                                                                           | قاجاریه                                                                                                 |
| ۵۱   | آب‌انبار رستم گیو                           | ۱۸۲۹      | ۱۳۷۵/۱۰/۱۵ | یزد     | واقع در حاشیه بلوار بسیج                                                                                              | قاجاریه                                                                                                 |
| ۵۲   | خانه رسولیان                               | ۱۸۳۰      | ۱۳۷۵/۱۰/۱۵ | یزد     | محله سهل بن علی کوچه شهید اشکذری                                                                                      | قاجاریه                                                                                                 |
| ۵۳   | خانه برونی                                 | ۱۸۳۶      | ۱۳۷۵/۱۱/۲۴ | میبد    | روستای بیده، میبد | ایلخانیان                                                                                               |
| ۵۴   | خانه لاری‌ها                                | ۱۸۳۷      | ۱۳۷۵/۱۱/۲۴ | یزد     | خ، امام خمینی محله فهادان مجاور عمارت کلاه فرنگی                                                                      | قاجاریه                                                                                                 |
| ۵۵   | خانه آقازاده (ابرکوه)                      | ۱۸۳۸      | ۱۳۷۵/۱۱/۲۴ | ابرکوه  | محله دروازه میدان ابرقو                                                                                               | قاجاریه                                                                                                 |
| ۵۶   | خانه صولت                                  | ۱۸۳۹      | ۱۳۷۵/۱۱/۲۴ | ابرکوه  | خ باهنر محله دروازه میدان                                                                                             | اواسط قاجاریه                                                                                           |
| ۵۷   | خانه موسوی                                 | ۱۸۴۰      | ۱۳۷۵/۱۱/۲۴ | ابرکوه  | محله دروازه میدان، مقابل خانه آقازاده                                                                                 | قاجاریه                                                                                                 |
| ۵۸   | خانه میرزاده                               | ۱۸۴۱      | ۱۳۷۵/۱۱/۲۴ | یزد     | خ امام خمینی کوی فهادان                                                                                               | قاجاریه                                                                                                 |
| ۵۹   | خانه محمودی یزد                            | ۱۸۴۲      | ۱۳۷۵/۱۱/۲۴ | یزد     | خ امام خمینی، کوچه مقابل مسجد چهل                                                                                     | قاجاریه                                                                                                 |
| ۶۰   | خانه سیگاری                                | ۱۸۴۷      | ۱۳۷۵/۱۲/۲۵ | یزد     | خ امام خمینی، روبروی شاهزاده فاضل                                                                                     | قاجاریه                                                                                                 |
| ۶۱   | مسجد ریگ                                   | ۱۸۴۸      | ۱۳۷۵/۱۲/۲۵ | یزد     | خ قیام | مظفریان (آل مظفر)                                                                                       |
| ۶۲   | حمام حاج محمد سعیدا و حمام قدیمی           | ۱۹۳۶      | ۱۳۷۶/۰۹/۱۶ | اردکان  | محله چرخاب مجاور حسینیه چرخاب                                                                                         | قاجاریه                                                                                                 |
| ۶۳   | حسینیه و تکیه بازار نو                     | ۱۹۵۸      | ۱۳۷۶/۰۹/۱۶ | اردکان  | جنوب شهر بافت قدیم | قاجاریه                                                                                                 |
| ۶۴   | مسجد حاج محمد سعیدا چرخاب                  | ۱۹۷۳      | ۱۳۷۷/۰۱/۱۶ | اردکان  | محله چرخاب در مجاورت دربند صدرالفضلامجدا                                                                              | قاجاریه                                                                                                 |
| ۶۵   | مجموعه زنگیان                              | ۲۰۴۳      | ۱۳۷۷/۰۴/۰۴ | یزد     | خ سید گل سرخ محله زنگی                                                                                                | قرن ۹ ق                                                                                                 |
| ۶۶   | حمام ابوالمعالی                            | ۲۰۴۷      | ۱۳۷۷/۰۴/۰۴ | یزد     | محله فهادان و داخل برج و باروی شهر                                                                                    | قاجاریه                                                                                                 |
| ۶۷   | دبیرستان ایرانشهر                          | ۲۰۴۸      | ۱۳۷۷/۰۴/۰۴ | یزد     | خ شهید رجایی (ایرانشهر)                                                                                               | قاجاریه (۱۳۱۵ ق)                                                                                        |
| ۶۸   | حمام قدیمی گلشن یاحمام بزرگ گازرگاه        | ۲۰۴۹      | ۱۳۷۷/۰۴/۰۴ | یزد     | محله قدیمی گازرگاه در جوار باغ معین                                                                                   | قاجاریه                                                                                                 |
| ۶۹   | خانه مرتاضیون                              | ۲۰۸۵      | ۱۳۷۷/۰۵/۱۱ | یزد     | خ ایرانشهر، کوچه گلچینان کوچه مرتاضیون                                                                                | قاجاریه                                                                                                 |
| ۷۰   | آسیاب‌آبی اشکذر                             | ۲۰۸۶      | ۱۳۷۷/۰۵/۱۱ | اشکذر   | ۲۰ کیلومتری جنوب شرقی یزد                                                                                             | قرن ۸ ق                                                                                                 |
| ۷۱   | دخمه زرتشتیان و خیله‌های پیرامون            | ۲۰۹۶      | ۱۳۷۷/۰۵/۲۷ | یزد     | بخش مرکزی یزد۱۵ کیلومتری جنوب شرقی یزد                                                                                | صفویه قاجاریه پهلوی                                                                                     |
| ۷۲   | مجموعه خرمشا یا خرمشاه                     | ۲۱۳۱      | ۱۳۷۷/۰۷/۱۲ | یزد     | محله خرمشاه | قاجاریه قرن ۹ ق                                                                                         |
| ۷۳   | مسجد جامع قدیم روستای محمدآباد وقلعه       | ۲۱۴۲      | ۱۳۷۷/۰۸/۰۹ | میبد    | منتهی‌الیه روستای محمدآباد، جنوب غربی میبد                                                                             | قرن ۷ و ۸ و ۱۱ و ۱۲ ق                                                                                   |
| ۷۴   | مجموعه مارکار یزد                          | ۲۱۴۶      | ۱۳۷۷/۰۸/۰۹ | یزد     | انتهای خ دهم فروردین و ابتدای خ کاشانی                                                                                | اوایل پهلوی                                                                                             |
| ۷۵   | حسینیه سفلی ندوشن                          | ۲۱۴۹      | ۱۳۷۷/۰۸/۲۰ | اشکذر   | بخش مرکزی دهستان ندوشن                                                                                                | قاجاریه                                                                                                 |
| ۷۶   | مسجد جامع ندوشن                            | ۲۱۵۰      | ۱۳۷۷/۰۸/۲۰ | اشکذر   | بخش مرکزی دهستان ندوشن                                                                                                | قرن ۸ ق                                                                                                 |
| ۷۷   | مسجد بیرون ابرقو                           | ۲۱۷۰      | ۱۳۷۷/۰۹/۱۷ | ابرکوه  | در کنار شهر ابر قو ۲۵۰ متری جنوب                                                                                      | اسلامی                                                                                                  |
| ۷۸   | مدرسه علمیه امام خمینی                     | ۲۱۸۵      | ۱۳۷۷/۱۰/۲۷ | یزد     | خ مسجد جامع نزدیکی مسجد جامع کبیر یزد                                                                                 | قاجاریه                                                                                                 |
| ۷۹   | خانه تقدیری                                | ۲۱۸۶      | ۱۳۷۷/۱۰/۲۷ | اردکان  | اردکان، خ حائری | قاجاریه                                                                                                 |
| ۸۰   | کاروانسرای خرگوشی                          | ۲۲۳۶      | ۱۳۷۷/۱۲/۰۳ | اردکان  | بخش عقداء بیابان خرگوشی سمت ش، ج باتلاق                                                                               | صفویه                                                                                                   |
| ۸۱   | کاروانسرای خرانق                           | ۲۲۳۸      | ۱۳۷۷/۱۲/۰۳ | اردکان  | بخش خرانق | قاجاریه                                                                                                 |
| ۸۲   | مسجد جامع اردکان                           | ۲۲۳۹      | ۱۳۷۷/۱۲/۰۳ | اردکان  | بخش مرکزی جنب کتابخانه عمومی                                                                                          | صفویه                                                                                                   |
| ۸۳   | بنای بانک شاهنشاهی                         | ۲۲۴۳      | ۱۳۷۷/۱۰/۲۷ | یزد     | ضلع جنوب میدان خان یزد                                                                                                | قاجاریه                                                                                                 |
| ۸۴   | چهارسوق و بازار شاهی یزد                   | ۲۲۴۴      | ۱۳۷۷/۱۰/۲۷ | یزد     | یزد،انتهای خیابان مسجد جامع                                                                                           | قرن ۸ ق                                                                                                 |
| ۸۵   | مجموعه خیرآباد                             | ۲۲۴۷      | ۱۳۷۷/۱۰/۲۷ | یزد     | خیرآباد، یکی از محلات اهرستان، بلوار جوکار                                                                            | قاجاریه                                                                                                 |
| ۸۶   | خانقاه نعمت‌الهی (یزد)                      | ۲۲۴۹      | ۱۳۷۷/۱۰/۲۷ | یزد     | ضلع جنوبی خ، قیام نزدیکی چهارراه شهدا                                                                                 | قاجاریه                                                                                                 |
| ۸۷   | مسجد جامع عقدا                             | ۲۲۷۸      | ۱۳۷۷/۱۲/۰۸ | اردکان  | بخش عقداء مجاورت حسینیه                                                                                               | قاجاریه قرن ۹ ق                                                                                         |
| ۸۸   | مسجد مصلی عتیق                             | ۲۲۹۴      | ۱۳۷۸/۰۱/۰۹ | یزد     | محله مصلی عتیق یاگودال مصلی                                                                                           | قرن ۸ ق                                                                                                 |
| ۸۹   | آب‌انبار رشتی عقدا                          | ۲۲۹۷      | ۱۳۷۸/۰۱/۰۹ | اردکان  | اردکان برکنار راه اصلی ورودی عقدا                                                                                     | قاجاریه (۱۲۶۲ ق)                                                                                        |
| ۹۰   | کاروانسرای رشتی                            | ۲۲۹۸      | ۱۳۷۸/۰۱/۰۹ | اردکان  | بخش عقداء کنار راه اصلی ورودی عقداء                                                                                   | قاجاریه (۱۲۶۲ ق)                                                                                        |
| ۹۱   | آب‌انبار سید فتح الدین رضا                  | ۲۲۹۹      | ۱۳۷۸/۰۱/۰۹ | یزد     | خ امام خمینی، ک مالمیر، ک شهید بافی                                                                                   | پهلوی (۱۳۶۵ ق)                                                                                          |
| ۹۲   | آب‌انبار گلشن                               | ۲۳۰۰      | ۱۳۷۸/۰۱/۰۹ | یزد     | خ، دهم فروردین محله پنبه کاران کوی محمدی                                                                              | معاصر                                                                                                   |
| ۹۳   | مسجد آمنه گل ندوشن                         | ۲۳۰۱      | ۱۳۷۸/۱۱/۲۶ | اشکذر   | اشکذر دهستان ندوشن | قرن ۸ ق                                                                                                 |
| ۹۴   | مسجد جامع ابرندآباد                        | ۲۳۰۴      | ۱۳۷۷/۱۱/۲۶ | یزد     | محله توده ابرندآباد، مرکز شهر شاهدیه                                                                                  | قرن ۹ ق                                                                                                 |
| ۹۵   | مسجد جامع بفروئیه                          | ۲۳۰۷      | ۱۳۷۷/۱۱/۲۶ | میبد    | آبادی بفروئیه، محله پایین                                                                                             | قرن ۹ ق                                                                                                 |
| ۹۶   | امامزاده جعفر (یزد)                        | ۲۳۲۰      | ۱۳۷۸/۰۱/۲۳ | یزد     | بلوار امامزاده جعفر (ع)                                                                                               | بنا ۴۲۴–۱۰۸۳ تعمیر                                                                                      |
| ۹۷   | مجموعه مهرپادین مهریز                      | ۲۳۳۳      | ۱۳۷۸/۰۲/۲۰ | مهریز   | مجاور، خ، انقلاب حدفاصل، خ، سیدمصطفی                                                                                  | قرن ۸ ق                                                                                                 |
| ۹۸   | قلعه خورمیز                                | ۲۳۳۸      | ۱۳۷۸/۰۳/۰۸ | مهریز   | بخش مرکزی مهریز، روستای خورمیز                                                                                        | ساسانی اسلامی                                                                                           |
| ۹۹   | مجموعه سهل بن علی                          | ۲۳۴۰      | ۱۳۷۸/۰۳/۰۸ | یزد     | خ امام خمینی(ره) | ۰ |
| ۱۰۰  | مجموعه امام (شاه ولی)                      | ۲۳۴۲      | ۱۳۷۸/۰۳/۰۸ | تفت     | ۰ | ۰ |
| ۱۰۱  | خانه امامزاده ایی                          | ۲۳۴۶      | ۱۳۷۸/۰۳/۱۷ | یزد     | یزد، محله مصلی عتیق، نزدیک بلوار امام زاده جعفر                                                                       | قاجاریه                                                                                                 |
| ۱۰۲  | برج توت                                    | ۲۳۵۰      | ۱۳۷۸/۰۴/۲۹ | اردکان  | بخش خرانق دهستان زرین روستای توت                                                                                      | قاجاریه                                                                                                 |
| ۱۰۳  | آب‌انبار نصرآباد                            | ۲۳۵۱      | ۱۳۷۸/۰۳/۱۷ | یزد     | بلوار شهید نواب صفوی کوچه ۱۲ متری ارم                                                                                 | قاجاریه                                                                                                 |
| ۱۰۴  | پیر نارستانه                               | ۲۳۵۵      | ۱۳۷۸/۰۳/۱۷ | یزد     | ۳۰ کیلومتری شمالشرق یزد، در روستائی بر بلندای کوه                                                                     | قاجاریه (۱۳۲۴ ق)                                                                                        |
| ۱۰۵  | محوطه سنگ‌نگاره‌های کوه ارنان                | ۲۳۶۱      | ۱۳۷۸/۰۲/۱۷ | مهریز   | دامنه شرقی دین کوه | پیش از تاریخ اسلامی                                                                                     |
| ۱۰۶  | حسینیه ناظم                                | ۲۳۹۵      | ۱۳۷۸/۰۴/۰۵ | یزد     | ابتدای خیابان سلمان، محله پشت گازرگاه                                                                                 | قاجاریه (۱۲۹۰ تا ۱۲۹۹ ق)                                                                                |
| ۱۰۷  | مسجد بزرگ ابوالمعالی                       | ۲۳۹۸      | ۱۳۷۸/۰۵/۰۴ | یزد     | خ سید گلسرخ، کوچه ابوالمعالی                                                                                          | قرن ۸ ق                                                                                                 |
| ۱۰۸  | مسجد نو مالمیر                             | ۲۳۹۹      | ۱۳۷۸/۰۵/۰۴ | یزد     | یزد، ضلع شرقی خیابان امام خمینی                                                                                       | قرن ۷ ق                                                                                                 |
| ۱۰۹  | عمارت قصر آینه                             | ۲۴۰۰      | ۱۳۷۸/۰۵/۰۴ | یزد     | خ آیت‌الله کاشانی، روبروی پارک هفت تیر                                                                                 | پهلوی اول                                                                                               |
| ۱۱۰  | مسجد شیخی‌ها                                | ۲۴۰۱      | ۱۳۷۸/۰۵/۰۴ | یزد     | محله وقت و ساعت | صفویه قاجاریه                                                                                           |
| ۱۱۱  | مسجد ریگ مجومرد                            | ۲۴۰۲      | ۱۳۷۸/۰۵/۰۴ | اشکذر   | روستای رضوان شهر | تیموریان                                                                                                |
| ۱۱۲  | حمام خان یزد                               | ۲۴۰۶      | ۱۳۷۸/۰۵/۰۴ | یزد     | خیابان قیام، میدان خان                                                                                                | قرن ۱۲ ق                                                                                                |
| ۱۱۳  | خانه اربابی                                | ۲۴۰۷      | ۱۳۷۸/۰۵/۰۴ | یزد     | کوه گازرگاه، ۱۰۰ متری خ سلمان فارسی                                                                                   | قاجاریه                                                                                                 |
| ۱۱۴  | مجموعه میدان امیرچخماق                     | ۲۴۱۶      | ۱۳۷۸/۰۶/۰۱ | یزد     | میدان امیرچخماق | صفویه قاجاریه                                                                                           |
| ۱۱۵  | کاروانسرای ساغند                           | ۲۴۱۷      | ۱۳۷۸/۰۶/۳۰ | اردکان  | بخش خرانق بالاتر از روستای ساغند                                                                                      | صفویه قاجاریه                                                                                           |
| ۱۱۶  | کاروانسرای دهشیر                           | ۲۴۲۴      | ۱۳۷۸/۰۶/۰۱ | تفت     | کنار روستای دهشیر | قاجار                                                                                                   |
| ۱۱۷  | کاروانسرای رباط پشت بادام                  | ۲۴۲۵      | ۱۳۷۸/۰۶/۳۰ | اردکان  | بخش خرانق روستای رباط پشت بام                                                                                         | صفویه قاجاریه                                                                                           |
| ۱۱۸  | مسجد حاج حضرت امامزاده سیدشمس الدین بناک   | ۲۴۳۰      | ۱۳۷۸/۰۶/۲۲ | تفت     | روستای بنادک سادات، تفت، بخش مرکزی                                                                                    | صفویه قاجاریه                                                                                           |
| ۱۱۹  | آتشکده یزد                                 | ۲۴۳۱      | ۱۳۷۸/۰۶/۲۲ | یزد     | خ آیت‌الله کاشانی | پهلوی اول (۱۳۱۳ ه‍. ش)                                                                                    |
| ۱۲۰  | آب‌انبار حاج یوسف                           | ۲۴۳۳      | ۱۳۷۸/۰۸/۰۲ | یزد     | خ سید گلسرخ، کوچه حسینیه حاجی ‌یوسف                                                                                    | قاجاریه                                                                                                 |
| ۱۲۱  | مجموعه سلطان شیخداد                        | ۲۴۳۴      | ۱۳۷۸/۰۶/۲۲ | یزد     | محله شیخداد | قرن ۱۰ و۷ و ۸ ق                                                                                         |
| ۱۲۲  | کاروانسرای شمسی                            | ۲۴۳۶      | ۱۳۷۸/۰۶/۲۲ | اشکذر   | بخش رستاق، واقع در روستای شمس                                                                                         | قاجاریه                                                                                                 |
| ۱۲۳  | گنبد سنگی هگ                               | ۲۴۳۹      | ۱۳۷۸/۰۵/۲۲ | ابرکوه  | روستای هگ، جنب گورستان                                                                                                | اواخر قرن ۸ ق                                                                                           |
| ۱۲۴  | مسجد جامع و حسینیه خرانق                   | ۲۴۴۰      | ۱۳۷۸/۰۸/۱۸ | اردکان  | بخش خرانق اردکان | قاجاریه                                                                                                 |
| ۱۲۵  | مسجد چهل محراب                             | ۲۴۴۱      | ۱۳۷۸/۰۸/۱۸ | یزد     | محله فهادان نزدیک مدرسه ضیائیه                                                                                        | قرن ۷ تا معاصر                                                                                          |
| ۱۲۶  | مسجد جامع اهرستان                          | ۲۴۴۲      | ۱۳۷۸/۰۸/۱۸ | یزد     | یزد شرق خیابان شهید اشکذری                                                                                            | قرن ۸ ق                                                                                                 |
| ۱۲۷  | مجموعه شهدای فهرج                          | ۲۴۴۴      | ۱۳۷۸/۰۸/۱۸ | یزد     | ۳۳ کیلومتری شرق یزد، بخش مرکزی دهستان فهرج                                                                            | قرن ۹ ق                                                                                                 |
| ۱۲۸  | مسجد زردک اردکان                           | ۲۴۴۸      | ۱۳۷۸/۰۷/۱۹ | اردکان  | ۱۰ کیلومتری شمال اردکان، آبادی دزک                                                                                    | قرن ۸ تا معاصر                                                                                          |
| ۱۲۹  | کاروانسرای سنگی انجیره                     | ۲۴۴۹      | ۱۳۷۸/۰۷/۱۹ | اردکان  | مجاور راه قدیمی یزد، ساغند و طبس                                                                                      | مغول ایلخانیان                                                                                          |
| ۱۳۰  | خانه مشروطه                                | ۲۴۵۰      | ۱۳۷۸/۰۷/۱۹ | یزد     | خ، امام، کوچه شهید پاکنژاد                                                                                            | قاجاریه                                                                                                 |
| ۱۳۱  | بقعه سید علی نقیبا                         | ۲۴۵۱      | ۱۳۷۸/۰۷/۱۹ | ابرکوه  | ابرکوه، شمالشرق شهر محله نوادا                                                                                        | قرن ۶ تا ۸ ق                                                                                            |
| ۱۳۲  | آب‌انبار قندهاری                            | ۲۴۶۶      | ۱۳۷۸/۰۷/۱۹ | یزد     | ضلع شمالی خیابان انقلاب کوی کسنویه                                                                                    | پهلوی (۱۳۷۴ ه‍. ش)                                                                                        |
| ۱۳۳  | آب‌انبار سید صحرا                           | ۲۴۶۷      | ۱۳۷۸/۰۷/۱۹ | یزد     | ضلع شمالی خیابان شهید مطهری، در مجاورت گورستان                                                                        | قاجاریه (۱۳۵۴ ه‍. ش)                                                                                      |
| ۱۳۴  | کاروانسرا                                  | ۲۴۶۸      | ۱۳۷۸/۰۷/۱۹ | مهریز   | جاده یزد، کرمان روبروی معروف مسجد ابوالفضل                                                                            | صفویه قاجاریه                                                                                           |
| ۱۳۵  | کاروانسرای خان پنج                         | ۲۴۶۹      | ۱۳۷۸/۰۷/۱۹ | بافق    | کنارجاده قدیمی یزد، بافق                                                                                              | قاجاریه                                                                                                 |
| ۱۳۶  | مسجد یعقوبی                                | ۲۵۰۴      | ۱۳۷۸/۰۹/۰۱ | یزد     | محله یعقوبی، ضلع شرقی خ امام خمینی                                                                                    | قرن ۸ و ۱۰ ق                                                                                            |
| ۱۳۷  | حمام قدیمی زارچ                            | ۲۵۰۶      | ۱۳۷۸/۰۹/۰۱ | یزد     | تقاطع بلوار جدیدالاحداث زارچ                                                                                          | افشاریه وزندیه                                                                                          |
| ۱۳۸  | آب‌انبار فخار                               | ۲۵۲۵      | ۱۳۷۸/۰۹/۱۵ | یزد     | خ شهید چمران، خیابان شهید بنافتی زاده                                                                                 | ۰ |
| ۱۳۹  | خانه موید اعلایی                           | ۲۵۲۷      | ۱۳۷۸/۰۹/۱۵ | یزد     | خیابان امام خمینی، کوچه دبیرستان امیر کبیر                                                                            | قاجاریه                                                                                                 |
| ۱۴۰  | زیارتگاه خدیجه خاتون                       | ۲۵۲۹      | ۱۳۷۸/۰۹/۱۵ | میبد    | جنوب محله مهرجرد | قاجاریه                                                                                                 |
| ۱۴۱  | مسجد خضر شاه                               | ۲۵۳۰      | ۱۳۷۸/۰۹/۱۵ | یزد     | محله چهار منار | قرن ۹–۱۰ ق                                                                                              |
| ۱۴۲  | پل موسی خان                                | ۲۵۳۱      | ۱۳۷۸/۰۹/۱۵ | میبد    | کتشخوان بارجین میبد                                                                                                   | قاجاریه                                                                                                 |
| ۱۴۳  | کاروانسرای علی‌آباد                         | ۲۵۳۳      | ۱۳۷۸/۰۹/۱۵ | مهریز   | مزرعه علی‌آباد، در راه اصلی یزد، قلعه مروست                                                                            | قاجاریه                                                                                                 |
| ۱۴۴  | زایشگاه بهمن                               | ۲۵۳۴      | ۱۳۷۸/۰۹/۱۵ | یزد     | یزد، خ، آیت‌الله کاشانی                                                                                                | پهلوی (۱۳۱۶ ه‍. ش)                                                                                        |
| ۱۴۵  | سید تاج الدین ابراهیم‌آباد                  | ۲۵۳۵      | ۱۳۷۸/۰۹/۱۵ | اشکذر   | بخش رستاق، روستای ابراهیم‌آباد                                                                                         | قرن ۸ به بعد                                                                                            |
| ۱۴۶  | قلعه ابراهیم‌آباد رستاق                     | ۲۵۳۸      | ۱۳۷۸/۰۹/۱۵ | اشکذر   | واقع درمرکز روستای ابراهیم‌آباد رستاق                                                                                  | قرن ۷ و ۸ ق                                                                                             |
| ۱۴۷  | مسجد زین الدین                             | ۲۵۳۹      | ۱۳۷۸/۰۹/۱۵ | اردکان  | اردکان جنوب غربی حسینیه زین الدین                                                                                     | قرن ۱۰ به بعد                                                                                           |
| ۱۴۸  | قلعه حسین‌آباد شفیع پور                     | ۲۵۴۰      | ۱۳۷۸/۰۹/۱۵ | تفت     | بخش نیر روستای حسین‌آباد شفیع پور                                                                                      | زندیه                                                                                                   |
| ۱۴۹  | مسجد قدیمی توران پشت                       | ۲۵۴۱      | ۱۳۷۸/۰۹/۱۵ | تفت     | بخش نیر، ۶۰ کیلومتری خارج شهر تفت، روستای توران                                                                       | قاجاریه                                                                                                 |
| ۱۵۰  | قلعه مروست                                 | ۲۵۴۵      | ۱۳۷۸/۱۰/۰۸ | مهریز   | مهریز،انتهای خیابان مسجد جامع                                                                                         | اسلامی                                                                                                  |
| ۱۵۱  | قلعه سفید ندوشن                            | ۲۵۵۵      | ۱۳۷۸/۱۱/۰۵ | اشکذر   | دهستان ندوشن | افشاریه زندیه                                                                                           |
| ۱۵۲  | مسجد آقا، ابرکوه                           | ۲۵۶۲      | ۱۳۷۸/۱۱/۰۵ | ابرکوه  | دروازه میدان، ۱۰۰ متری میدان مرکزی شهر                                                                                | قاجاریه                                                                                                 |
| ۱۵۳  | مسجد جامع رکن‌آباد                          | ۲۵۶۷      | ۱۳۷۸/۱۱/۰۵ | میبد    | بخش مرکزی روستای رکن‌آباد                                                                                              | قرن ۱۰ ق                                                                                                |
| ۱۵۴  | مسجد پیر حسین                              | ۲۵۷۲      | ۱۳۷۸/۱۱/۱۱ | یزد     | بلوار شهید محمد پاکنژاد، مسجد پیرحسین                                                                                 | قاجاریه                                                                                                 |
| ۱۵۵  | گنبد مصلی عتیق وساباط وحسینیه مج           | ۲۵۹۴      | ۱۳۷۸/۱۱/۲۷ | یزد     | یزد، بلوار امامزاده جعفر، ملااسماعیل کوی مصلی                                                                         | قرن ۸ ق                                                                                                 |
| ۱۵۶  | آرامگاه شاه سید رضا                        | ۲۶۰۴      | ۱۳۷۸/۱۲/۲۵ | یزد     | خ انقلاب چهارراه دولت‌آباد، کوچه بندان                                                                                 | صفویه                                                                                                   |
| ۱۵۷  | ساختمان اداره دارایی                       | ۲۶۰۸      | ۱۳۷۸/۱۲/۲۵ | یزد     | خ، امام خمینی، محله قلعه کهنه                                                                                         | پهلوی اول                                                                                               |
| ۱۵۸  | خانه بلور فروش                             | ۲۶۰۹      | ۱۳۷۸/۱۲/۲۵ | یزد     | خ، شهیدرجائی کوچه گاراژ ناجی                                                                                          | قاجاریه                                                                                                 |
| ۱۵۹  | مسجد شاه عبدالقیوم                         | ۲۶۴۴      | ۱۳۷۸/۱۲/۲۵ | یزد     | یزد، خ، انقلاب محله شاه عبدالقیوم                                                                                     | صفویه قاجاریه                                                                                           |
| ۱۶۰  | حسینیه فهادان                              | ۲۶۵۲      | ۱۳۷۸/۱۲/۲۵ | یزد     | محله فهادان، کوچه حسینیه بزرگ                                                                                         | قاجاریه                                                                                                 |
| ۱۶۱  | حسینیه و میدان وقت و ساعت و نخل            | ۲۶۵۶      | ۱۳۷۸/۱۲/۲۵ | یزد     | خیابان مسجد جامع | قاجاریه                                                                                                 |
| ۱۶۲  | ساختمان قدیم استانداری                     | ۲۷۰۵      | ۱۳۷۹/۰۳/۲۲ | یزد     | خ امام خمینی، ابتدای خ استانداری                                                                                      | قاجاریه                                                                                                 |
| ۱۶۳  | سنگ نبشته‌ها و نقوش روی سنگ                 | ۲۷۱۰      | ۱۳۷۹/۰۳/۲۲ | تفت     | جاده یزد، شیراز ۳ ک روستای دهشیر                                                                                      | اسلامی                                                                                                  |
| ۱۶۴  | کاروانسرای کرمانی                          | ۲۷۴۲      | ۱۳۷۹/۰۴/۲۲ | یزد     | خیابان قیام بازار مسگرها                                                                                              | قاجاریه                                                                                                 |
| ۱۶۵  | چاپارخانه میبد                             | ۲۷۶۷      | ۱۳۷۹/۰۵/۱۹ | میبد    | در مجاورت کاروانسرای میبد منتهی به میدان                                                                              | قاجاریه                                                                                                 |
| ۱۶۶  | کاروانسرای مشیر                            | ۲۷۶۸      | ۱۳۷۹/۰۵/۱۹ | یزد     | خ قیام، ک مسجد ملااسمعیل جنب مسجد بازار اسماعیل                                                                       | قاجاریه                                                                                                 |
| ۱۶۷  | آرامگاه شیخ عبداله                         | ۲۷۶۹      | ۱۳۷۹/۰۴/۱۳ | خاتم    | کنار میدان ورودی شهر از طریق هرات                                                                                     | ۰ |
| ۱۶۸  | مدرسه خانزاده                              | ۲۸۰۰      | ۱۳۷۹/۰۷/۱۶ | یزد     | یزد محله قدیمی شیخ داد ضلع جنوبی بقعه                                                                                 | اواخر قرن ۸ ق                                                                                           |
| ۱۶۹  | آرامگاه شیخ بهاءالدین                      | ۲۸۰۱      | ۱۳۷۹/۰۷/۱۶ | خاتم    | روستای مبارکه | قرن ۸ ق                                                                                                 |
| ۱۷۰  | مسجد جامع خورمیز سفلی                      | ۲۸۰۲      | ۱۳۷۹/۰۷/۱۶ | مهریز   | کنار معبر اصلی جنب قلعه قدیمی خورمیز                                                                                  | قاجار                                                                                                   |
| ۱۷۱  | مسجد سر پلک شهید مدرس                      | ۲۸۴۶      | ۱۳۷۹/۰۸/۱۶ | یزد     | محله سرپلک ابتدای بازارچه سرپلک                                                                                       | قرن ۸ ق                                                                                                 |
| ۱۷۲  | تپه قاضی میر جعفر                          | ۲۸۶۸      | ۱۳۷۹/۰۸/۱۶ | بافق    | شرق بافق | تاریخی                                                                                                  |
| ۱۷۳  | خانه فرخ اورمزدی                           | ۲۸۹۳      | ۱۳۷۹/۰۹/۰۵ | یزد     | ضلع جنوبی محله زرتشتیان کوی موبدان کوچه فرخ                                                                           | اواخر صفویه                                                                                             |
| ۱۷۴  | مسجد بیاق خان                              | ۲۸۹۴      | ۱۳۷۹/۰۹/۰۵ | یزد     | تقاطع بازار زرگری بازار خان مسجد بیاق خان                                                                             | اواخر قاجاریه                                                                                           |
| ۱۷۵  | امامزاده سید محمد هفتادر                   | ۲۸۹۵      | ۱۳۷۹/۰۹/۰۵ | اردکان  | بخش عقدا یک ک مرکز آبادی هفتادر                                                                                       | اواخر صفویه                                                                                             |
| ۱۷۶  | مسجد حاجی رجب علی اشکذر                    | ۲۸۹۶      | ۱۳۷۹/۰۹/۰۵ | اشکذر   | محله توده اشکذر مرد                                                                                                   | قاجاریه                                                                                                 |
| ۱۷۷  | حمام استهریج                               | ۲۸۹۷      | ۱۳۷۹/۰۹/۰۵ | مهریز   | محله استهریج خ جمهوری اسلامی                                                                                          | قاجاریه                                                                                                 |
| ۱۷۸  | عمارت و باغ صدری                           | ۲۸۹۸      | ۱۳۷۹/۰۹/۰۵ | تفت     | خ امام خمینی محله باغ گلابدان                                                                                         | اواخر زندیه                                                                                             |
| ۱۷۹  | پرستشگاه زرتشتیان                          | ۲۹۲۶      | ۱۳۷۹/۰۹/۲۰ | یزد     | بلوار بسیج کوچه جنب آب انبار رستم گیو                                                                                 | پهلوی                                                                                                   |
| ۱۸۰  | آرامگاه محمدی دروازه شاهی                  | ۲۹۴۹      | ۱۳۷۹/۱۰/۲۸ | یزد     | محله دروازه شاهی پشت مسجد جامع کبیر                                                                                   | قرن ۸ ق                                                                                                 |
| ۱۸۱  | خانه ملک‌زاده                               | ۲۹۵۰      | ۱۳۷۹/۱۰/۲۸ | یزد     | محله فهادان نزدیک مسجد چهل محراب                                                                                      | قاجاریه                                                                                                 |
| ۱۸۲  | قلعه ستی پیر                               | ۳۳۵۷      | ۱۳۷۹/۱۲/۲۵ | یزد     | شمال شرقی یزد، بلوار دهه فجر                                                                                          | ۰ |
| ۱۸۳  | آب‌انبار مسعودی                             | ۳۳۵۸      | ۱۳۷۹/۱۲/۲۵ | یزد     | یزد، ضلع جنوبی خیابان شهیدرجائی                                                                                       | ۰ |
| ۱۸۴  | آرامگاه شیخ محمد خانقاه                    | ۳۳۵۹      | ۱۳۷۹/۱۲/۲۵ | یزد     | میبد، محله خانقاه | قرن ۸ ق                                                                                                 |
| ۱۸۵  | مسجد کوفه شیخ داد                          | ۳۳۶۰      | ۱۳۷۹/۱۲/۲۵ | یزد     | یزد، حد فاصل خیابان‌های نواب صفوی و انقلاب                                                                             | قاجاریه                                                                                                 |
| ۱۸۶  | بافت فرهنگی تاریخی شهرستان میبد            | ۳۴۹۰      | ۱۳۷۹/۱۲/۲۵ | میبد    | ۰ | ۰ |
| ۱۸۷  | گورستان توران پشت                          | ۳۶۱۱      | ۱۳۷۹/۱۲/۲۵ | تفت     | ۶۰ کیلومتری جنوب تفت، ضلع شرقی روستای تئران پشت                                                                       | ۰ |
| ۱۸۸  | برج خواجه نعمت                             | ۳۶۱۲      | ۱۳۷۹/۱۲/۱۵ | اردکان  | اردکان، جنوب بافت قدیم عقدا                                                                                           | ایلخانیان صفویه                                                                                         |
| ۱۸۹  | دبیرستان کیخسروی                           | ۳۶۱۳      | ۱۳۷۹/۱۲/۲۵ | یزد     | یزد، خیابان شهید چمران                                                                                                | اواخر قاجار پهلوی اول                                                                                   |
| ۱۹۰  | مدرسه بدر                                  | ۳۶۱۴      | ۱۳۷۹/۱۲/۲۵ | یزد     | یزد، خ سید گل سرخ، کوچه پنج کوچه، جنب بازار قدیمی ابو المعالی                                                         | اواخر قاجار                                                                                             |
| ۱۹۱  | گرمخانه مسجد جامع مهاباد                   | ۳۶۱۵      | ۱۳۷۹/۱۲/۲۵ | بافق    | مرکز شهر مهاباد، مجاور خ اصلی شهر                                                                                     | زندیه                                                                                                   |
| ۱۹۲  | کنیسه ملا آقا بابا ملا حیدر                | ۳۶۱۶      | ۱۳۷۹/۱۲/۲۵ | یزد     | یزد، خ مسجد جامع کبیر، محله چهار سوق                                                                                  | قاجاریه                                                                                                 |
| ۱۹۳  | کاروانسرای جنب میدان خان                   | ۳۶۱۷      | ۱۳۷۹/۱۲/۲۵ | بافق    | بافق، میدان باق | قاجاریه                                                                                                 |
| ۱۹۴  | کاروانسرای رباط                            | ۳۶۱۸      | ۱۳۷۹/۱۲/۲۵ | مهریز   | مجاورت راه اصلی یزد، کرمان، بالاتر از کرمانشاه و مسجد ابوالفضل                                                        | صفویه                                                                                                   |
| ۱۹۵  | رباط انارستان                              | ۳۶۱۹      | ۱۳۷۹/۱۲/۲۵ | اردکان  | اردکان، بخش عقدا، روستای نارستان                                                                                      | صفویه                                                                                                   |
| ۱۹۶  | حسینیه حوض قاضی‌ها                          | ۳۶۲۰      | ۱۳۷۹/۱۲/۲۵ | بافق    | بافق، خ مسجد جامع، حسینه، حوض قاضی‌ها                                                                                  | قاجاریه                                                                                                 |
| ۱۹۷  | حسینیه محله بالا                           | ۳۶۹۰      | ۱۳۷۹/۱۲/۲۵ | میبد    | میبد، محله بالا | مظفریان (آل مظفر)                                                                                       |
| ۱۹۸  | بازارچه                                    | ۳۶۹۱      | ۱۳۷۹/۱۲/۲۵ | میبد    | میبد، محله بالا | مظفریان (آل مظفر)                                                                                       |
| ۱۹۹  | نمازخانه سرآب گردالی‌ها                     | ۳۶۹۲      | ۱۳۷۹/۱۲/۲۵ | میبد    | میبد، محله بالا | مظفریان (آل مظفر)                                                                                       |
| ۲۰۰  | سقاخانه                                    | ۳۶۹۳      | ۱۳۷۹/۱۲/۲۵ | میبد    | میبد، محله بالا | مظفریان (آل مظفر)                                                                                       |
| ۲۰۱  | مجموعه حسینیه کرم                          | ۳۶۹۴      | ۱۳۷۹/۱۲/۲۵ | میبد    | میبد | مظفریان (آل مظفر)                                                                                       |
| ۲۰۲  | خانه سالار                                 | ۳۶۹۵      | ۱۳۷۹/۱۲/۲۵ | میبد    | میبد، محله پایین | قاجاریه                                                                                                 |
| ۲۰۳  | مسجد محله کوچک                             | ۳۶۹۶      | ۱۳۷۹/۱۲/۲۵ | میبد    | میبد، محله کوشکک | مظفریان (آل مظفر)                                                                                       |
| ۲۰۴  | حسینیه و نمازخانه محله کوچک                | ۳۶۹۷      | ۱۳۷۹/۱۲/۲۵ | میبد    | میبد، محله بالا | ۰ |
| ۲۰۵  | برج عبدالوهاب                              | ۳۶۹۸      | ۱۳۷۹/۱۲/۲۵ | میبد    | میبد، محله کوشکک | مظفریان (آل مظفر)                                                                                       |
| ۲۰۶  | مجموعه برج وباروهای شهر با خندق‌های آن      | ۳۶۹۹      | ۱۳۷۹/۱۲/۲۵ | میبد    | ۰ | ۰ |
| ۲۰۷  | دروازه غوبی                                | ۳۷۰۰      | ۱۳۷۹/۱۲/۲۵ | میبد    | دروازه غربی، میبد، محله بالا                                                                                          | مظفریان (آل مظفر)                                                                                       |
| ۲۰۸  | باغ تیتو                                   | ۳۷۵۰      | ۱۳۸۰/۰۱/۲۸ | بافق    | بافق، بلوار امام حسین، کوی حوض آقا محمد تقی                                                                           | قرن ۱۳ ق                                                                                                |
| ۲۰۹  | کاروانسرای گلشن (یزد)                      | ۳۸۰۵      | ۱۳۸۰/۰۲/۱۸ | یزد     | یزد، خ قیام، بازار قیصریه، روبروی مدرسه خان                                                                           | قاجاریه                                                                                                 |
| ۲۱۰  | مجموعه باغ خان                             | ۳۸۰۶      | ۱۳۸۰/۰۲/۱۸ | یزد     | یزد، بین راه قدیم یزد، تفت                                                                                            | قاجاریه                                                                                                 |
| ۲۱۱  | دبستان خسروی                               | ۳۸۰۷      | ۱۳۸۰/۰۶/۱۲ | یزد     | یزد، یزد، تقاطع خیابان سلمان، بلوار بسیج                                                                              | اواخر قاجار                                                                                             |
| ۲۱۲  | دبستان دینیاری                             | ۳۸۰۹      | ۱۳۸۰/۰۶/۱۲ | یزد     | یزد، خیابان آیت‌الله کاشانی، کوی زرتشتیان                                                                              | ۱۲۹۰ش                                                                                                   |
| ۲۱۳  | مسجد بزرگ پشت باغ آب‌انبار رباط مجاورمتص    | ۳۸۱۰      | ۱۳۸۰/۰۲/۱۸ | یزد     | یزد، خ شهید رجایی، محله پشت باغ                                                                                       | اوایل قاجار                                                                                             |
| ۲۱۴  | مدرسه رستمی حریم‌آباد                       | ۳۸۱۱      | ۱۳۸۰/۰۲/۱۸ | یزد     | یزد، بلوار دهه فجر، محله مریم‌آباد                                                                                     | پهلوی اول                                                                                               |
| ۲۱۵  | مجموعه تاریخی                              | ۳۸۴۹      | ۱۳۸۰/۰۲/۲۵ | یزد     | اشکذر، روستای عزآباد                                                                                                  | اسلامی                                                                                                  |
| ۲۱۶  | کاروانسرای رباط نو                         | ۳۸۵۰      | ۱۳۸۰/۰۲/۲۵ | مهریز   | مهریز، روستای سریزد، مجاور مسجد جامع                                                                                  | صفویه                                                                                                   |
| ۲۱۷  | قلعه مهرجرد                                | ۴۱۳۲      | ۱۳۸۰/۰۷/۱۰ | میبد    | میبد، کوهی مهرجرد، خ آیت‌الله حانری، محله درب قلعه                                                                     | ۰ |
| ۲۱۸  | مسجد شاه حسین                              | ۴۱۳۳      | ۱۳۸۰/۰۷/۱۰ | یزد     | خاتم شهر مرودشت،انتهای خیابان مسجد جامع و مجاور قلعه مرودشت                                                           | ۰ |
| ۲۱۹  | مجموعه بیدستان توران پشت                   | ۴۱۳۴      | ۱۳۸۰/۰۷/۱۰ | تفت     | تفت، دهستان دهشیر، روستای بیدستان                                                                                     | اسلامی                                                                                                  |
| ۲۲۰  | محوطه باستانی غربالبیزاد                   | ۴۳۷۲      | ۱۳۸۰/۰۹/۰۵ | مهریز   | غرب مهریز، روستای مداوارا، دشت غربالبیز                                                                               | تاریخی اسلامی                                                                                           |
| ۲۲۱  | تپه‌های شمسی                                | ۴۴۶۶      | ۱۳۸۰/۰۹/۰۵ | اشکذر   | اشکذر، بخش مرکزی، دهستان رستاق، روستای شمسی                                                                           | صفویه تا اواخر قاجار                                                                                    |
| ۲۲۲  | قلعه رحمت‌آباد                              | ۵۹۳۴      | ۱۳۸۱/۰۵/۰۸ | یزد     | یزد، یزد، ده کیلومتری شرق شهر یزد قلعه رحمت‌آباد                                                                       | قاجاریه (۱۲۵۵ ق)                                                                                        |
| ۲۲۳  | قلعه دهوک                                  | ۶۱۴۲      | ۱۳۸۱/۰۷/۰۷ | مهریز   | مهریز، منطقه بغدادآباد روستای دهوک                                                                                    | اسلامی                                                                                                  |
| ۲۲۴  | قلعه مهر پادین                             | ۶۱۴۳      | ۱۳۸۱/۰۷/۰۷ | مهریز   | ۵ کیلومتری مهریز مهر پادین                                                                                            | صفویه                                                                                                   |
| ۲۲۵  | قلعه رباط                                  | ۶۳۰۴      | ۱۳۸۱/۰۷/۰۷ | ابرکوه  | حاشیه غربی ابرکوه | صفویه                                                                                                   |
| ۲۲۶  | یخچال فتح‌آباد                              | ۶۳۰۵      | ۱۳۸۱/۰۷/۰۷ | ابرکوه  | ابرکوه، واقع در اراضی کشاورزی فتح‌آباد                                                                                 | قاجاریه                                                                                                 |
| ۲۲۷  | خانه امید سالار                            | ۶۳۰۶      | ۱۳۸۱/۰۷/۰۷ | ابرکوه  | محله قدیمی دروازه میدان                                                                                               | قاجاریه                                                                                                 |
| ۲۲۸  | آرامگاه ملا علی کرم                        | ۶۳۰۷      | ۱۳۸۱/۰۷/۰۷ | ابرکوه  | محله پل کارون، غرب خیابان شهید باهنر، شمال خیابان و باغ خانه                                                          | قرن ۹ ق                                                                                                 |
| ۲۲۹  | خانه قیومی                                 | ۶۳۰۸      | ۱۳۸۱/۰۷/۰۷ | ابرکوه  | محله درب قلعه، شرق حسینیه حضرت ابوالفضل                                                                               | قاجاریه                                                                                                 |
| ۲۳۰  | آرامگاه حاج علی اکبر مفخمی                 | ۶۳۰۹      | ۱۳۸۱/۰۷/۰۷ | ابرکوه  | بخش بهمن، روستای مهرآباد                                                                                              | پهلوی                                                                                                   |
| ۲۳۱  | خانه حاجی خان                              | ۶۳۱۰      | ۱۳۸۱/۰۷/۰۷ | ابرکوه  | محله قدیمی دروازه میدان                                                                                               | قاجاریه                                                                                                 |
| ۲۳۲  | مسجد جامع هگ                               | ۶۳۱۱      | ۱۳۸۱/۰۷/۰۷ | ابرکوه  | ۴ کیلومتری شهر ابرکوه، روستای هگ                                                                                      | قرن ۷ و ۸ ق                                                                                             |
| ۲۳۳  | دخمه زرتشتیان                              | ۶۳۱۲      | ۱۳۸۱/۰۷/۰۷ | تفت     | روستای چم | قاجاریه                                                                                                 |
| ۲۳۴  | آب‌انبار حاج محمدرضا                        | ۶۳۱۳      | ۱۳۸۱/۰۷/۰۷ | اردکان  | بلوار آیت ا… خامنه‌ای                                                                                                  | قاجاریه                                                                                                 |
| ۲۳۵  | امامزاده نورالدین احمد                     | ۶۳۱۴      | ۱۳۸۱/۰۷/۰۷ | اردکان  | حد واسط شهر اردکان، عقدا، در محلی به نام گاپله                                                                        | صفویه                                                                                                   |
| ۲۳۶  | آب‌انبار دامنه کوه چک چک                    | ۶۳۱۵      | ۱۳۸۱/۰۷/۰۷ | اردکان  | جاده فرعی طبس به چک چک، نزدیک نیایشگاه زرتشتیان چم                                                                    | قاجاریه                                                                                                 |
| ۲۳۷  | مدرسه خان                                  | ۶۳۱۶      | ۱۳۸۱/۰۷/۰۷ | یزد     | خیابان قیام، بازارچه پنجه علی، روبروی بازارچه قیصریه                                                                  | زندیه                                                                                                   |
| ۲۳۸  | حمام حاج عبدالحسین                         | ۶۳۱۷      | ۱۳۸۱/۰۷/۰۷ | یزد     | خیابان قیام، کوچه شاطریه، کوچه میر میران، حمام حاج عبدالحسین                                                          | قاجاریه                                                                                                 |
| ۲۳۹  | قلعه ابرندآباد                             | ۶۳۱۸      | ۱۳۸۱/۰۷/۰۷ | یزد     | شهر شاهدیه، روستای ابرندآباد                                                                                          | ساسانی اسلامی                                                                                           |
| ۲۴۰  | آب‌انبار شیر نصرت‌آباد                       | ۶۳۱۹      | ۱۳۸۱/۰۷/۰۷ | یزد     | یزد، شهر شاهدیه، مجاور راه ورودی به روستای نصرت‌آباد                                                                   | قاجاریه                                                                                                 |
| ۲۴۱  | مسجد شاه ابوالقاسم                         | ۶۳۲۰      | ۱۳۸۱/۰۷/۰۷ | یزد     | یزد، محله شاه ابوالقاسم، مقابل بقعه سید عبدالنبی                                                                      | قرن ۵ و ۶ ق                                                                                             |
| ۲۴۲  | یخچال هگ                                   | ۶۳۲۱      | ۱۳۸۱/۰۷/۰۷ | یزد     | یزد، غرب روستای هگ | قاجاریه                                                                                                 |
| ۲۴۳  | دبستان مهرنرسی‌آباد                         | ۶۳۲۲      | ۱۳۸۱/۰۷/۰۷ | یزد     | یزد، خیابان انقلاب، کوی نرسی‌آباد                                                                                      | پهلوی اول                                                                                               |
| ۲۴۴  | خانه کلانتری                               | ۶۳۲۳      | ۱۳۸۱/۰۷/۰۷ | یزد     | یزد، خیابان امام خمینی کوی سهل بن علی، دانشکده معماری یزد                                                             | قاجاریه                                                                                                 |
| ۲۴۵  | مسجد ملا عبدالخالق                         | ۶۳۲۴      | ۱۳۸۱/۰۷/۰۷ | یزد     | یزد، محله یوز داران، کوچه حمام بکشاه (بخشاه)                                                                          | اتابکان زندیه                                                                                           |
| ۲۴۶  | خانه کازرونی                               | ۶۳۲۵      | ۱۳۸۱/۰۷/۰۷ | یزد     | یزد، خیابان قیام، کوچه جنب مدرسه مصلی صفدر خان                                                                        | قاجاریه                                                                                                 |
| ۲۴۷  | مسجد و آب‌انبار چهار کوچه                   | ۶۳۲۶      | ۱۳۸۱/۰۷/۰۷ | یزد     | یزد، محله چهار کوچه، بلوار بسیج                                                                                       | ایلخانیان                                                                                               |
| ۲۴۸  | مسجد وزیر                                  | ۶۳۲۷      | ۱۳۸۱/۰۷/۰۷ | یزد     | یزد، خیابان مسجد کبیر یزد، جنب آب انبار وزیر                                                                          | قاجاریه                                                                                                 |
| ۲۴۹  | آب‌انبار دروازه شیخداد                      | ۶۳۲۸      | ۱۳۸۱/۰۷/۰۷ | یزد     | یزد، خیابان شهید نواب صفوی، کوچه مسجد کوفه، جنب پارک شیخداد                                                           | قاجاریه                                                                                                 |
| ۲۵۰  | خانه یاوری                                 | ۶۳۳۰      | ۱۳۸۱/۰۷/۰۷ | یزد     | یزد، خیابان امام خمینی، کوی سهل بن علی، بن‌بست اتابکی                                                                  | قاجاریه                                                                                                 |
| ۲۵۱  | خانه فرساد                                 | ۶۳۳۱      | ۱۳۸۱/۰۷/۰۷ | یزد     | یزد، خیابان امام خمینی بن‌بست روبروی دبیرستان امیر کبیر                                                                | قاجاریه                                                                                                 |
| ۲۵۲  | خانه دکتر وزیری                            | ۶۳۳۲      | ۱۳۸۱/۰۷/۰۷ | یزد     | یزد، خیابان مسجد جامع، جنب آب انبار وزیر                                                                              | اوایل پهلوی                                                                                             |
| ۲۵۳  | کنیسه کمال                                 | ۶۳۳۳      | ۱۳۸۱/۰۷/۰۷ | یزد     | یزد، خیابان امام، کوچه مشروطه                                                                                         | صفویه                                                                                                   |
| ۲۵۴  | باغ پهلوان‌پور                              | ۶۳۳۴      | ۱۳۸۱/۰۷/۰۷ | مهریز   | مهریز، محله مزویرآباد                                                                                                 | اواخر قاجار                                                                                             |
| ۲۵۵  | سنگ‌نگاره‌های رمه کوه نصرآباد                | ۶۵۲۳      | ۱۳۸۱/۰۷/۰۷ | تفت     | بخش نصرآباد، روستای مهدی‌آباد، دامنه رمه کوه                                                                           | ساسانی اسلامی                                                                                           |
| ۲۵۶  | میدان بعثت                                 | ۶۵۴۴      | ۱۳۸۱/۰۷/۰۷ | یزد     | یزد، تقاطع خیابان‌های انقلاب، قیام، سید گلسرخ و امامزاده جعفر                                                          | قاجاریه                                                                                                 |
| ۲۵۷  | آرامگاه سید فتح الدین رضا                  | ۶۵۴۵      | ۱۳۸۱/۰۷/۰۷ | یزد     | یزد، خیابان امام خمینی حوالی محلات مالمیر و سر سنگ                                                                    | پهلوی                                                                                                   |
| ۲۵۸  | آسیاب‌آبی دخمه صفائیه                       | ۶۵۴۶      | ۱۳۸۱/۰۷/۰۷ | یزد     | جنوب شرقی یزد، ضلع شمالی محوطه آرامگاه و دخمه زرتشتیان                                                                | قاجاریه                                                                                                 |
| ۲۵۹  | مدرسه شفیعیه                               | ۶۵۴۷      | ۱۳۸۱/۰۷/۰۷ | یزد     | یزد، خیابان قیام، ضلع شمال غربی میدان خان                                                                             | صفویه                                                                                                   |
| ۲۶۰  | مسجد کوچک خطیب                             | ۶۵۴۸      | ۱۳۸۱/۰۷/۰۷ | یزد     | یزد، خیابان شهید رجائی، بخش قدیمی محله پشت باغ                                                                        | قاجاریه                                                                                                 |
| ۲۶۱  | مسجد صاحب الزمان                           | ۶۵۴۹      | ۱۳۸۱/۰۷/۰۷ | یزد     | یزد، محله فهادان، کوچه حمام گودک                                                                                      | پهلوی                                                                                                   |
| ۲۶۲  | دبیرستان دخترانه علوم و معارف اسلامی       | ۶۵۵۰      | ۱۳۸۱/۰۷/۰۷ | یزد     | یزد، میدان مجاهدین، ابتدای خیابان امام خمینی، کوچه سهیل                                                               | پهلوی                                                                                                   |
| ۲۶۳  | حسینیه ملتکیه                              | ۶۵۵۱      | ۱۳۸۱/۰۷/۰۷ | یزد     | یزد، خیابان شهید رجائی، محله چهار منار                                                                                | قرن ۸ ق                                                                                                 |
| ۲۶۴  | برج کبوترخان کسنویه                        | ۶۵۵۲      | ۱۳۸۱/۰۷/۰۷ | یزد     | یزد، محله کسنویه | صفویه                                                                                                   |
| ۲۶۵  | حمام کلیمیان                               | ۶۵۵۳      | ۱۳۸۱/۰۷/۰۷ | یزد     | یزد، ضلع جنوبی مسجد جامع کبیر، محله کلیمیان چهار سوق کلیمیان                                                          | قاجاریه                                                                                                 |
| ۲۶۶  | حمام پشت باغ                               | ۶۵۵۴      | ۱۳۸۱/۰۷/۰۷ | یزد     | یزد، خیابان ایرانشهر محله کوچه پشت باغ، مجاور کوچه شهید برزگر                                                         | قاجاریه                                                                                                 |
| ۲۶۷  | مسجد ملازینل                               | ۶۵۵۵      | ۱۳۸۱/۰۷/۰۷ | یزد     | یزد، محله فهادان، کوچه اداره کل میراث فرهنگی یزد                                                                      | قاجاریه                                                                                                 |
| ۲۶۸  | خانه کاشفی                                 | ۶۵۵۶      | ۱۳۸۱/۰۷/۰۷ | یزد     | یزد، محله فهادان، کوچه چهل محراب، پلاک ۳                                                                              | پهلوی اول                                                                                               |
| ۲۶۹  | خانه کرمانیها                              | ۶۵۵۷      | ۱۳۸۱/۰۷/۰۷ | یزد     | یزد، خیابان امام خمینی، کوی سهل بن علی، دانشگاه معماری یزد                                                            | قاجاریه                                                                                                 |
| ۲۷۰  | کاروانسرای لب خندق                         | ۶۵۵۸      | ۱۳۸۱/۰۷/۰۷ | یزد     | یزد، خیابان قیام، لب خندق بطرف بازار خان                                                                              | قاجاریه                                                                                                 |
| ۲۷۱  | حمام محله تل                               | ۶۵۵۹      | ۱۳۸۱/۰۷/۰۷ | یزد     | یزد، بلوار بسیج، کوچه مسجد الرحمان (مسجد محله تل)                                                                     | قاجاریه                                                                                                 |
| ۲۷۲  | مسجد جوی بلبل                              | ۶۵۶۰      | ۱۳۸۱/۰۷/۰۷ | یزد     | یزد، خیابان امام خمینی، کوچه محله قلعه کهنه کوچه مسجد جوی بلبل                                                        | اواخر قاجار                                                                                             |
| ۲۷۳  | مسجد قدمگاه مالمیر                         | ۶۵۶۱      | ۱۳۸۱/۰۷/۰۷ | یزد     | یزد، مجاورت خیابان امام خمینی کوی مالمیر                                                                              | صفویه                                                                                                   |
| ۲۷۴  | خانه تهرانی                                | ۶۵۶۲      | ۱۳۸۱/۰۷/۰۷ | یزد     | یزد، محله فهادان خیابان امام خمینی، روبروی مدرسه ضیاویه یا زندان اسکندری                                              | قاجاریه                                                                                                 |
| ۲۷۵  | مجموعه برج آب‌انبار و مسجد خورمیز بالا      | ۷۲۲۱      | ۱۳۸۱/۱۱/۱۲ | مهریز   | مهریز، روستای خورمیز علیا                                                                                             | صفویه                                                                                                   |
| ۲۷۶  | آرامگاه سید گل سرخ                         | ۷۶۶۰      | ۱۳۸۱/۱۲/۱۷ | یزد     | یزد، بیرون دروازه کوشک نو، محله سرچم کنار خیابان سید گلسرخ                                                            | قرن ۹ ق                                                                                                 |
| ۲۷۷  | یخچال آقا                                  | ۷۷۵۲      | ۱۳۸۱/۱۲/۱۷ | ابرکوه  | ورودی شهر ابرکوه، جنب خیابان شهید بهشتی                                                                               | قاجاریه                                                                                                 |
| ۲۷۸  | آب‌انبار هفت بادگیر عصرآباد                 | ۷۷۵۳      | ۱۳۸۱/۱۲/۱۷ | اشکذر   | اشکذر، بخش مرکزی، دهستان رستاق، روستای عصرآباد                                                                        | قاجاریه                                                                                                 |
| ۲۷۹  | آب‌انبار وسط روستای صدرآباد                 | ۷۷۵۴      | ۱۳۸۱/۱۲/۱۷ | اشکذر   | اشکذر، بخش مرکزی، دهستان رستاق، روستای صدرآباد، جنوب خیابان امام خمینی                                                | قاجاریه                                                                                                 |
| ۲۸۰  | مسجد هلاکو                                 | ۷۷۵۵      | ۱۳۸۱/۱۲/۱۷ | اردکان  | اردکان، روستای عقدا، محله هلاکو                                                                                       | صفوی |
| ۲۸۱  | خانه اخوان طباطبائی                        | ۷۷۵۶      | ۱۳۸۱/۱۲/۱۷ | مهریز   | مهریز، محله مهرپادین، کوچه مولودآباد                                                                                  | اواخر قاجار                                                                                             |
| ۲۸۲  | خانه امام حسینی                            | ۷۷۵۷      | ۱۳۸۱/۱۲/۱۷ | یزد     | یزد، میدان وقت و ساعت، ابتدای بازار نو                                                                                | قاجاریه (۱۲۵۰ ق)                                                                                        |
| ۲۸۳  | خانه گلشن                                  | ۷۷۵۸      | ۱۳۸۱/۱۲/۱۷ | یزد     | یزد، خیابان دهم فرودین، کوچه ۱۲ قصابها، محل تل                                                                        | قاجاریه                                                                                                 |
| ۲۸۴  | خانه خطیره‌ای یزدی                          | ۷۷۵۹      | ۱۳۸۱/۱۲/۱۷ | یزد     | یزد، خیابان مسجد جامع کبیر، کوچه آب انبار وزیر، جنب بازارچه رباطک                                                     | قاجاریه                                                                                                 |
| ۲۸۵  | خانه عرب‌زاده                               | ۷۷۶۰      | ۱۳۸۱/۱۲/۱۷ | یزد     | یزد، خیابان امام، کوچه فهادان روبه روی خانه امام حسینی                                                                | قاجاریه                                                                                                 |
| ۲۸۶  | خانه سید علی محمد وزیری                    | ۷۷۶۱      | ۱۳۸۱/۱۲/۱۷ | یزد     | یزد، خیابان مسجد جامع، جنب آب انبار وزیر                                                                              | اواخر قاجار پهلوی                                                                                       |
| ۲۸۷  | خانه نواب وکیل                             | ۷۷۶۲      | ۱۳۸۱/۱۲/۱۷ | یزد     | یزد، خیابان امام خمینی، بوستان فهادان، اداره ایرانگردی و جهانگردی                                                     | قاجاریه                                                                                                 |
| ۲۸۸  | خانه ملا حسینی                             | ۷۷۶۳      | ۱۳۸۱/۱۲/۱۷ | یزد     | یزد، خیابان مسجد جامع کبیر، کوچه آب انبار وزیر رو به روی مدرسه اسلامی افشار                                           | قاجاریه                                                                                                 |
| ۲۸۹  | خانه معدن نطق                              | ۷۷۶۴      | ۱۳۸۱/۱۲/۱۷ | یزد     | یزد، خیابان مسجد جامع کبیر، بازارچه رباطک، جنب بوستان شاه ابوالقاسم                                                   | اوایل قاجار                                                                                             |
| ۲۹۰  | مدرسه اله‌آباد زارچ                         | ۷۷۶۵      | ۱۳۸۱/۱۲/۱۷ | یزد     | یزد، شهر زارچ، محله اله‌آباد                                                                                           | پهلوی                                                                                                   |
| ۲۹۱  | آب‌انبار گنبد سبز                           | ۷۷۶۶      | ۱۳۸۱/۱۲/۱۷ | یزد     | یزد، خیابان امام خمینی، محله آبشوری، نبش کوچه شهید کاظم ابریشمگیر                                                     | پهلوی اول                                                                                               |
| ۲۹۲  | آب‌انبار دولت‌آباد                           | ۷۷۶۷      | ۱۳۸۱/۱۲/۱۷ | یزد     | یزد، خیابان ایرانشهر، جبهه شمال شرقی باغ دولت‌آباد                                                                     | زندیه                                                                                                   |
| ۲۹۳  | آب‌انبار دخمه صفائیه                        | ۷۷۶۸      | ۱۳۸۱/۱۲/۱۷ | یزد     | یزد، خیابان شهیدان اشرف، جنب دخمه                                                                                     | پهلوی                                                                                                   |
| ۲۹۴  | آب‌انبار بولمیری                            | ۷۷۶۹      | ۱۳۸۱/۱۲/۱۷ | یزد     | یزد، خیابان سید گلسرخ، بازارچه ابوالمعالی                                                                             | صفویه                                                                                                   |
| ۲۹۵  | خانه جواد پاسدار                           | ۷۷۷۰      | ۱۳۸۱/۱۲/۱۷ | یزد     | یزد، خیابان امام خمینی، کوچه سهل بن علی، جنب خانه شهید محراب آیت ا… اشکذری                                            | اواخر قاجار                                                                                             |
| ۲۹۶  | مهد قرآن                                   | ۷۷۷۱      | ۱۳۸۱/۱۲/۱۷ | یزد     | یزد، محله فهادان، جنب خانه محمودی                                                                                     | اواخر قاجار اوایل پهلوی                                                                                 |
| ۲۹۷  | مسجد سلطان شیخداد                          | ۷۷۷۲      | ۱۳۸۱/۱۲/۱۷ | یزد     | یزد، خیابان انقلاب، کوی شیخداد                                                                                        | قاجاریه                                                                                                 |
| ۲۹۸  | مسجد سر سنگ                                | ۷۷۷۳      | ۱۳۸۱/۱۲/۱۷ | یزد     | یزد، خیابان مهدی، کوچه جوی مرمر، محله سر سنگ                                                                          | قاجاریه                                                                                                 |
| ۲۹۹  | کارگاه شعر بافی خجسته                      | ۷۷۷۴      | ۱۳۸۱/۱۲/۱۷ | یزد     | یزد، خیابان مسجد جامع، میدان وقت و ساعت                                                                               | قاجاریه (۱۲۹۰ ق)                                                                                        |
| ۳۰۰  | لرد حمالان                                 | ۷۷۷۵      | ۱۳۸۱/۱۲/۱۷ | یزد     | یزد، خیابان امام خمینی، شاهزاده فاضل                                                                                  | قاجاریه                                                                                                 |
| ۳۰۱  | قلعه قاسم‌آباد                              | ۷۷۷۶      | ۱۳۸۱/۱۲/۱۷ | یزد     | یزد، بلوار دانشجو، کوی قاسم‌آباد                                                                                       | زندیه                                                                                                   |
| ۳۰۲  | حمام فرط                                   | ۷۷۷۷      | ۱۳۸۱/۱۲/۱۷ | یزد     | یزد، خیابان امام خمینی، محله دارالشفاء، روبروی مسجد فرط                                                               | قاجاریه                                                                                                 |
| ۳۰۳  | باغ مشیر و بناهای موجود در آن              | ۷۷۷۸      | ۱۳۸۱/۱۲/۱۷ | یزد     | یزد، خیابان انقلاب، کوی امیرآباد، کوچه باغ مشیر                                                                       | قاجاریه                                                                                                 |
| ۳۰۴  | باغ رو آب بناهای موجود در آن               | ۷۷۷۹      | ۱۳۸۱/۱۲/۱۷ | یزد     | یزد، خیابان آیت ا… کاشانی، مهدی‌آباد                                                                                   | اوایل قاجار                                                                                             |
| ۳۰۵  | باغ عبدالرحیم خان و بناهای موجود در آن     | ۷۷۸۰      | ۱۳۸۱/۱۲/۱۷ | یزد     | یزد، بلوار شهید نواب صفوی، کوی رحیم‌آباد                                                                               | قاجاریه                                                                                                 |
| ۳۰۶  | کارخانه اقبال                              | ۷۷۸۱      | ۱۳۸۱/۱۲/۱۷ | یزد     | یزد، خیابان شهید مطهری، حد فاصل چهار راه فرهنگیان و میدان آزادی                                                       | پهلوی (۱۳۱۲ ه‍. ش)                                                                                        |
| ۳۰۷  | زورخانه خواجه خضر                          | ۷۷۸۲      | ۱۳۸۱/۱۲/۱۷ | یزد     | یزد، خیابان امام خمینی، محله خواجه خضر، جنب بازارچه و آب انبار خواجه خضر                                              | صفویه                                                                                                   |
| ۳۰۸  | بازارچه سر جمع                             | ۷۷۸۳      | ۱۳۸۱/۱۲/۱۷ | یزد     | یزد، محله سر جمع، جنب بقعه سید گلسرخ                                                                                  | قرن ۹ ق                                                                                                 |
| ۳۰۹  | تیمچه وکیل                                 | ۷۷۸۴      | ۱۳۸۱/۱۲/۱۷ | یزد     | یزد، خیابان قیام، بازار خان، تیمچه ملک                                                                                | قاجاریه                                                                                                 |
| ۳۱۰  | تیمچه هراتی                                | ۷۷۸۵      | ۱۳۸۱/۱۲/۱۷ | یزد     | یزد، خیابان امام خمینی، بالاتر از ساختمان مخابرات                                                                     | اوایل پهلوی                                                                                             |
| ۳۱۱  | بازار مسگرها                               | ۷۷۸۶      | ۱۳۸۱/۱۲/۱۷ | یزد     | یزد، خیابان قیام، بازار مسگرها                                                                                        | اواسط قرن ۹ ق                                                                                           |
| ۳۱۲  | بازار محمدعلی خان                          | ۷۷۸۷      | ۱۳۸۱/۱۲/۱۷ | یزد     | یزد، خیابان امام خمینی، چهار راه شهدا                                                                                 | اوایل قاجاریه                                                                                           |
| ۳۱۳  | بازارچه پنجه علی                           | ۷۷۸۸      | ۱۳۸۱/۱۲/۱۷ | یزد     | یزد، خیابان قیام | اواخر افشاریه اوایل زندیه                                                                               |
| ۳۱۴  | بازار جعفر خان                             | ۷۷۸۹      | ۱۳۸۱/۱۲/۱۷ | یزد     | یزد، خیابان قیام | زندیه                                                                                                   |
| ۳۱۵  | بازار ریسمانیان                            | ۷۷۹۰      | ۱۳۸۱/۱۲/۱۷ | یزد     | یزد، بخش مرکزی، خیابان قیام                                                                                           | پهلوی اول                                                                                               |
| ۳۱۶  | بازار علاقبندی                             | ۷۷۹۱      | ۱۳۸۱/۱۲/۱۷ | یزد     | یزد، خیابان قیام، به موازات بازار پنجه علی جعفر خان محمدعلی خان                                                       | اواخر قرن ۹ ق                                                                                           |
| ۳۱۷  | بازار چیت‌سازی                              | ۷۷۹۲      | ۱۳۸۱/۱۲/۱۷ | یزد     | یزد، بازار تیمچه علی خان، به موازات و شمال بازار قیصریه                                                               | قاجاریه                                                                                                 |
| ۳۱۸  | بازار حضرت عباسی                           | ۷۷۹۳      | ۱۳۸۱/۱۲/۱۷ | یزد     | یزد، بخش مرکزی، خیابان قیام                                                                                           | قاجاریه                                                                                                 |
| ۳۱۹  | بازار کاشی‌گری (یزد)                        | ۷۷۹۴      | ۱۳۸۱/۱۲/۱۷ | یزد     | یزد، بخش مرکزی، خیابان قیام، بازارچه حضرت عباس و میدان خان                                                            | زندیه                                                                                                   |
| ۳۲۰  | بازار قیصریه                               | ۷۷۹۵      | ۱۳۸۱/۱۲/۱۷ | یزد     | یزد، بخش مرکزی، مابین بازارچه، پنجه علی و مدرسه خان                                                                   | اواخر قرن ۱۲ ق                                                                                          |
| ۳۲۱  | سینما گلشن                                 | ۷۷۹۶      | ۱۳۸۱/۱۲/۱۷ | یزد     | یزد، خ امام خمینی، حد فاصل میدان شهید بهشتی و چهارراه شهدا                                                            | پهلوی                                                                                                   |
| ۳۲۲  | بازار سراج‌ها                               | ۸۵۲۵      | ۱۳۸۲/۰۲/۰۹ | یزد     | یزد، خیابان قیام، نیمه جنوبی بازار                                                                                    | قرن ۸ ق                                                                                                 |
| ۳۲۳  | بازار صدری                                 | ۸۵۲۶      | ۱۳۸۲/۰۲/۰۹ | یزد     | یزد، خیابان امام خمینی شمال شرق مجموعه بازار                                                                          | اواخر قاجار                                                                                             |
| ۳۲۴  | بازار زرگری                                | ۸۵۲۷      | ۱۳۸۲/۰۲/۰۹ | یزد     | یزد، بخش شمالی خیابان قیام                                                                                            | قرن ۱۲ و ۱۳ ق                                                                                           |
| ۳۲۵  | بازار میرزاکرم                             | ۸۵۲۸      | ۱۳۸۲/۰۲/۰۹ | یزد     | یزد، خیابان قیام،انتهای بازار مسگری                                                                                   | قاجاریه                                                                                                 |
| ۳۲۶  | خانه محمد حسینی فرجامی                     | ۸۵۲۹      | ۱۳۸۲/۰۲/۰۹ | یزد     | یزد، محله فهادان، کوی یوزداران، کوچه نواب، جنب اداره ایرانگردی و جهانگردی                                             | قاجاریه                                                                                                 |
| ۳۲۷  | آب‌انبار نو مریم‌آباد                        | ۸۵۳۰      | ۱۳۸۲/۰۲/۰۹ | یزد     | یزد، بلوار دهه فجر مریم‌آباد، محله زرتشتیان، جنب کوچه ۲۴                                                               | اواخر قاجار                                                                                             |
| ۳۲۸  | خانه پاپلی                                 | ۸۵۳۱      | ۱۳۸۲/۰۲/۰۹ | یزد     | یزد، خیابان امام خمینی، کوی سهل بن علی، بن‌بست فارابی، پلاک ۸۳                                                         | قاجاریه                                                                                                 |
| ۳۲۹  | آب‌انبار قاسم‌آباد                           | ۸۵۳۲      | ۱۳۸۲/۰۲/۰۹ | یزد     | یزد، قاسم‌آباد محله زرتشتیان                                                                                           | پهلوی                                                                                                   |
| ۳۳۰  | آب‌انبار امامزاده جعفر                      | ۸۵۳۳      | ۱۳۸۲/۰۲/۰۹ | یزد     | یزد، خیابان امامزاده جعفر، جنب بقعه امامزاده جعفر                                                                     | قاجاریه                                                                                                 |
| ۳۳۱  | خانه حسین شاکری                            | ۸۵۳۴      | ۱۳۸۲/۰۲/۰۹ | یزد     | یزد، محله فهادان، کوی یوزداران، ضلع شمالی محوطه روبروی مدرسه ضیائیه                                                   | پهلوی                                                                                                   |
| ۳۳۲  | خانه پاکدل                                 | ۸۵۳۵      | ۱۳۸۲/۰۲/۰۹ | یزد     | یزد، خیابان مسجد جامع کبیر، بن‌بست جنب بقعه سید رکن الدین                                                              | قاجاریه                                                                                                 |
| ۳۳۳  | مسجد فهادان                                | ۸۵۳۶      | ۱۳۸۲/۰۲/۰۹ | یزد     | یزد، محله فهادان، خیابان امام خمینی، بازارچه یوزداران                                                                 | اتابکان                                                                                                 |
| ۳۳۴  | خانه زرگر یزدی                             | ۸۵۳۷      | ۱۳۸۲/۰۲/۰۹ | یزد     | یزد، خیابان امام خمینی محله دارالشفاء                                                                                 | قاجاریه                                                                                                 |
| ۳۳۵  | خانه محمد مروج                             | ۸۵۳۸      | ۱۳۸۲/۰۲/۰۹ | یزد     | یزد، خیابان سلمان، نبش کوچه سی و نهم                                                                                  | صفویه                                                                                                   |
| ۳۳۶  | خانه عبدالغفور ظریف چای‌فروش                | ۸۵۳۹      | ۱۳۸۲/۰۲/۰۹ | یزد     | یزد، کوی یوزداران کوچه نواب روبروی بوستان فهادان                                                                      | قاجاریه                                                                                                 |
| ۳۳۷  | خانه صدا و سیما                            | ۸۵۴۰      | ۱۳۸۲/۰۲/۰۹ | یزد     | یزد، محله فهادان، حمام گودک، جنب حسینیه حمام گودک                                                                     | قاجاریه                                                                                                 |
| ۳۳۸  | حنا سایی ناصری                             | ۸۵۴۱      | ۱۳۸۲/۰۲/۰۹ | یزد     | یزد، خیابان کاشانی، کوی مازی‌ها (مازاری‌ها)                                                                             | اواخر قاجار                                                                                             |
| ۳۳۹  | بازار افشار                                | ۸۵۴۲      | ۱۳۸۲/۰۲/۰۹ | یزد     | یزد، خیابان قیام، به موازات بازار دروازه مهریز، بازار افشار                                                           | قاجاریه                                                                                                 |
| ۳۴۰  | بازار دروازه مهریز                         | ۸۵۴۳      | ۱۳۸۲/۰۲/۰۹ | یزد     | یزد، شمال خیابان قیام، نیمه شمالی مجموعه بازار یزد                                                                    | قاجاریه                                                                                                 |
| ۳۴۱  | بازار خان (یزد)                            | ۸۵۴۴      | ۱۳۸۲/۰۲/۰۹ | یزد     | یزد، بخش شمالی خیابان قیام                                                                                            | قاجاریه                                                                                                 |
| ۳۴۲  | آب‌انبار نجم‌آباد                            | ۸۵۴۵      | ۱۳۸۲/۰۲/۰۹ | یزد     | یزد، نعیم‌آباد، کوچه اصلی روبروی مسجد دروازه امام، نبش کوچه شهید محمد صادق کهدوئی                                      | اواخر قاجار                                                                                             |
| ۳۴۳  | آب‌انبار روستای گرد فرامرز                  | ۸۵۴۶      | ۱۳۸۲/۰۲/۰۹ | یزد     | یزد، بعد از دروازه قرآن، شهرک شاهدیه، میان ده روبروی قبرستان گرد فرامرز                                               | پهلوی (۱۳۴۵ ه‍. ش)                                                                                        |
| ۳۴۴  | آب‌انبار صحرائی حاج نصیر ابرندآباد          | ۸۵۴۷      | ۱۳۸۲/۰۲/۰۹ | یزد     | یزد، شهرک شاهدیه، صحرای ضلع شرقی ابرندآباد                                                                            | قاجاریه                                                                                                 |
| ۳۴۵  | آب‌انبار برسویه                             | ۸۵۴۸      | ۱۳۸۲/۰۲/۰۹ | تفت     | تفت، خیابان امام خمینی، ابتدای کوچه برسویه جنب ساختمان سپاه پاسداران، آب انبار برسویه                                 | صفویه                                                                                                   |
| ۳۴۶  | قلعه بارجین                                | ۸۵۴۹      | ۱۳۸۲/۰۲/۰۹ | میبد    | میبد، روستای بارجین                                                                                                   | قاجاریه                                                                                                 |
| ۳۴۷  | حمام ملاحیدر مدوئیه                        | ۸۵۵۰      | ۱۳۸۲/۰۲/۰۹ | ابرکوه  | ابرکوه، روستای مدوئیه                                                                                                 | قاجاریه                                                                                                 |
| ۳۴۸  | حمام بزرگ و کوچک اردکان                    | ۸۵۵۱      | ۱۳۸۲/۰۲/۰۹ | اردکان  | اردکان، جنب مسجد جامع و روبروی موزه                                                                                   | اوایل قاجار                                                                                             |
| ۳۴۹  | حمام خرانق                                 | ۸۵۵۲      | ۱۳۸۲/۰۲/۰۹ | اردکان  | اردکان، بخش خرانق، قلعه خرانق، ضلع شرقی قلعه                                                                          | قاجاریه (حدود ۲۰۰ سال پیش)                                                                              |
| ۳۵۰  | قلعه‌هاشم‌آباد                               | ۸۵۵۳      | ۱۳۸۲/۰۲/۰۹ | خاتم    | خاتم، جاده قدیم یزد به اصفهان ۷۰ کیلومتری روستای ندوشن، روستای هاشم‌آباد                                               | صفویه                                                                                                   |
| ۳۵۱  | قلعه محمد باقری هرات                       | ۸۵۵۴      | ۱۳۸۲/۰۲/۰۹ | خاتم    | خاتم، شهر هرات، خیابان امام خمینی، روبروی خیابان بنیاد خاتم                                                           | زندیه                                                                                                   |
| ۳۵۲  | بقعه شیخ زین‌الدین علی خاموش                | ۸۵۵۵      | ۱۳۸۲/۰۲/۰۹ | اشکذر   | اشکذر، شهر ندوشن | قرن ۱۰ و ۱۱ ق                                                                                           |
| ۳۵۳  | امامزاده ماهیک                             | ۸۵۵۶      | ۱۳۸۲/۰۲/۰۹ | اشکذر   | اشکذر، شهر ندوشن | صفویه                                                                                                   |
| ۳۵۴  | آرامگاه امامزاده میرحسن بن سعیدشهید اقلیدی | ۸۵۵۷      | ۱۳۸۲/۰۲/۰۹ | اشکذر   | اشکذر، روستای حاجی‌آباد رستاق                                                                                          | قرن ۹ ق                                                                                                 |
| ۳۵۵  | رباط یاغمیش                                | ۸۵۵۸      | ۱۳۸۲/۰۲/۰۹ | خاتم    | خاتم، جاده قدیم یزد به اصفهان نزدیک شهر هرات، روستای هاشم‌آباد                                                         | صفوی |
| ۳۵۶  | یخچال بندرآباد                             | ۸۵۵۹      | ۱۳۸۲/۰۲/۰۹ | اشکذر   | اشکذر، روستای بندرآباد                                                                                                | قاجاریه                                                                                                 |
| ۳۵۷  | آب‌انبار اله‌آباد                            | ۸۵۶۰      | ۱۳۸۲/۰۲/۰۹ | اشکذر   | اشکذر، اله‌آباد زارچ                                                                                                   | پهلوی                                                                                                   |
| ۳۵۸  | آب‌انبار صحرایی محمدآباد                    | ۸۵۶۱      | ۱۳۸۲/۰۲/۰۹ | اشکذر   | اشکذر، ندوشن، دشت جوی نو، مجاور مزرعه محمدآباد                                                                        | قاجاریه                                                                                                 |
| ۳۵۹  | آب‌انبار صحرایی نو                          | ۸۵۶۲      | ۱۳۸۲/۰۲/۰۹ | مهریز   | مهریز، دشت توده، ۲۰۰ متری جنوب قلعه مهر بادین                                                                         | پهلوی                                                                                                   |
| ۳۶۰  | آب‌انبار دروازه مهریز                       | ۸۵۶۳      | ۱۳۸۲/۰۲/۰۹ | مهریز   | مهریز، خیابان امام خمینی، بازار خان، بازار دروازه مهریز، روبروی مسجد بیاق خان                                         | قرن ۱۱ ق                                                                                                |
| ۳۶۱  | امامزاده عبدالله بن طیار                   | ۸۵۶۴      | ۱۳۸۲/۰۲/۰۹ | تفت     | تفت، روستای بنافت دیزه                                                                                                | صفوی |
| ۳۶۲  | زیارتگاه پیربابا شرف‌الدین                  | ۸۵۶۵      | ۱۳۸۲/۰۲/۰۹ | تفت     | تفت، خیابان امام خمینی، روبروی بیمارستان شهید بهشتی                                                                   | قاجاریه                                                                                                 |
| ۳۶۳  | آب‌انبار شاه علی                            | ۸۵۶۶      | ۱۳۸۲/۰۲/۰۹ | تفت     | تفت، خیابان آموزش و پرورش، جنب حسینیه گرمسیری                                                                         | صفویه                                                                                                   |
| ۳۶۴  | آب‌انبار پیر بابا شرف‌الدین                  | ۸۵۶۷      | ۱۳۸۲/۰۲/۰۹ | تفت     | تفت، مجاور خیابان امام خمینی، جنب آستان شرف الدین، روبروی بیمارستان شهید بهشتی                                        | پهلوی                                                                                                   |
| ۳۶۵  | کاروانسرای ابوالقاسم                       | ۸۶۷۹      | ۱۳۸۲/۰۳/۱۰ | یزد     | یزد، ابتدای خیابان سلمان، محله قصاب‌ها                                                                                 | قاجاریه                                                                                                 |
| ۳۶۶  | باغ مشیر رحیم‌آباد                          | ۸۶۸۰      | ۱۳۸۲/۰۳/۱۰ | یزد     | یزد، چهارراه دولت‌آباد،انتهای خیابان نواب صفوی، کوچه رحیم‌آباد                                                          | پهلوی                                                                                                   |
| ۳۶۷  | برج مبارکه                                 | ۸۶۸۱      | ۱۳۸۲/۰۳/۱۰ | بافق    | بافق، کشتخوانهای روستای مبارکه                                                                                        | قاجاریه                                                                                                 |
| ۳۶۸  | مجموعه کارخانه جنوب وسینما صحرا            | ۹۱۰۵      | ۱۳۸۲/۰۳/۱۰ | یزد     | یزد، خیابان کاشانی، روبروی پارک هفتم تیر، جنب موزه قصر آئینه                                                          | پهلوی                                                                                                   |
| ۳۶۹  | حمام قلعه ندوشن                            | ۹۱۰۶      | ۱۳۸۲/۰۳/۱۰ | اشکذر   | اشکذر، شهر ندوشن، محله قلعه                                                                                           | قاجاریه                                                                                                 |
| ۳۷۰  | خانه آقا                                   | ۹۱۰۷      | ۱۳۸۲/۰۳/۱۰ | یزد     | یزد،انتهای خیابان سید گلسرخ، ضلع غربی بقعه سید گلسرخ                                                                  | قرن ۸ و ۹ ق                                                                                             |
| ۳۷۱  | مجموعه آب‌انبارهای احمدآباد                 | ۹۱۰۸      | ۱۳۸۲/۰۳/۱۰ | اردکان  | اردکان، احمدآباد، خیابان امام خمینی، کوچه شهید عبدالکریمی                                                             | قاجاریه                                                                                                 |
| ۳۷۲  | خانه وکیلی                                 | ۹۱۰۹      | ۱۳۸۲/۰۳/۱۰ | اشکذر   | اشکذر، دهستان ندوشن، محله قلعه                                                                                        | اواخر قاجار اوایل پهلوی                                                                                 |
| ۳۷۳  | مسجد جامع ده‌آباد                           | ۹۱۱۰      | ۱۳۸۲/۰۳/۱۰ | میبد    | میبد، ده‌آباد، محله پائین، کوچه مسجد جامع                                                                              | قاجار                                                                                                   |
| ۳۷۴  | مسجد تبریزیان                              | ۹۱۱۱      | ۱۳۸۲/۰۳/۱۰ | یزد     | یزد، خیابان قیام، کوی گلچینان، روبروی خانه مودت                                                                       | قاجاریه                                                                                                 |
| ۳۷۵  | تکیه میر قطب                               | ۹۱۱۲      | ۱۳۸۲/۰۳/۱۰ | یزد     | یزد، بلوار امامزاده جعفر، کوی میر قطب                                                                                 | قاجاریه                                                                                                 |
| ۳۷۶  | آب‌انبار روستای زین‌آباد                     | ۹۱۱۳      | ۱۳۸۲/۰۳/۱۰ | تفت     | تفت، جاده ترانزیت (یزد، تفت) روستای زین‌آباد                                                                           | قاجاریه                                                                                                 |
| ۳۷۷  | خانه عبدالمجید جلال پور                    | ۹۱۱۴      | ۱۳۸۲/۰۳/۱۰ | یزد     | یزد، بلوار بسیج، روبروی آب انبار رستم گیو                                                                             | قاجاریه                                                                                                 |
| ۳۷۸  | قلعه بدرآباد                               | ۹۱۱۵      | ۱۳۸۲/۰۳/۱۰ | میبد    | میبد، روستای بدرآباد، روبروی قبرستان قدیمی                                                                            | قاجاریه                                                                                                 |
| ۳۷۹  | خانه آیت الله خاتمی                        | ۹۱۱۶      | ۱۳۸۲/۰۳/۱۰ | اردکان  | اردکان، خیابان آیت ا.. ، خامنه ای، محله چرخاب، پلاک ۹۴                                                                | اواخر قاجار                                                                                             |
| ۳۸۰  | مسجد ملا شفیع                              | ۹۱۱۷      | ۱۳۸۲/۰۳/۱۰ | میبد    | میبد، محله مهرجرد | اواخر قاجار اوایل پهلوی                                                                                 |
| ۳۸۱  | مزار پیرصدق پریسک                          | ۹۱۱۸      | ۱۳۸۲/۰۳/۱۰ | ابرکوه  | ابرکوه، آبادی فتح‌آباد                                                                                                 | قرن ۸ ق                                                                                                 |
| ۳۸۲  | خانه راس حسینی                             | ۹۱۱۹      | ۱۳۸۲/۰۳/۱۰ | یزد     | یزد، خیابان امام خمینی، محله فهادان                                                                                   | قاجاریه                                                                                                 |
| ۳۸۳  | خانه ضیائی                                 | ۹۱۲۰      | ۱۳۸۲/۰۳/۱۰ | اردکان  | اردکان، محله چرخاب، کوچه انصاری، خانه محمد ضیائی                                                                      | اوایل قاجار                                                                                             |
| ۳۸۴  | چهاردری                                    | ۹۱۲۱      | ۱۳۸۲/۰۳/۱۰ | اشکذر   | اشکذر، شهر ندوشن، مجاور بقعه شیخ علی خاموش                                                                            | صفویه                                                                                                   |
| ۳۸۵  | مجموعه امیرآباد                            | ۹۱۲۲      | ۱۳۸۲/۰۳/۱۰ | میبد    | میبد، امیرآباد، خیابان امام خمینی، روبروی پاسداران                                                                    | صفویه قاجاریه                                                                                           |
| ۳۸۶  | قلعه وزیر                                  | ۹۱۲۳      | ۱۳۸۲/۰۳/۱۰ | میبد    | میبد، روستای رکن‌آباد، خیابان سید رکن الدین، پشت درمانگاه                                                              | قاجاریه                                                                                                 |
| ۳۸۷  | گورستان قدیمی شواز                         | ۹۱۲۴      | ۱۳۸۲/۰۳/۱۰ | تفت     | تفت، بخش نصرآباد، روستای شواز                                                                                         | قرن ۶ ق                                                                                                 |
| ۳۸۸  | آب‌انبار حاجی نوت                           | ۹۱۲۵      | ۱۳۸۲/۰۳/۱۰ | اردکان  | اردکان، خیابان حائری، جنب خانه تقدیری                                                                                 | پهلوی اول (۱۳۲۶ ه‍. ش)                                                                                    |
| ۳۸۹  | مسجد باغ گندم                              | ۹۱۲۶      | ۱۳۸۲/۰۳/۱۰ | یزد     | یزد، خیابان سید گلسرخ                                                                                                 | اسلامی قرن نهم هجری قمری                                                                                |
| ۳۹۰  | مدرسه اردشیری                              | ۹۱۲۷      | ۱۳۸۲/۰۳/۱۰ | یزد     | یزد، محله خرمشاه، بلوار دانشجو                                                                                        | پهلوی                                                                                                   |
| ۳۹۱  | آب‌انبار ابوالحسن و مسجد چهارده معصوم       | ۹۱۲۸      | ۱۳۸۲/۰۳/۱۰ | میبد    | میبد، محله مهرجرد، کوچه شهید حمامی (کوچه مسجد چهارده معصوم)                                                           | قاجاریه                                                                                                 |
| ۳۹۲  | زورخانه ذوالفقار                           | ۹۱۲۹      | ۱۳۸۲/۰۳/۱۰ | یزد     | یزد، شاهدیه، گرد فرامرز، خیابان امام خمینی، کوچه پشت حسینیه ثارالله (معروف به کلک)                                    | اواخر قاجار                                                                                             |
| ۳۹۳  | حسینیه شاهزاده فاضل                        | ۹۱۳۰      | ۱۳۸۲/۰۳/۱۰ | یزد     | یزد، خیابان امام خمینی، جنب امامزاده شاهزاده فاضل                                                                     | قاجاریه قرن ۱۱ ق                                                                                        |
| ۳۹۴  | قلعه علی‌آباد پیشکوه                        | ۹۱۳۱      | ۱۳۸۲/۰۳/۱۰ | یزد     | ۳۶ کیلومتری تفت، روستای علی‌آباد پیشکوه                                                                                | اسلامی                                                                                                  |
| ۳۹۵  | آتشکده در مهر کوچه بیوک                    | ۹۱۳۲      | ۱۳۸۲/۰۳/۱۰ | یزد     | یزد، محله کوچه بیوک                                                                                                   | قاجاریه                                                                                                 |
| ۳۹۶  | دخمه اله‌آباد رستاق                         | ۹۱۳۳      | ۱۳۸۲/۰۳/۱۰ | اشکذر   | اشکذر، اله‌آباد رستاق، در مجاورت جاده ترانزیت (یزد، میبد) بالاتر از کارخانه گچ                                         | قاجاریه                                                                                                 |
| ۳۹۷  | خانه سید ابوالقاسم روهنی                   | ۹۱۳۴      | ۱۳۸۲/۰۳/۱۰ | یزد     | یزد، خیابان سید گلسرخ، کوچه نهم، پلاک ۷۵                                                                              | قاجاریه                                                                                                 |
| ۳۹۸  | آب‌انبار میر صالح                           | ۹۱۳۵      | ۱۳۸۲/۰۳/۱۰ | اردکان  | اردکان، خیابان امام خمینی، دروازه میر صالح                                                                            | قاجاریه                                                                                                 |
| ۳۹۹  | برج و دروازه‌های ندوشن                      | ۹۱۳۶      | ۱۳۸۲/۰۳/۱۰ | اشکذر   | اشکذر، شهر ندوشن، پیرامون بافت قدیمی                                                                                  | مظفریان (آل مظفر) صفویه                                                                                 |
| ۴۰۰  | آب‌انبار هفت بادگیری حسین‌آباد               | ۹۱۳۷      | ۱۳۸۲/۰۳/۱۰ | اشکذر   | اشکذر، بخش اشکذر، روستای حسین‌آباد،انتهای جنوبی بخش مسکونی                                                             | پهلوی                                                                                                   |
| ۴۰۱  | آب‌انبار مزرعه جمشید                        | ۹۱۳۸      | ۱۳۸۲/۰۳/۱۰ | یزد     | یزد، حسن‌آباد مشیر | قاجاریه                                                                                                 |
| ۴۰۲  | حمام شیخداد                                | ۹۱۳۹      | ۱۳۸۲/۰۳/۱۰ | یزد     | یزد، خیابان انقلاب، کوی شیخداد                                                                                        | قاجاریه                                                                                                 |
| ۴۰۳  | خانه کلانتری ندوشن                         | ۹۱۴۰      | ۱۳۸۲/۰۳/۱۰ | اشکذر   | اشکذر، شهر ندوشن، محله قلعه                                                                                           | زندیه                                                                                                   |
| ۴۰۴  | در مهر اله‌آباد                             | ۹۱۴۱      | ۱۳۸۲/۰۳/۱۰ | یزد     | یزد، شهر زارچ، دهستان اله‌آباد                                                                                         | قاجاریه                                                                                                 |
| ۴۰۵  | برج خشتی بحرالعلوم                         | ۹۱۴۲      | ۱۳۸۲/۰۳/۱۰ | میبد    | میبد، محله بحرالعلوم                                                                                                  | قاجاریه                                                                                                 |
| ۴۰۶  | آرامگاه معروف به شیخ کله پریده             | ۹۱۴۳      | ۱۳۸۲/۰۳/۱۰ | خاتم    | خاتم، شهر هرات، روستای چاهک                                                                                           | ایلخانیان                                                                                               |
| ۴۰۷  | سنگ‌نگاره‌های دره گنج                        | ۹۲۶۶      | ۱۳۸۲/۰۵/۰۷ | تفت     | شمال غرب تفت، دره گنج                                                                                                 | اسلامی                                                                                                  |
| ۴۰۸  | سنگ‌نگاره‌های هس بخته شواز                   | ۹۲۶۷      | ۱۳۸۲/۰۵/۰۷ | تفت     | تفت، روستای هس بخته شواز                                                                                              | اشکانی (پارت)                                                                                           |
| ۴۰۹  | درمهر خرمشاه                               | ۹۲۶۸      | ۱۳۸۲/۰۵/۰۷ | یزد     | یزد، محله خرمشاه، بلوار طالقانی                                                                                       | قاجاریه (۱۲۵۶ ق)                                                                                        |
| ۴۱۰  | خانه چقماقی یزدی                           | ۹۲۸۳      | ۱۳۸۲/۰۵/۰۷ | یزد     | یزد، خیابان امام، جنب مخابرات، کوچه سهروردی، کوچه سهل بن علی، بن‌بست اکبر زاده، پلاک ۲۸                                | قاجاریه                                                                                                 |
| ۴۱۱  | دخمه‌های شریف‌آباد                           | ۹۲۸۴      | ۱۳۸۲/۰۵/۰۷ | اردکان  | اردکان، روستای دیلم، محله شریف‌آباد                                                                                    | پهلوی                                                                                                   |
| ۴۱۲  | دخمه دیلم                                  | ۹۲۸۵      | ۱۳۸۲/۰۵/۰۷ | اردکان  | اردکان، در مجاورت جاده قدیمی (یزد، اردکان) روستای دیلم                                                                | صفوی |
| ۴۱۳  | خانه امیری                                 | ۹۲۸۶      | ۱۳۸۲/۰۵/۰۷ | اردکان  | اردکان، بخش عقدا، کوچه امیری، خانه سید حسن امیری                                                                      | صفویه                                                                                                   |
| ۴۱۴  | آب‌انبار بمانعلی                            | ۱۰۴۲۳     | ۱۳۸۲/۰۷/۰۱ | اردکان  | اردکان، روستای ترک‌آباد، خیابان امام خمینی، کنار حسینیه بزرگ ترک‌آباد                                                   | اواخر قاجار اوایل پهلوی                                                                                 |
| ۴۱۵  | حمام مردانه حاج رحمت‌الله                   | ۱۰۴۲۴     | ۱۳۸۲/۰۷/۰۱ | اردکان  | اردکان، روستای ترک‌آباد، خیابان امام خمینی، کوچه حمام                                                                  | قاجاریه                                                                                                 |
| ۴۱۶  | آب‌انبار پشت ده                             | ۱۰۴۲۵     | ۱۳۸۲/۰۷/۰۱ | اردکان  | اردکان، روستای ترک‌آباد، خیابان امام خمینی کوچه میثم، جنب مسجد پشت ده (گنبد سبز)                                       | قاجاریه                                                                                                 |
| ۴۱۷  | دخمه ترک‌آباد                               | ۱۰۴۲۶     | ۱۳۸۲/۰۷/۰۱ | اردکان  | اردکان، واقع در اراضی ترک‌آباد و در جنوب جاده سنتو                                                                     | قاجاریه                                                                                                 |
| ۴۱۸  | مسجد جامع روستای سرو سفلی                  | ۱۰۴۲۷     | ۱۳۸۲/۰۷/۰۱ | اردکان  | ۲۵ کیلومتری شمال غرب اردکان، ضلع شمال غربی روستای سروسفلی، ضلع غربی حسینیه                                            | قاجاریه                                                                                                 |
| ۴۱۹  | حسینیه حضرت ابوالفضل سرو سفلی              | ۱۰۴۲۸     | ۱۳۸۲/۰۷/۰۱ | اردکان  | ۲۵ کیلومتری شمال غرب اردکان، روستای سرو سفلی، ضلع غربی مسجد جامع قدیم روستا                                           | قاجاریه                                                                                                 |
| ۴۲۰  | آب‌انبار ملا                                | ۱۰۴۲۹     | ۱۳۸۲/۰۷/۰۱ | اردکان  | اردکان، روستای ترک‌آباد، خیابان امام خمینی،انتهای کوچه ملا                                                             | قاجاریه                                                                                                 |
| ۴۲۱  | آب‌انبار حاج رحمت‌الله                       | ۱۰۴۳۰     | ۱۳۸۲/۰۷/۰۱ | اردکان  | اردکان، روستای ترک‌آباد، خیابان امام خمینی،انتهای کوچه شرقی حسینیه                                                     | پهلوی اول                                                                                               |
| ۴۲۲  | آب‌انبار چاه افضل                           | ۱۰۴۳۱     | ۱۳۸۲/۰۷/۰۱ | اردکان  | اردکان، بخش مرکزی، دهستان محمدیه، روستای چاه افضل                                                                     | اواخر صفویه                                                                                             |
| ۴۲۳  | قلعه سرو سفلی                              | ۱۰۴۳۲     | ۱۳۸۲/۰۷/۰۱ | اردکان  | ۲۵ کیلومتری شمال غرب اردکان، ضلع شمالی روستای سرو سفلی، پشت مسجد روستا                                                | قاجاریه                                                                                                 |
| ۴۲۴  | آب‌انبار سرو سفلی                           | ۱۰۴۳۳     | ۱۳۸۲/۰۷/۰۱ | اردکان  | ۲۵ کیلومتری شمال غرب اردکان، ضلع جنوبی روستای سرو سفلی                                                                | پهلوی                                                                                                   |
| ۴۲۵  | آب‌انبار حاج آقا بابا                       | ۱۰۴۳۴     | ۱۳۸۲/۰۷/۰۱ | اردکان  | اردکان، خیابان آیت ا… خامنه ای، خیابان آیت ا… فکور، کوچه شهید فتاحی                                                   | قاجاریه                                                                                                 |
| ۴۲۶  | آب‌انبار توده منشوریه                       | ۱۰۴۳۵     | ۱۳۸۲/۰۷/۰۱ | اردکان  | اردکان، روستای ترک‌آباد، خیابان امام خمینی،انتهای کوچه شرقی حسینیه                                                     | پهلوی اول                                                                                               |
| ۴۲۷  | آب‌انبار حاج رحمت‌الله                       | ۱۰۴۳۶     | ۱۳۸۲/۰۷/۰۱ | اردکان  | اردکان، روستای ترک‌آباد، خیابان امام خمینی، ضلع غربی قبرستان                                                           | پهلوی                                                                                                   |
| ۴۲۸  | آب‌انبار سه تایی                            | ۱۰۷۹۰     | ۱۳۸۲/۱۱/۰۲ | اردکان  | اردکان، احمدآباد، خیابان امام خمینی، کوچه شهید سیفی                                                                   | اواخر قاجار                                                                                             |
| ۴۲۹  | آب‌انبار پنج‌تایی                            | ۱۰۷۹۱     | ۱۳۸۲/۱۱/۰۲ | اردکان  | اردکان، احمدآباد، بلوار امام خمینی، کوچه شهید مطهری                                                                   | پهلوی                                                                                                   |
| ۴۳۰  | خانه دهقان                                 | ۱۰۷۹۲     | ۱۳۸۲/۱۱/۰۲ | اردکان  | اردکان، احمدآباد، خ آیت ا… فکور، خ امام خمینی، کوچه شهید محمود محمدی                                                  | اوایل پهلوی                                                                                             |
| ۴۳۱  | خانه آیت‌الله فکور                          | ۱۰۷۹۳     | ۱۳۸۲/۱۱/۰۲ | اردکان  | اردکان، احمدآباد، تقاطع بلوار امام خمینی و آیت‌الله فکور، کوچه ۲، پلاک ۳۱۲                                             | اوایل پهلوی                                                                                             |
| ۴۳۲  | خانه محمد رضایی                            | ۱۰۷۹۴     | ۱۳۸۲/۱۱/۰۲ | اردکان  | اردکان، احمدآباد، خیابان امام خمینی، روبروی مسجد علیا، درب اول، سمت چپ                                                | اوایل پهلوی                                                                                             |
| ۴۳۳  | خانه رضایی                                 | ۱۰۸۰۰     | ۱۳۸۲/۱۱/۰۲ | اردکان  | اردکان، احمدآباد، خیابان آیت‌الله فکور، خ امام خمینی، پلاک ۷۳                                                          | پهلوی دوم                                                                                               |
| ۴۳۴  | خانه محمد نصیری                            | ۱۰۸۰۹     | ۱۳۸۲/۱۱/۰۲ | اردکان  | اردکان، احمدآباد، خ آیت‌الله فکور، خ امام خمینی، کوچه اقبالی، پلاک آب ۱۱۰۰٬۶٬۱۴                                        | اوایل پهلوی                                                                                             |
| ۴۳۵  | مسجد جامع ترک‌آباد                          | ۱۰۸۱۱     | ۱۳۸۲/۱۱/۰۲ | اردکان  | اردکان، روستای ترک‌آباد، خیابان امام خمینی، ضلع شمالی حسینیه ترک‌آباد                                                   | قاجاریه                                                                                                 |
| ۴۳۶  | خانه وکیل                                  | ۱۰۸۱۳     | ۱۳۸۲/۱۱/۰۲ | اردکان  | اردکان، احمدآباد، بلوار امام خمینی ره، خ آیت‌الله فکور، روبروی مسجد جامع پلاک آب ۶۱۰۰٬۱۲٬۱۴                            | قاجار                                                                                                   |
| ۴۳۷  | خانه شیخ میرصالح رضوی                      | ۱۰۸۱۵     | ۱۳۸۲/۱۱/۰۲ | اردکان  | اردکان، احمدآباد، تقاطع بلوار امام و خیابان آیت‌الله فکور، جنب مسجد علیا                                               | اوایل پهلوی                                                                                             |
| ۴۳۸  | مسجد علیا                                  | ۱۰۸۱۶     | ۱۳۸۲/۱۱/۰۲ | اردکان  | اردکان، احمدآباد، تقاطع بلوار امام و خیابان آیت ا… فکور                                                               | صفوی |
| ۴۳۹  | آب‌انبار قلعه                               | ۱۰۸۱۷     | ۱۳۸۲/۱۱/۰۲ | اردکان  | اردکان، احمدآباد، خیابان آیت ا… فکور                                                                                  | پهلوی                                                                                                   |
| ۴۴۰  | روضه خانه محله وسط                         | ۱۰۸۱۸     | ۱۳۸۲/۱۱/۰۲ | اردکان  | اردکان، احمدآباد، خیابان آیت ا… فکور، بلوار امام خمینی،انتهای کوچه مجاور ایستگاه اتوبوس اول                           | اوایل پهلوی                                                                                             |
| ۴۴۱  | روضه خانه حاج حسن                          | ۱۰۸۲۰     | ۱۳۸۲/۱۱/۰۲ | اردکان  | اردکان، احمدآباد، خ امام خمینی، خ آیت ا… فکور، کوچه شهید عسگری، جنب پلاک ۱۳۱۹۴                                        | اواخر قاجار                                                                                             |
| ۴۴۲  | خانه اکبر پرنده                            | ۱۰۸۳۱     | ۱۳۸۲/۱۱/۰۲ | اردکان  | اردکان، احمدآباد، خ آیت‌الله فکور، خ امام خمینی، جنب ایستگاه اتوبوس اول                                                | پهلوی اول                                                                                               |
| ۴۴۳  | بافت تاریخی شریف‌آباد                       | ۱۰۸۳۵     | ۱۳۸۲/۱۱/۰۲ | اردکان  | اردکان، بخش مرکزی، دهستان محمدیه، روستای شریف‌آباد                                                                     | قرن ۶ هـ. ق به بعد                                                                                      |
| ۴۴۴  | بافت روستای ترک‌آباد                        | ۱۰۸۴۱     | ۱۳۸۲/۱۱/۰۲ | اردکان  | اردکان، بخش مرکزی، دهستان محمدیه، روستای ترک‌آباد                                                                      | ۷۴۷ق به بعد                                                                                             |
| ۴۴۵  | بافت محلات خارج از حصاراردکان              | ۱۰۸۴۲     | ۱۳۸۲/۱۱/۰۲ | اردکان  | اردکان، شهر اردکان | اسلامی                                                                                                  |
| ۴۴۶  | بافت روستای چاه افضل                       | ۱۰۸۴۳     | ۱۳۸۲/۱۱/۰۲ | اردکان  | اردکان، ۳۰ کیلومتری شمال غربی اردکان                                                                                  | اسلامی                                                                                                  |
| ۴۴۷  | بافت تاریخی شهر احمدآباد                   | ۱۰۸۴۴     | ۱۳۸۲/۱۱/۰۲ | اردکان  | اردکان، ۵ کیلومتری شمال شهر اردکان                                                                                    | آل مظفر به بعد                                                                                          |
| ۴۴۸  | بافت داخل حصار اردکان                      | ۱۰۸۴۵     | ۱۳۸۲/۱۱/۰۲ | اردکان  | اردکان، شهر اردکان | اسلامی                                                                                                  |
| ۴۴۹  | مزرعه میرزا حکیم                           | ۱۰۸۴۶     | ۱۳۸۲/۱۱/۰۲ | اردکان  | اردکان، بخش مرکزی، دهستان عقدا، ۱/۵ کیلومتری شمال جاده سنتو                                                           | صفویه                                                                                                   |
| ۴۵۰  | زیارتگاه پیرهریشت                          | ۱۰۸۴۸     | ۱۳۸۲/۱۱/۰۲ | اردکان  | اردکان، بخش مرکزی، دهستان محمدیه، روستای هریشت                                                                        | قاجاریه                                                                                                 |
| ۴۵۱  | بافت روستای سروسفلی                        | ۱۰۸۵۰     | ۱۳۸۲/۱۱/۰۲ | اردکان  | اردکان، ۲۵ کیلومتری شمال غربی اردکان، روستای سرو سفلی                                                                 | اسلامی ۸۵۰ ق به بعد                                                                                     |
| ۴۵۲  | زردک (روستا)                               | ۱۰۸۵۱     | ۱۳۸۲/۱۱/۰۲ | اردکان  | اردکان، ۱۰ کیلومتری شمال شهر اردکان، روستای زردک                                                                      | قرن ۵ و ۶ هـ. ق به بعد                                                                                  |
| ۴۵۳  | آب‌انبار زیرده                              | ۱۰۸۵۲     | ۱۳۸۲/۱۱/۰۲ | اردکان  | اردکان، خیابان آیت‌الله خامنه ای، کوچه زیرده، جنب مسجد زیرده                                                           | قرن ۱۰ (۹۸۹ هـ. ق)                                                                                      |
| ۴۵۴  | آب‌انبار کوشکنو                             | ۱۰۸۵۳     | ۱۳۸۲/۱۱/۰۲ | اردکان  | اردکان، خیابان آیت‌الله خامنه ای، کوچه حمام کوشکنو                                                                     | اوایل پهلوی                                                                                             |
| ۴۵۵  | آب‌انبار کرک                                | ۱۰۸۵۶     | ۱۳۸۲/۱۱/۰۲ | اردکان  | اردکان، خ آیت‌الله خامنه ای، خ آیت‌الله فکور، کوچه شماره ۵۲، مقابل مسجد تیران                                           | اواخر قاجار                                                                                             |
| ۴۵۶  | آب‌انبار شیر حسین                           | ۱۰۸۵۸     | ۱۳۸۲/۱۱/۰۲ | اردکان  | اردکان،انتهای خیابان آیت‌الله خامنه ای، خ میرداماد، کوچه علی بیک                                                       | قاجاریه                                                                                                 |
| ۴۵۷  | آب‌انبار مسعود                              | ۱۰۸۵۹     | ۱۳۸۲/۱۱/۰۲ | اردکان  | اردکان، خیابان خامنه ای، کوچه مسعود، محله کوشکنو                                                                      | قاجاریه                                                                                                 |
| ۴۵۸  | آب‌انبار بازار نو                           | ۱۰۸۶۰     | ۱۳۸۲/۱۱/۰۲ | اردکان  | اردکان، خیابان امام، کوچه شماره دو (کوچه بازار نور)                                                                   | قاجاریه                                                                                                 |
| ۴۵۹  | آب‌انبار جمی                                | ۱۰۸۶۱     | ۱۳۸۲/۱۱/۰۲ | اردکان  | اردکان، احمدآباد، بلوار امام خمینی، کوچه شهید مطهری                                                                   | اوایل پهلوی                                                                                             |
| ۴۶۰  | آب‌انبار چهارسوق                            | ۱۰۸۷۲     | ۱۳۸۲/۱۱/۰۲ | اردکان  | اردکان، خیابان آیت‌الله خامنه ای، محله زین الدین، بازارچه چهارسوق                                                      | قاجاریه                                                                                                 |
| ۴۶۱  | مجموعه سرآب آبیاریا سرآب رجب               | ۱۰۸۷۶     | ۱۳۸۲/۱۱/۰۲ | میبد    | میبد، جنوب محله بالا، چسبیده به حصار شهر ضلع غربی بازار میبد                                                          | صفوی تا معاصر                                                                                           |
| ۴۶۲  | خانه گلشن                                  | ۱۰۸۷۷     | ۱۳۸۲/۱۱/۰۲ | میبد    | میبد، محله مهرجرد، کوی گلشن روبروی منزل آیت‌الله حایری                                                                 | صفوی قاجار                                                                                              |
| ۴۶۳  | مسجد دهنو                                  | ۱۰۸۷۸     | ۱۳۸۲/۱۱/۰۲ | میبد    | میبد، در میان کشتخوانهای غربی رودخانه محله ده‌آباد                                                                     | آل مظفر                                                                                                 |
| ۴۶۴  | مسجد پنجره                                 | ۱۰۸۷۹     | ۱۳۸۲/۱۱/۰۲ | میبد    | میبد، مرکز ده رکن‌آباد، محله توده                                                                                      | آل مظفر                                                                                                 |
| ۴۶۵  | مسجد زیرک و جامع بیده                      | ۱۰۸۸۰     | ۱۳۸۲/۱۱/۰۲ | میبد    | میبد، مرکز محله بیده، بلوار قاضی میر حسین                                                                             | قاجاریه                                                                                                 |
| ۴۶۶  | مسجد جامع بدرآباد                          | ۱۰۸۸۱     | ۱۳۸۲/۱۱/۰۲ | میبد    | میبد، راسته بازارچه بدرآباد                                                                                           | آل مظفر                                                                                                 |
| ۴۶۷  | مسجد ملا شفیع مهرجرد                       | ۱۰۸۸۲     | ۱۳۸۲/۱۱/۰۲ | میبد    | میبد، زیر محله توده مهرجرد                                                                                            | آل مظفر                                                                                                 |
| ۴۶۸  | مسجد جامع بارجین                           | ۱۰۸۸۳     | ۱۳۸۲/۱۱/۰۲ | میبد    | میبد، محله بارجین، سمت غرب جاده سنتو                                                                                  | آل مظفر                                                                                                 |
| ۴۶۹  | مجموعه مسجد خانقاه و بازارچه بابک          | ۱۰۸۸۴     | ۱۳۸۲/۱۱/۰۲ | میبد    | میبد، مرکز محله سربالای فیروزآباد                                                                                     | آل مظفر                                                                                                 |
| ۴۷۰  | مسجد امام علی                              | ۱۰۸۸۵     | ۱۳۸۲/۱۱/۰۲ | میبد    | میبد،انتهای کوچه اصلی محله پائین بفروئیه                                                                              | صفوی |
| ۴۷۱  | مسجد حاجی ملا حسین ده‌آباد                  | ۱۰۸۸۶     | ۱۳۸۲/۱۱/۰۲ | میبد    | میبد، مرکز محله بالای ده‌آباد                                                                                          | قاجاریه                                                                                                 |
| ۴۷۲  | خانه سعیدی فیروزآباد                       | ۱۰۸۸۷     | ۱۳۸۲/۱۱/۰۲ | میبد    | میبد، محله فیروزآباد، خیابان شهید فاضلی کوچه ۲۷ (شهید عباسعلی دهقان)                                                  | اوایل قاجار                                                                                             |
| ۴۷۳  | آسیاب بزرگ محله کوچه باغ                   | ۱۰۸۸۸     | ۱۳۸۲/۱۱/۰۲ | میبد    | میبد، محله کوچه باغ، مجاور مسجد حسن بن علی                                                                            | اواخر صفوی اوایل قاجار                                                                                  |
| ۴۷۴  | خانه نقیب‌الذاکرین                          | ۱۰۸۸۹     | ۱۳۸۲/۱۱/۰۲ | میبد    | میبد، محله بشنیغان، کوی مشایخ                                                                                         | قاجاریه                                                                                                 |
| ۴۷۵  | مسجد جامع رکن‌آباد                          | ۱۰۸۹۰     | ۱۳۸۲/۱۱/۰۲ | میبد    | میبد، خیابان اصلی محله رکن‌آباد                                                                                        | قرن ۱۰ ق                                                                                                |
| ۴۷۶  | نمازخانه و آب‌انبار ملاحسن فیروزآباد        | ۱۰۸۹۱     | ۱۳۸۲/۱۱/۰۲ | میبد    | میبد، زیر محله کلوثر (کلوسر) محله فیروزآباد                                                                           | قرن ۱۰ ق (۹۴۰ ق)                                                                                        |
| ۴۷۷  | حمام و آب‌انبار سرو بالای فیروزآباد         | ۱۰۸۹۲     | ۱۳۸۲/۱۱/۰۲ | میبد    | میبد، فیروزآباد، شمال راسته بازار، بابک محله سربالا                                                                   | صفوی (۱۰۳۵ ق)                                                                                           |
| ۴۷۸  | مسجد مقیم فیروزآباد                        | ۱۰۸۹۳     | ۱۳۸۲/۱۱/۰۲ | میبد    | میبد، در مسیر بازارچه جمالی (مقیم) واقع در زیر محله طاحونه (آسیاب)                                                    | قرن ۱۰ ق (۹۵۱ هـ. ق)                                                                                    |
| ۴۷۹  | خانه وزیر                                  | ۱۱۰۰۰     | ۱۳۸۲/۱۱/۲۷ | یزد     | یزد، خیابان مسجد جامع کبیر، کوچه علی محمد شیخ‌زاده                                                                     | صفویه                                                                                                   |
| ۴۸۰  | قلعه چاه افضل                              | ۱۱۰۷۰     | ۱۳۸۳/۰۶/۱۶ | اردکان  | اردکان، بخش مرکزی، دهستان محمدیه، ضلع غربی روستای چاه افضل                                                            | اواخر صفویه                                                                                             |
| ۴۸۱  | آسیاب ترک‌آباد                              | ۱۱۰۷۱     | ۱۳۸۳/۰۶/۱۶ | اردکان  | اردکان، بخش مرکزی، ضلع شرقی قبرستان روستای ترک‌آباد، کنار مسیر ترک‌آباد به اردکان                                       | قاجار                                                                                                   |
| ۴۸۲  | حمام مردانه بازار اردکان                   | ۱۱۰۷۲     | ۱۳۸۳/۰۶/۱۶ | اردکان  | بافت قدیم اردکان، ورودی راسته بازار زرین                                                                              | قاجار                                                                                                   |
| ۴۸۳  | خانه امامی                                 | ۱۱۰۹۱     | ۱۳۸۳/۰۶/۱۶ | میبد    | میبد، شمال شرق نارین قلعه، محله کوچک                                                                                  | صفوی |
| ۴۸۴  | آسیاب کوچک محله کوچه باغ                   | ۱۱۱۰۵     | ۱۳۸۳/۰۶/۱۶ | میبد    | میبد، محله کوچه باغ، سمت غرب معبر حسینیه                                                                              | اوایل قاجار                                                                                             |
| ۴۸۵  | خانه کدخدای بفروئیه                        | ۱۱۱۰۶     | ۱۳۸۳/۰۶/۱۶ | میبد    | میبد، محله پائین بفروئیه، جنب مسجد جامع                                                                               | آل مظفر                                                                                                 |
| ۴۸۶  | خانه فتاحی                                 | ۱۱۱۰۷     | ۱۳۸۳/۰۶/۱۶ | میبد    | میبد، محله باغشاهی، جنب خانه سالار                                                                                    | اوایل پهلوی                                                                                             |
| ۴۸۷  | حمام زنانه حاج رحمت‌الله                    | ۱۱۱۰۸     | ۱۳۸۳/۰۶/۱۶ | اردکان  | اردکان، بخش مرکزی، روستای ترک‌آباد، کوچه حمام، ضلع شمالی مسجد جامع                                                     | قاجار                                                                                                   |
| ۴۸۸  | خانه حاج حسین حیدری                        | ۱۱۱۱۱     | ۱۳۸۳/۰۶/۱۶ | اردکان  | اردکان، روستای ترک‌آباد، خیابان امام خمینی، کوچه آزادی، پلاک ۵                                                         | پهلوی دوم                                                                                               |
| ۴۸۹  | خانه احمد حاجی حسین                        | ۱۱۱۱۲     | ۱۳۸۳/۰۶/۱۶ | اردکان  | اردکان، روستای ترک‌آباد، خیابان امام خمینی، ضلع جنوب آب انبار ملا                                                      | اواخر قاجار                                                                                             |
| ۴۹۰  | خانه جمالی                                 | ۱۱۱۱۳     | ۱۳۸۳/۰۶/۱۶ | میبد    | میبد، محله فیروزآباد، زیر محله جمالی                                                                                  | قاجار                                                                                                   |
| ۴۹۱  | خانه کوچک                                  | ۱۱۱۱۴     | ۱۳۸۳/۰۶/۱۶ | میبد    | میبد، محله کوچک، شمال شرق نارین قلعه، پشت خندق                                                                        | قاجاریه                                                                                                 |
| ۴۹۲  | خانه خان شورک                              | ۱۱۱۱۵     | ۱۳۸۳/۰۶/۱۶ | میبد    | میبد، مرکز محله اصلی شورک                                                                                             | قاجاریه                                                                                                 |
| ۴۹۳  | قلعه تاریخی خرانق                          | ۱۱۵۰۹     | ۱۳۸۳/۱۲/۲۴ | اردکان  | اردکان، بخش خرانق، روستای خرانق                                                                                       | تاریخی تا اسلامی                                                                                        |
| ۴۹۴  | باغ اردکانیان                              | ۱۱۵۱۰     | ۱۳۸۳/۱۲/۲۴ | اردکان  | اردکان، خ صدرآباد، جنب مجتمع فرهنگی آیت‌الله خاتمی                                                                     | افشاریه و زندیه                                                                                         |
| ۴۹۵  | چهارطاقی گورستان                           | ۱۱۵۱۱     | ۱۳۸۳/۱۲/۲۴ | اردکان  | اردکان، روستای ترک‌آباد، حاشیه خیابان امام (ره)، ضلع شمالی قبرستان                                                     | پهلوی                                                                                                   |
| ۴۹۶  | حسینیه خالومحمد                            | ۱۱۵۱۲     | ۱۳۸۳/۱۲/۲۴ | اردکان  | اردکان، ضلع غربی محله تیران، مسیر اصلی کوچه خراسانی به دروازه خالوزمان                                                | قاجاریه                                                                                                 |
| ۴۹۷  | بافت تاریخی روستای ندوشن                   | ۱۱۵۹۳     | ۱۳۸۳/۱۲/۲۴ | اشکذر   | اشکذر، بخش خضرآباد، روستای تاریخی ندوشن                                                                               | قرن ۷ ق تا معاصر                                                                                        |
| ۴۹۸  | دربند مجد العلما                           | ۱۱۶۱۸     | ۱۳۸۳/۱۲/۲۴ | اردکان  | اردکان، محله چرخاب، روبروی مسجد حاج رجبعلی                                                                            | قاجاریه                                                                                                 |
| ۴۹۹  | خانه افضلی                                 | ۱۱۶۱۹     | ۱۳۸۳/۱۲/۲۴ | اردکان  | اردکان، بلوار آیت‌الله خامنه ای، محله چرخاب، کوچه امجد، پلاک ۷۷                                                        | اواخر قاجار پهلوی اول                                                                                   |
| ۵۰۰  | دربند صدرالفضلاء                           | ۱۱۶۲۰     | ۱۳۸۳/۱۲/۲۴ | اردکان  | اردکان، محله چرخاب | قاجاریه                                                                                                 |
| ۵۰۱  | خانه دکترامامی                             | ۱۱۶۲۱     | ۱۳۸۳/۱۲/۲۴ | اردکان  | اردکان، محله چرخاب، دربند ضیائی                                                                                       | اواخر قاجار پهلوی اول                                                                                   |
| ۵۰۲  | دربند ضیائی                                | ۱۱۶۲۲     | ۱۳۸۳/۱۲/۲۴ | اردکان  | اردکان، محله چرخاب، کوچه ضیایی                                                                                        | قاجاریه                                                                                                 |
| ۵۰۳  | خانه حاج عباس ثنایی                        | ۱۱۶۲۳     | ۱۳۸۳/۱۲/۲۴ | اردکان  | اردکان، محله چرخاب، دربند حاج عباس ثنایی                                                                              | قاجاریه                                                                                                 |
| ۵۰۴  | خانه انصاری                                | ۱۱۶۲۴     | ۱۳۸۳/۱۲/۲۴ | اردکان  | اردکان، بخش مرکزی، محله چرخاب، کوچه ضیایی                                                                             | قاجاریه                                                                                                 |
| ۵۰۵  | حمام ملاحسن                                | ۱۱۶۲۵     | ۱۳۸۳/۱۲/۲۴ | اردکان  | اردکان، محله چرخاب، جنب مسجد حاج رجبعلی                                                                               | قاجاریه                                                                                                 |
| ۵۰۶  | دربند حاجی ملاتقی                          | ۱۱۶۲۶     | ۱۳۸۳/۱۲/۲۴ | اردکان  | اردکان، محله چرخاب، ضلع غربی حسینیه بنی‌هاشمی                                                                          | قاجاریه                                                                                                 |
| ۵۰۷  | مسجد حاج رجبعلی                            | ۱۱۶۲۷     | ۱۳۸۳/۱۲/۲۴ | اردکان  | اردکان، محله چرخاب، جنب دربند صدر الفضلاء                                                                             | قاجاریه                                                                                                 |
| ۵۰۸  | خانه سروری                                 | ۱۱۶۲۸     | ۱۳۸۳/۱۲/۲۴ | اردکان  | اردکان، محله چرخاب، دربند مجدالعلماء                                                                                  | قاجاریه                                                                                                 |
| ۵۰۹  | نمازخانه میرزا تقی                         | ۱۱۶۲۹     | ۱۳۸۳/۱۲/۲۴ | میبد    | میبد، بخش مرکزی، روستای بفروئیه، کوچه گلستان ۱۲                                                                       | قاجاریه                                                                                                 |
| ۵۱۰  | آب‌انبار بیکی                               | ۱۱۶۳۰     | ۱۳۸۳/۱۲/۲۴ | میبد    | میبد، محله آسیاب ده‌آباد                                                                                               | قاجاریه                                                                                                 |
| ۵۱۱  | آب‌انبار میرحسین                            | ۱۱۶۳۱     | ۱۳۸۳/۱۲/۲۴ | میبد    | میبد، بخش مرکزی، روستای بفروئیه                                                                                       | قاجاریه                                                                                                 |
| ۵۱۲  | آب‌انبار دوشیر                              | ۱۱۶۳۲     | ۱۳۸۳/۱۲/۲۴ | میبد    | میبد، بخش مرکزی، روستای حسن‌آباد                                                                                       | پهلوی                                                                                                   |
| ۵۱۳  | برج خان ده‌آباد                             | ۱۱۶۳۳     | ۱۳۸۳/۱۲/۲۴ | میبد    | میبد، محله ده‌آباد، برج خان                                                                                            | قاجاریه                                                                                                 |
| ۵۱۴  | خانه موسوی                                 | ۱۱۶۳۴     | ۱۳۸۳/۱۲/۲۴ | میبد    | میبد، روستای بفروئیه، محله پایین، کوچه مسجد جامع                                                                      | صفویه                                                                                                   |
| ۵۱۵  | آب‌انبار حاجی رضا                           | ۱۱۶۳۵     | ۱۳۸۳/۱۲/۲۴ | میبد    | میبد، بخش مرکزی، دهستان بفروئیه، کشتخوان روستای حسن‌آباد                                                               | پهلوی اول                                                                                               |
| ۵۱۶  | آب‌انبار میانی حسن‌آباد                      | ۱۱۶۳۶     | ۱۳۸۳/۱۲/۲۴ | میبد    | میبد، بخش مرکزی، مابین روستای حسن‌آباد و میبد                                                                          | پهلوی اول                                                                                               |
| ۵۱۷  | آب‌انبار قلعه فیروزآباد                     | ۱۱۶۳۷     | ۱۳۸۳/۱۲/۲۴ | میبد    | میبد، محله فیروزآباد                                                                                                  | قاجاریه                                                                                                 |
| ۵۱۸  | مسجد وحسینیه علی                           | ۱۱۶۳۸     | ۱۳۸۳/۱۲/۲۴ | میبد    | میبد، محله ده‌آباد | اوایل قاجار                                                                                             |
| ۵۱۹  | خانه شفیعی                                 | ۱۱۶۳۹     | ۱۳۸۳/۱۲/۲۴ | میبد    | میبد، روستای بفروئیه، کوچه علی موتاب، جنب اداره بهزیستی                                                               | اواخر قاجار                                                                                             |
| ۵۲۰  | حسینیه بزرگ ده‌آباد                         | ۱۱۶۴۰     | ۱۳۸۳/۱۲/۲۴ | میبد    | میبد، محله ده‌آباد، بلوار شهید مطهری، کوچه مسجد جامع ده‌آباد                                                            | زندیه                                                                                                   |
| ۵۲۱  | حمام ملانوری                               | ۱۱۶۴۱     | ۱۳۸۳/۱۲/۲۴ | اشکذر   | اشکذر، بخش مرکزی، روستای شمسی                                                                                         | قاجاریه                                                                                                 |
| ۵۲۲  | آب‌انبار حاجی حسین                          | ۱۱۶۴۲     | ۱۳۸۳/۱۲/۲۴ | اشکذر   | اشکذر، بخش مرکزی، دهستان رستاق، کشتخوان روستای شمسی                                                                   | قاجاریه                                                                                                 |
| ۵۲۳  | مسجد حاجی میرآب                            | ۱۱۶۴۳     | ۱۳۸۳/۱۲/۲۴ | اشکذر   | اشکذر، بخش مرکزی، دهستان رستاق، روستای شمسی                                                                           | قاجاریه                                                                                                 |
| ۵۲۴  | مسجد حاج حسن صفی                           | ۱۱۶۴۴     | ۱۳۸۳/۱۲/۲۴ | اشکذر   | اشکذر، بخش مرکزی، دهستان رستاق، روستای شمسی                                                                           | قاجاریه                                                                                                 |
| ۵۲۵  | آب‌انبار حاج حسن صفی                        | ۱۱۶۴۵     | ۱۳۸۳/۱۲/۲۴ | اشکذر   | اشکذر، بخش مرکزی، روستای شمسی                                                                                         | قاجاریه                                                                                                 |
| ۵۲۶  | حسینیه قدیم و جدید حاج حسن صفی             | ۱۱۶۴۶     | ۱۳۸۳/۱۲/۲۴ | اشکذر   | اشکذر، بخش مرکزی، دهستان رستاق، روستای شمسی                                                                           | قاجاریه                                                                                                 |
| ۵۲۷  | مسجد میرزا تقی                             | ۱۱۶۴۷     | ۱۳۸۳/۱۲/۲۴ | اشکذر   | اشکذر، بخش مرکزی، روستای شمسی                                                                                         | قاجاریه                                                                                                 |
| ۵۲۸  | مسجد کوچک آبشور                            | ۱۱۶۴۸     | ۱۳۸۳/۱۲/۲۴ | یزد     | یزد، خیابان امام خمینی، محله آبشور                                                                                    | قاجاریه                                                                                                 |
| ۵۲۹  | سردر مسجد زاویه                            | ۱۱۶۴۹     | ۱۳۸۳/۱۲/۲۴ | یزد     | یزد، بلوار شهید دکتر سید رضا پاکنژاد، محله سردوراه، کوچه هزار درخت                                                    | صفویه                                                                                                   |
| ۵۳۰  | دخمه باستانی یزد                           | ۱۱۶۵۰     | ۱۳۸۳/۱۲/۲۴ | یزد     | یزد، ارتفاعات محدوده جنوب غربی شهر، بین دخمه‌های صفائیه و دخمه چم                                                      | ساسانی                                                                                                  |
| ۵۳۱  | خانه ارزانی                                | ۱۱۶۵۱     | ۱۳۸۳/۱۲/۲۴ | ابرکوه  | ابرکوه، خیابان نسقی، پشت باغ ارزانی                                                                                   | اواخر قاجار                                                                                             |
| ۵۳۲  | خندق‌های سنگی قلعه سرورخان                  | ۱۱۶۵۲     | ۱۳۸۳/۱۲/۲۴ | ابرکوه  | ابرکوه، بین خیابان شهید مفتح و خیابان صفائیه، غرب محله درب قلعه                                                       | ساسانی                                                                                                  |
| ۵۳۳  | خانه شریفی                                 | ۱۱۶۵۳     | ۱۳۸۳/۱۲/۲۴ | ابرکوه  | ابرکوه، خیابان باهنر، محله دروازه میدان، کوچه آقا زاده                                                                | قاجاریه                                                                                                 |
| ۵۳۴  | آتشکده و مدرسه مبارکه                      | ۱۱۶۵۴     | ۱۳۸۳/۱۲/۲۴ | تفت     | تفت، جاده یزد، تفت روستای مبارکه                                                                                      | قاجاریه                                                                                                 |
| ۵۳۵  | خانه صبوحی                                 | ۱۱۷۶۱     | ۱۳۸۳/۱۲/۲۴ | یزد     | بافت قدیم یزد، محله شیخداد، کوچه مسجد کوفه                                                                            | صفویه قاجاریه                                                                                           |
| ۵۳۶  | آب‌انبار ده‌آباد                             | ۱۱۷۷۶     | ۱۳۸۴/۰۳/۰۴ | میبد    | میبد، محله ده‌آباد، بلوار شهید مطهری کوچه مسجد جامع، جنب حسینیه بزرگ ده‌آباد                                            | ۱۱۹۰ ق                                                                                                  |
| ۵۳۷  | آب‌انبار مقیم                               | ۱۱۷۷۷     | ۱۳۸۴/۰۳/۰۴ | میبد    | میبد، فیروزآباد، محله مقیم                                                                                            | ۹۵۱ق |
| ۵۳۸  | خانه اقبال                                 | ۱۱۹۶۸     | ۱۳۸۴/۰۴/۰۵ | میبد    | میبد، بخش مرکزی، جنب حسینیه کوچک                                                                                      | قاجاریه                                                                                                 |
| ۵۳۹  | خانه سید حسین امامی                        | ۱۱۹۶۹     | ۱۳۸۴/۰۴/۰۵ | میبد    | میبد، خیابان امام، خیابان مسجد جامع، جنب مسجد جامع، خانه سید حسین امامی (سید علی اقبالی)                              | قاجاریه                                                                                                 |
| ۵۴۰  | خانه رفیعیها                               | ۱۱۹۷۰     | ۱۳۸۴/۰۴/۰۵ | میبد    | میبد، خیابان امام، خیابان هفت تیر، خانه امام حسین (رفیعیها)                                                           | ایلخانیان قاجاریه                                                                                       |
| ۵۴۱  | خانه محمود ملانوری                         | ۱۱۹۷۱     | ۱۳۸۴/۰۴/۰۵ | اشکذر   | اشکذر، روستای شمسی، کوچه حسینیه کوچک                                                                                  | قاجاریه                                                                                                 |
| ۵۴۲  | مسجد جامع خویدک                            | ۱۲۰۵۸     | ۱۳۸۴/۰۴/۱۲ | یزد     | یزد، بخش مرکزی، دهستان فهرج، روستای خویدک                                                                             | قرون اولیه اسلامی                                                                                       |
| ۵۴۳  | بالاخانه قصاب                              | ۱۲۰۵۹     | ۱۳۸۴/۰۴/۱۲ | اشکذر   | ندوشن، جنب مسجد جامع                                                                                                  | ایلخانیان                                                                                               |
| ۵۴۴  | آرامگاه بابک                               | ۱۲۰۶۰     | ۱۳۸۴/۰۴/۱۲ | میبد    | میبد، محله فیروزآباد، کوچه مقیم                                                                                       | صفویه                                                                                                   |
| ۵۴۵  | خانه آقا کوچک                              | ۱۲۱۲۷     | ۱۳۸۴/۰۴/۳۰ | اشکذر   | ندوشن، محله قلعه | صفویه                                                                                                   |
| ۵۴۶  | برج عبد الحسین                             | ۱۲۱۲۸     | ۱۳۸۴/۰۴/۳۰ | اشکذر   | ندوشن، محله قلعه | صفویه                                                                                                   |
| ۵۴۷  | خانه قلعه‌ای‌ها                              | ۱۲۱۲۹     | ۱۳۸۴/۰۴/۳۰ | اشکذر   | ندوشن، محله قلعه | صفویه                                                                                                   |
| ۵۴۸  | خانه محمد حسنی‌ها                           | ۱۲۱۳۰     | ۱۳۸۴/۰۴/۳۰ | اشکذر   | ندوشن، محله قلعه | صفویه                                                                                                   |
| ۵۴۹  | خانه توانا                                 | ۱۲۱۳۱     | ۱۳۸۴/۰۴/۳۰ | یزد     | یزد، محله شاه ابوالقاسم                                                                                               | ایلخانیان                                                                                               |
| ۵۵۰  | خانه‌هاشم خان                               | ۱۲۳۳۹     | ۱۳۸۴/۰۵/۱۱ | یزد     | یزد، خ ایرانشهر، کوی هاشم خان، جنب حسینیه هاشم خان                                                                    | قاجاریه                                                                                                 |
| ۵۵۱  | آب‌انبار حاجی سید حسین                      | ۱۲۳۴۰     | ۱۳۸۴/۰۵/۱۱ | یزد     | یزد، بخش مرکزی، دهستان فهرج، روستای خویدک                                                                             | قاجاریه                                                                                                 |
| ۵۵۲  | مسجد حاجی شمس                              | ۱۲۳۴۱     | ۱۳۸۴/۰۵/۱۱ | یزد     | یزد، بخش مرکزی، دهستان فهرج، روستای خویدک                                                                             | افشاریه                                                                                                 |
| ۵۵۳  | چهارسوق خان                                | ۱۲۳۴۲     | ۱۳۸۴/۰۵/۱۱ | یزد     | یزد، خیابان قیام، بازار خان                                                                                           | زندیه                                                                                                   |
| ۵۵۴  | خانه حاجی حسین                             | ۱۲۳۴۳     | ۱۳۸۴/۰۵/۱۱ | یزد     | یزد، بلوار شهید اشکذری، محله اهرستان، کوچه حمام بهرام شاه، روبروی بوستان لاله                                         | قاجاریه                                                                                                 |
| ۵۵۵  | باغ علی نقی خان                            | ۱۲۳۴۴     | ۱۳۸۴/۰۵/۱۱ | تفت     | تفت، محله ده نو | قاجاریه                                                                                                 |
| ۵۵۶  | آب‌انبار باغ گلابدان                        | ۱۲۳۴۵     | ۱۳۸۴/۰۵/۱۱ | تفت     | تفت، خیابان شهدا | پهلوی                                                                                                   |
| ۵۵۷  | مسجد قدمگاه                                | ۱۲۳۴۶     | ۱۳۸۴/۰۵/۱۱ | تفت     | تفت، خ جمهوری اسلامی، محله گرمسیر                                                                                     | قاجاریه                                                                                                 |
| ۵۵۸  | حسینیه باغ گلابدان                         | ۱۲۳۴۷     | ۱۳۸۴/۰۵/۱۱ | تفت     | تفت، خیابان شهدا، محله باغ گلابدان                                                                                    | قاجاریه                                                                                                 |
| ۵۵۹  | حمام شوده                                  | ۱۲۳۴۸     | ۱۳۸۴/۰۵/۱۱ | تفت     | تفت، محله شوده | قاجاریه                                                                                                 |
| ۵۶۰  | حمام باغ گلابدان                           | ۱۲۳۴۹     | ۱۳۸۴/۰۵/۱۱ | تفت     | تفت، خیابان شهدا، محله باغ گلابدان                                                                                    | قاجاریه                                                                                                 |
| ۵۶۱  | مدرسه علمیه جعفری                          | ۱۲۳۵۰     | ۱۳۸۴/۰۵/۱۱ | تفت     | تفت، خ جمهوری اسلامی، محله گرمیسر                                                                                     | قاجاریه                                                                                                 |
| ۵۶۲  | خانه شیخ‌الاسلامی                           | ۱۲۳۵۱     | ۱۳۸۴/۰۵/۱۱ | تفت     | تفت، خیابان ۲۲بهمن، خ ۱۲بهمن، محله پاچنار                                                                             | قاجاریه                                                                                                 |
| ۵۶۳  | مسجد ملاحیدر                               | ۱۲۳۵۲     | ۱۳۸۴/۰۵/۱۱ | تفت     | تفت، خیابان جمهوری اسلامی، محله گرمسیر                                                                                | قاجاریه                                                                                                 |
| ۵۶۴  | خانه رزاقیان                               | ۱۲۳۵۳     | ۱۳۸۴/۰۵/۱۱ | تفت     | تفت، خیابان جمهوری اسلامی، محله گرمسیر، جنب مسجد ملا حیدر                                                             | پهلوی اول                                                                                               |
| ۵۶۵  | آب‌انبار چهار بادگیری                       | ۱۲۳۵۴     | ۱۳۸۴/۰۵/۱۱ | تفت     | تفت، خیابان ۲۲ بهمن، محله دربند میرزا                                                                                 | پهلوی                                                                                                   |
| ۵۶۶  | حسینیه محله گرمسیر                         | ۱۲۳۵۵     | ۱۳۸۴/۰۵/۱۱ | تفت     | تفت، خیابان جمهوری اسلامی، محله گرمسیر                                                                                | قاجاریه                                                                                                 |
| ۵۶۷  | حمام دربند میرزا                           | ۱۲۳۵۶     | ۱۳۸۴/۰۵/۱۱ | تفت     | تفت، محله دربند میرزا                                                                                                 | قاجاریه                                                                                                 |
| ۵۶۸  | آب‌انبار میدادان                            | ۱۲۳۵۷     | ۱۳۸۴/۰۵/۱۱ | اشکذر   | اشکذر، بخش خضرآباد، ندوشن، محله قلعه، جنب حسینیه علیا                                                                 | زندیه افشاریه                                                                                           |
| ۵۶۹  | خانه کلانتری                               | ۱۲۳۵۸     | ۱۳۸۴/۰۵/۱۱ | اشکذر   | اشکذر، ندوشن، محله قلعه                                                                                               | زندیه افشاریه                                                                                           |
| ۵۷۰  | خانه طباطبائی انارک                        | ۱۲۳۵۹     | ۱۳۸۴/۰۵/۱۱ | اشکذر   | اشکذر، بخش خضرآباد، ندوشن، محله قلعه، جنب امامزاده مامانیک                                                            | زندیه                                                                                                   |
| ۵۷۱  | خانه حاجی خان                              | ۱۲۳۶۰     | ۱۳۸۴/۰۵/۱۱ | اشکذر   | اشکذر، بخش خضرآباد، ندوشن، محله قلعه                                                                                  | قاجاریه                                                                                                 |
| ۵۷۲  | برج حاجی جلال                              | ۱۲۳۶۱     | ۱۳۸۴/۰۵/۱۱ | اشکذر   | اشکذر، بخش خضرآباد، ندوشن، بین کشتزارهای شرقی و بافت تاریخی ندوشن                                                     | افشاریه                                                                                                 |
| ۵۷۳  | آب‌انبار بوستان                             | ۱۲۳۶۲     | ۱۳۸۴/۰۵/۱۱ | اشکذر   | اشکذر، بخش خضرآباد، ندوشن، کشتزارهای شرقی بافت تاریخی                                                                 | قاجاریه                                                                                                 |
| ۵۷۴  | برج شماره ۳                                | ۱۲۳۶۳     | ۱۳۸۴/۰۵/۱۱ | اشکذر   | اشکذر، بخش خضرآباد، ندوشن، خیابان سجاد، روبروی پارک شهر                                                               | زندیه                                                                                                   |
| ۵۷۵  | آب‌انبار خرمن زار                           | ۱۲۳۶۴     | ۱۳۸۴/۰۵/۱۱ | اشکذر   | اشکذر، بخش خضرآباد، ندوشن، کشتزارهای شرقی بافت تاریخی ندوشن                                                           | قاجاریه                                                                                                 |
| ۵۷۶  | خانه جلالی                                 | ۱۲۳۶۵     | ۱۳۸۴/۰۵/۱۱ | اشکذر   | اشکذر، ندوشن، محله قلعه                                                                                               | قاجاریه                                                                                                 |
| ۵۷۷  | برج نعمت                                   | ۱۲۳۶۶     | ۱۳۸۴/۰۵/۱۱ | اشکذر   | اشکذر، بخش خضرآباد، ندوشن، محله نعمت‌آباد                                                                              | افشاریه                                                                                                 |
| ۵۷۸  | دربند سر پل خواجه                          | ۱۲۳۶۷     | ۱۳۸۴/۰۵/۱۱ | اشکذر   | اشکذر، بخش خضرآباد، ندوشن، محله جولان                                                                                 | اسلامی قاجاریه                                                                                          |
| ۵۷۹  | آب‌انبار سکینه                              | ۱۲۳۶۸     | ۱۳۸۴/۰۵/۱۱ | اشکذر   | اشکذر، بخش خضرآباد، ندوشن، محله قلعه، جنب مسجد قلعه                                                                   | قاجاریه                                                                                                 |
| ۵۸۰  | برج سنگی                                   | ۱۲۳۶۹     | ۱۳۸۴/۰۵/۱۱ | اشکذر   | اشکذر، بخش خضرآباد، ندوشن، محله زیر باغ                                                                               | افشاریه                                                                                                 |
| ۵۸۱  | برج کرخانه                                 | ۱۲۳۷۰     | ۱۳۸۴/۰۵/۱۱ | اشکذر   | اشکذر، بخش خضرآباد، ندوشن، محله کرخانه                                                                                | افشاریه                                                                                                 |
| ۵۸۲  | خانه حاجی صادق                             | ۱۲۳۷۱     | ۱۳۸۴/۰۵/۱۱ | اشکذر   | اشکذر، بخش خضرآباد، ندوشن، محله قلعه، جنب مسجد قلعه                                                                   | قاجاریه                                                                                                 |
| ۵۸۳  | آب‌انبار مریضان                             | ۱۲۳۷۲     | ۱۳۸۴/۰۵/۱۱ | اشکذر   | اشکذر، بخش خضرآباد، ندوشن، محله شیخیها، کوچه حاجی لار                                                                 | قاجاریه                                                                                                 |
| ۵۸۴  | آب‌انبار استاد علی                          | ۱۲۶۵۱     | ۱۳۸۴/۰۵/۱۱ | اردکان  | اردکان، خیابان حافظ، جنب مسجد امام حسین                                                                               | قاجاری                                                                                                  |
| ۵۸۵  | قلعه زردک                                  | ۱۲۶۵۲     | ۱۳۸۴/۰۵/۱۱ | اردکان  | اردکان، بخش مرکزی، روستای زردک                                                                                        | قاجار                                                                                                   |
| ۵۸۶  | خانه کوچک عقدا                             | ۱۲۶۵۳     | ۱۳۸۴/۰۵/۱۱ | اردکان  | اردکان، بخش عقدا، جنب حسینیه کوچک عقدا                                                                                | قرن نهم                                                                                                 |
| ۵۸۷  | حمام طالب                                  | ۱۲۶۵۴     | ۱۳۸۴/۰۵/۱۱ | اردکان  | اردکان، تقاطع بلوار آیت‌الله خامنه ای، خ آیت‌الله فکور                                                                  | قاجاریه                                                                                                 |
| ۵۸۸  | کاروانسرای ارجنان                          | ۱۲۶۵۵     | ۱۳۸۴/۰۵/۱۱ | اردکان  | اردکان، بخش مرکزی، روستای ارجنان                                                                                      | قاجاریه                                                                                                 |
| ۵۸۹  | خانه صباغیان                               | ۱۲۶۵۶     | ۱۳۸۴/۰۵/۱۱ | اردکان  | اردکان، خ آیت‌الله خامنه ای، محله چرخاب                                                                                | قاجاریه                                                                                                 |
| ۵۹۰  | حسینیه کوچک عقدا                           | ۱۲۶۵۷     | ۱۳۸۴/۰۵/۱۱ | اردکان  | اردکان، بخش عقدا، شهر عقدا                                                                                            | قاجاریه                                                                                                 |
| ۵۹۱  | حمام قلعه                                  | ۱۲۶۵۸     | ۱۳۸۴/۰۵/۱۱ | بافق    | بافق، بخش بهاباد، حمام قلعه، جنب مسجد جامع بهاباد                                                                     | زندیه قاجاریه                                                                                           |
| ۵۹۲  | برج حاجی‌آباد                               | ۱۲۶۵۹     | ۱۳۸۴/۰۵/۱۱ | بافق    | بافق، بخش بهاباد، روستای حاجی‌آباد                                                                                     | قاجاریه                                                                                                 |
| ۵۹۳  | آب‌انبار حاجی‌آباد (بافق)                    | ۱۲۶۶۰     | ۱۳۸۴/۰۵/۱۱ | بافق    | بافق، بخش بهاباد، روستای حاجی‌آباد                                                                                     | قاجاریه                                                                                                 |
| ۵۹۴  | حمام حاجی‌آباد                              | ۱۲۶۶۱     | ۱۳۸۴/۰۵/۱۱ | بافق    | بافق، بخش بهاباد، روستای حاجی‌آباد                                                                                     | قاجاریه                                                                                                 |
| ۵۹۵  | خانه شادمان                                | ۱۲۶۶۲     | ۱۳۸۴/۰۵/۱۱ | یزد     | یزد، خ امام خمینی، محله فهادان، جنب حسینیه هشت                                                                        | ایلخانی                                                                                                 |
| ۵۹۶  | حمام شاه کمالیه                            | ۱۲۶۶۳     | ۱۳۸۴/۰۵/۱۱ | یزد     | یزد، محله شاه ابوالقاسم، حمام شاه کمالیه، جنب مدرسه شاه کمالیه                                                        | ایلخانی                                                                                                 |
| ۵۹۷  | آب‌انبار سفیدک                              | ۱۲۶۶۴     | ۱۳۸۴/۰۵/۱۱ | یزد     | یزد، بلوار پاک نژاد، کوچه زیتون                                                                                       | اواخر قاجار اوایل پهلوی                                                                                 |
| ۵۹۸  | خانه شکوهی                                 | ۱۲۶۶۵     | ۱۳۸۴/۰۵/۱۱ | یزد     | یزد، جنب مسجد جامع کبیر، خانه کاظم شکوهی                                                                              | اواخر قاجار، اوایل پهلوی                                                                                |
| ۵۹۹  | مسجد حسینیه                                | ۱۲۶۶۶     | ۱۳۸۴/۰۵/۱۱ | ابرکوه  | ابرکوه، محله نبادان، جنب بقعه سیدون علی نقیا، مسجد حسینیه                                                             | قرن ۹ تیموری                                                                                            |
| ۶۰۰  | خانه سلیمی                                 | ۱۲۶۶۷     | ۱۳۸۴/۰۵/۱۱ | ابرکوه  | ابرکوه، خ شهید باهنر، کوی دروازه میدان                                                                                | اواخر قاجار                                                                                             |
| ۶۰۱  | خانه ابوالقاسم عزیزی                       | ۱۲۶۶۸     | ۱۳۸۴/۰۵/۱۱ | ابرکوه  | ابرکوه، محله درب قلعه، کوچه شهید عزیزی، خانه ابوالقاسم عزیزی                                                          | اوایل قاجار                                                                                             |
| ۶۰۲  | خانه محمدباقرعزیزی                         | ۱۲۶۶۹     | ۱۳۸۴/۰۵/۱۱ | ابرکوه  | ابرکوه، خ مفتح، محله درب قلعه، کوچه عزیزی                                                                             | اواخر قاجار، اوایل پهلوی                                                                                |
| ۶۰۳  | خانه عزیزآقا عزیزی                         | ۱۲۶۷۰     | ۱۳۸۴/۰۵/۱۱ | ابرکوه  | ابرکوه، خ شهید مفتح، کوچه شهید رسول عزیزی                                                                             | زندیه اوایل قاجار                                                                                       |
| ۶۰۴  | محوطه ذووه                                 | ۱۲۶۷۱     | ۱۳۸۴/۰۵/۱۱ | اشکذر   | اشکذر، شهر ندوشن، مراتع ذووه                                                                                          | اسلامی                                                                                                  |
| ۶۰۵  | قلعه باقرآباد                              | ۱۳۰۰۰     | ۱۳۸۴/۰۵/۲۲ | بافق    | بافق، روستای باقرآباد                                                                                                 | قاجاریه                                                                                                 |
| ۶۰۶  | آسیاب باقرآباد                             | ۱۳۰۱۷     | ۱۳۸۴/۰۵/۲۲ | بافق    | بافق، روستای باقرآباد                                                                                                 | صفویه                                                                                                   |
| ۶۰۷  | دینگ خانه باقرآباد                         | ۱۳۰۱۸     | ۱۳۸۴/۰۵/۲۲ | بافق    | بافق، روستای باقرآباد                                                                                                 | قاجاریه                                                                                                 |
| ۶۰۸  | آب‌انبار طالب                               | ۱۳۰۱۹     | ۱۳۸۴/۰۵/۲۲ | اردکان  | اردکان، تقاطع بلوار آیت‌الله خامنه ای، خ آیت‌الله فکور                                                                  | قاجاریه                                                                                                 |
| ۶۰۹  | برج ارجنان                                 | ۱۳۰۲۰     | ۱۳۸۴/۰۵/۲۲ | اردکان  | اردکان، بخش مرکزی، روستای ارجنان                                                                                      | قاجاریه                                                                                                 |
| ۶۱۰  | آب‌انبار حاج آقا امام                       | ۱۳۰۲۱     | ۱۳۸۴/۰۵/۲۲ | اردکان  | اردکان، بلوار شهید بهشتی، کوچه جنب مسافربری مظلوم                                                                     | پهلوی                                                                                                   |
| ۶۱۱  | برج چهاردر                                 | ۱۳۰۲۲     | ۱۳۸۴/۰۵/۲۲ | اشکذر   | اشکذر، بخش خضرآباد، شهر ندوشن، کشتزارهای شرقی بافت تاریخی                                                             | افشاریه زندیه                                                                                           |
| ۶۱۲  | آب‌انبار امامزاده                           | ۱۳۰۲۳     | ۱۳۸۴/۰۵/۲۲ | اشکذر   | اشکذر، بخش خضرآباد، شهر ندوشن، جنب امامزاده مامانیک                                                                   | صفویه                                                                                                   |
| ۶۱۳  | خانه سرهنگ احمدی                           | ۱۳۰۲۴     | ۱۳۸۴/۰۵/۲۲ | اشکذر   | اشکذر، بخش خضرآباد، شهر ندوشن، محله قلعه                                                                              | قاجاریه                                                                                                 |
| ۶۱۴  | برج حیدر سلیمانی                           | ۱۳۰۲۵     | ۱۳۸۴/۰۵/۲۲ | اشکذر   | اشکذر، بخش خضرآباد، شهر ندوشن، محله بال گذر                                                                           | افشاریه                                                                                                 |
| ۶۱۵  | آب‌انبار افشار                              | ۱۳۰۲۶     | ۱۳۸۴/۰۵/۲۲ | یزد     | یزد، خ امام، کوچه شهید آخوند زاده، جنب کوچه دوم، (محله آبشور)                                                         | پهلوی                                                                                                   |
| ۶۱۶  | آب‌انبار جلک                                | ۱۳۰۲۷     | ۱۳۸۴/۰۵/۲۲ | یزد     | یزد، بلوار باهنر، جنب میدان امام حسین، کوچه ابوذر                                                                     | پهلوی اول                                                                                               |
| ۶۱۷  | آسیاب زنبیل                                | ۱۳۰۲۸     | ۱۳۸۴/۰۵/۲۲ | یزد     | یزد، صفائیه، خ عدالت، روبروی تالار فرهنگیان یزد                                                                       | اواخر قاجار                                                                                             |
| ۶۱۸  | قلعه خویدک                                 | ۱۳۰۲۹     | ۱۳۸۴/۰۵/۲۲ | یزد     | یزد، بخش مرکزی، دهستان فهرج، روستای خویدک                                                                             | قرن ۹ و ۱۰ه‍.ق                                                                                            |
| ۶۱۹  | خانه علومی                                 | ۱۳۰۳۰     | ۱۳۸۴/۰۵/۲۲ | یزد     | یزد، جنوب شرقی میدان امیرچخماق، کوچه شهید کاظم عهدی                                                                   | قاجاریه                                                                                                 |
| ۶۲۰  | خانقاه شیخ محمدیعقوب                       | ۱۳۰۳۱     | ۱۳۸۴/۰۵/۲۲ | یزد     | یزد، خ سید گلسرخ، محله کوشکنو                                                                                         | قرن ۸ ق                                                                                                 |
| ۶۲۱  | خانه خرم‌آبادی                              | ۱۳۰۳۲     | ۱۳۸۴/۰۵/۲۲ | یزد     | یزد، محله شاه ابوالقاسم، جنب بقعه شاه کمالیه                                                                          | قاجاریه                                                                                                 |
| ۶۲۲  | خانه استاد رضا                             | ۱۳۰۳۳     | ۱۳۸۴/۰۵/۲۲ | یزد     | یزد، محله شاه ابوالقاسم، شرق بقعه شاه کمالیه                                                                          | افشاریه زندیه                                                                                           |
| ۶۲۳  | خانه عرب مازار                             | ۱۳۰۳۴     | ۱۳۸۴/۰۵/۲۲ | یزد     | یزد، خ امام خمینی، کوچه نقیب الاشراف، بن‌بست عرب مازار، پ ۱۸                                                           | قاجاریه                                                                                                 |
| ۶۲۴  | حمام کسنویه                                | ۱۳۰۳۵     | ۱۳۸۴/۰۵/۲۲ | یزد     | یزد، خ انقلاب، محله کسنویه                                                                                            | قاجاریه                                                                                                 |
| ۶۲۵  | حسینیه گازرگاه                             | ۱۳۰۳۶     | ۱۳۸۴/۰۵/۲۲ | یزد     | یزد، محله گازرگاه، کوچه کربلایی اکرمی                                                                                 | اواخر زندیه اوایل قاجار                                                                                 |
| ۶۲۶  | رنگرزی کوشک نو                             | ۱۳۰۳۷     | ۱۳۸۴/۰۵/۲۲ | یزد     | یزد، خ سید گل سرخ، کوچه کوشک نو، بازارچه محله کوشک نو                                                                 | افشاریه زندیه                                                                                           |
| ۶۲۷  | خانه متولی زاده                            | ۱۳۰۳۸     | ۱۳۸۴/۰۵/۲۲ | یزد     | یزد، خ سلمان فارسی، حسینیه بزرگ گازرگاه، کوچه شهید محمد صادق یغمایی، کوچه سیحون، پ۵۷                                  | قاجاریه                                                                                                 |
| ۶۲۸  | خانه آقایی زاده                            | ۱۳۱۰۲     | ۱۳۸۴/۰۵/۲۲ | یزد     | یزد، خ گل سرخ، کوچه سرپلک، کوچه شهید عباس کربلایی، پ ۲                                                                | قاجاریه                                                                                                 |
| ۶۲۹  | کارخانه درخشان                             | ۱۳۳۸۵     | ۱۳۸۴/۰۵/۲۵ | یزد     | یزد، چهار راه سلمان فارسی                                                                                             | پهلوی اول                                                                                               |
| ۶۳۰  | آب‌انبار خداپرستی                           | ۱۳۳۸۶     | ۱۳۸۴/۰۵/۲۵ | یزد     | یزد، بلوار پاکنژاد، کوچه درمشأه، (شهید لوک زاده)                                                                      | پهلوی اول                                                                                               |
| ۶۳۱  | گرمابه آخوند                               | ۱۳۳۸۷     | ۱۳۸۴/۰۵/۲۵ | اردکان  | اردکان، کوچه شهید عاصی زاده، کوچه محمد علی شاکر، بازارچه مزرعه سیف                                                    | پهلوی                                                                                                   |
| ۶۳۲  | آب‌انبار باغ رو آب                          | ۱۳۶۹۳     | ۱۳۸۴/۰۸/۱۵ | یزد     | یزد، خ مسکن وشهرسازی، کوی صحرا، کوچه نرجس خاتون                                                                       | اواخر قاجار                                                                                             |
| ۶۳۳  | مسجد عرب عجم                               | ۱۳۶۹۴     | ۱۳۸۴/۰۸/۱۵ | یزد     | یزد، خ امام، کوچه کتابخانه، روبروی بوستان فهادان، کوچه عرب عجم                                                        | قاجاریه                                                                                                 |
| ۶۳۴  | خانه دهقان طزرجانی                         | ۱۳۶۹۵     | ۱۳۸۴/۰۸/۱۵ | یزد     | یزد، بلوار بسیج، کوچه سلسبیل، کوچه یاسمن، پ ۶، آب یزد                                                                 | قاجاریه                                                                                                 |
| ۶۳۵  | مسجد بازارچه                               | ۱۳۶۹۶     | ۱۳۸۴/۰۸/۱۵ | یزد     | یزد، خ امام، کوچه بازار نو، روبروی خانه امام حسینی                                                                    | اواخر قاجاریه                                                                                           |
| ۶۳۶  | خانه رشتیان                                | ۱۳۶۹۷     | ۱۳۸۴/۰۸/۱۵ | یزد     | یزد، میدان امیرچخماق، نبش کوچه غلامعلی سیاه                                                                           | قاجاری                                                                                                  |
| ۶۳۷  | حسینیه نقشین                               | ۱۳۶۹۸     | ۱۳۸۴/۰۸/۱۵ | یزد     | یزد، خ ایرانشهر، کوچه شهید بکائی                                                                                      | زندیه                                                                                                   |
| ۶۳۸  | مسجد لردتازیان                             | ۱۳۶۹۹     | ۱۳۸۴/۰۸/۱۵ | یزد     | یزد، بلوار امامزاده، کوچه مصلی، کوچه مشیر                                                                             | قاجاریه                                                                                                 |
| ۶۳۹  | مازاری مشروطه                              | ۱۳۷۰۱     | ۱۳۸۴/۰۸/۲۵ | یزد     | یزد، خ قیام، بازار خان                                                                                                | قاجاریه                                                                                                 |
| ۶۴۰  | خانه نجاتی                                 | ۱۳۷۰۲     | ۱۳۸۴/۰۸/۲۵ | اردکان  | اردکان، خ آیت‌الله خامنه ای، میدان چرخاب، کوچه بنی‌هاشمی، پ ۲۹                                                          | قاجاری                                                                                                  |
| ۶۴۱  | خانه حسن دربندیان                          | ۱۳۷۰۳     | ۱۳۸۴/۰۸/۲۵ | اردکان  | اردکان، خ آیت‌الله خامنه ای، حسینیه چرخاب، دربند محمد تقی (ستایی)                                                      | زندیه                                                                                                   |
| ۶۴۲  | قلعه حسن‌خان                                | ۱۳۷۰۴     | ۱۳۸۴/۰۸/۲۵ | ابرکوه  | ابرکوه، بخش بهمن، روستای مهرآباد                                                                                      | زندیه                                                                                                   |
| ۶۴۳  | آش خانه شمسی                               | ۱۳۷۰۵     | ۱۳۸۴/۰۸/۲۵ | اردکان  | اردکان، خ آیت‌الله خامنه ای، محله چرخاب، کوچه بنی‌هاشم                                                                  | اواخر قاجار                                                                                             |
| ۶۴۴  | آب‌انبارحاج احمد                            | ۱۳۷۰۶     | ۱۳۸۴/۰۸/۲۵ | اردکان  | اردکان، میدان بسیج، محله چرخاب                                                                                        | قاجاریه                                                                                                 |
| ۶۴۵  | خانه انتظاری                               | ۱۳۷۰۷     | ۱۳۸۴/۰۸/۲۵ | تفت     | تفت، محله راحت‌آباد، خ اتحاد، جنب کوچه گلریز، پ ۸                                                                      | اواخر قاجار                                                                                             |
| ۶۴۶  | خانه قاسم‌هاتفی                             | ۱۳۷۰۸     | ۱۳۸۴/۰۸/۲۵ | اردکان  | اردکان، خ آیت‌الله خامنه ای، خ آیت‌الله فکور                                                                            | زندیه اوایل قاجار                                                                                       |
| ۶۴۷  | آب‌انبارچاوش                                | ۱۳۷۰۹     | ۱۳۸۴/۰۸/۲۵ | اردکان  | اردکان، ابتدای خ صدرآباد، روبروی کتابخانه عمومی آیت‌الله فاضل اردکانی                                                  | قاجاری                                                                                                  |
| ۶۴۸  | قلعه صدرآباد                               | ۱۳۷۱۰     | ۱۳۸۴/۰۸/۲۵ | اشکذر   | اشکذر، بخش خضرآباد، دهستان ندوشن، روستای صدرآباد                                                                      | قاجاریه                                                                                                 |
| ۶۴۹  | خانه‌هاشمی                                  | ۱۳۷۱۱     | ۱۳۸۴/۰۸/۲۵ | اردکان  | اردکان، خ آیت‌الله خامنه ای، محله چرخاب، میدان بنی‌هاشمی، دربند پارسا (بنی‌هاشمی)                                        | قاجاری                                                                                                  |
| ۶۵۰  | آب‌انبار حاج صادق                           | ۱۳۷۱۲     | ۱۳۸۴/۰۸/۲۵ | اردکان  | اردکان،انتهای خ امام خمینی                                                                                            | اوایل پهلوی                                                                                             |
| ۶۵۱  | مسجد جامع طزرجان                           | ۱۳۷۱۳     | ۱۳۸۴/۰۸/۲۵ | تفت     | تفت، بخش مرکزی، دهستان شیرکوه، روستای طزرجان                                                                          | افشاریه زندیه                                                                                           |
| ۶۵۲  | خانه مریم خانم                             | ۱۳۷۱۴     | ۱۳۸۴/۰۸/۲۵ | ابرکوه  | ابرکوه، محله نظامیه                                                                                                   | اواخر قاجار                                                                                             |
| ۶۵۳  | دربند حکیم‌باشی                             | ۱۳۷۱۵     | ۱۳۸۴/۰۸/۲۵ | اردکان  | اردکان، خ خامنه ای، مجاور مسجد جامع                                                                                   | اواخر قاجاریه اوایل پهلوی                                                                               |
| ۶۵۴  | خانه حسن‌هاتفی                              | ۱۳۷۱۶     | ۱۳۸۴/۰۸/۲۵ | اردکان  | اردکان، خ آیت‌الله خامنه ای، کوچه حائری، پ ۵۲                                                                          | قاجاریه                                                                                                 |
| ۶۵۵  | اتوماسیون خانگی                            | ۱۳۷۱۷     | ۱۳۸۴/۰۸/۲۵ | یزد     | یزد، بلوار بسیج، کوچه مسجد الرحمان، پ ۴۵                                                                              | قاجاریه                                                                                                 |
| ۶۵۶  | خانه اولیاء                                | ۱۳۷۱۸     | ۱۳۸۴/۰۸/۲۵ | یزد     | یزد، خ امام خمینی، جنب مسجد امیرچخماق                                                                                 | قاجاریه                                                                                                 |
| ۶۵۷  | آب‌انبار پیش نماز                           | ۱۳۷۱۹     | ۱۳۸۴/۰۸/۲۵ | یزد     | یزد، بلوار دانشجو، محله نعیم‌آباد، کوچه اصلی محله، روبروی کوچه شهید غلامرضا عظیمی                                      | اواخر قاجاریه                                                                                           |
| ۶۵۸  | آب‌انبار امامزاده نصرالله                   | ۱۳۷۲۰     | ۱۳۸۴/۰۸/۲۵ | یزد     | یزد، بلوار دهه فجر، جنوب امامزاده سید نصرالله                                                                         | اواخر قاجار اوایل پهلوی                                                                                 |
| ۶۵۹  | مسجد باغ صندل                              | ۱۳۷۲۲     | ۱۳۸۴/۰۸/۲۵ | یزد     | یزد، خ سید گلسرخ، کوچه ابوالمعالی، جنب مسجد سید الشهدا، پ ۲۹                                                          | قاجاریه                                                                                                 |
| ۶۶۰  | خانه فتوحی                                 | ۱۳۷۲۳     | ۱۳۸۴/۰۸/۲۵ | اردکان  | اردکان، میدان بسیج، کوچه شهید حاجی احمدی، روبروی مسجد چرخاب، پ ۲                                                      | اواخر قاجار                                                                                             |
| ۶۶۱  | قلعه شهر سب                                | ۱۳۷۲۴     | ۱۳۸۴/۰۸/۲۵ | ابرکوه  | ابرکوه، بخش مرکزی، دهستان شهرسب                                                                                       | صفوی |
| ۶۶۲  | آب‌انبار گل بانو                            | ۱۳۷۲۵     | ۱۳۸۴/۰۸/۲۵ | یزد     | یزد، بلوار دانشجو، جنوب شرقی نمایشگاه دائمی یزد                                                                       | پهلوی                                                                                                   |
| ۶۶۳  | مسجد برخوردار                              | ۱۳۷۲۷     | ۱۳۸۴/۰۸/۲۵ | یزد     | یزد، خ امام خمینی، کوچه برخوردار                                                                                      | پهلوی                                                                                                   |
| ۶۶۴  | آب‌انبار عسگری                              | ۱۳۷۲۸     | ۱۳۸۴/۰۸/۲۵ | یزد     | یزد، بلوار دانشجو، محله نعیم‌آباد، کوچه شهید غلامرضا عظیمی                                                             | پهلوی                                                                                                   |
| ۶۶۵  | آب‌انباررشید مهربان                         | ۱۳۷۲۹     | ۱۳۸۴/۰۸/۲۵ | یزد     | یزد، خ انقلاب، کوچه کسنویه، کوچه حاج سید محمد کاظم، کوچه شهربانو                                                      | پهلوی                                                                                                   |
| ۶۶۶  | خانه ترقی                                  | ۱۳۷۳۰     | ۱۳۸۴/۰۸/۲۵ | تفت     | تفت، محله راحت‌آباد، خ اتحاد، روبروی کوچه دلشاد                                                                        | اوایل پهلوی                                                                                             |
| ۶۶۷  | آب‌انبار بهادش‌آباد                          | ۱۳۷۹۰     | ۱۳۸۴/۰۸/۲۵ | اردکان  | اردکان، کشتخوان، محله بهادش‌آباد                                                                                       | اوایل پهلوی                                                                                             |
| ۶۶۸  | خانه حسین مظلوم                            | ۱۳۷۹۱     | ۱۳۸۴/۰۸/۲۵ | اردکان  | اردکان، خ امام ره، خ حائری، محله تیران، کوچه آب انبار علی نقی                                                         | قاجاریه                                                                                                 |
| ۶۶۹  | خانه فاطمه حائریان                         | ۱۳۷۹۲     | ۱۳۸۴/۰۸/۲۵ | اردکان  | اردکان، محله چرخاب، خ آیت‌الله خامنه ای، کوچه محله زیرده                                                               | زندیه قاجاریه                                                                                           |
| ۶۷۰  | خانه یاسینی                                | ۱۳۷۹۳     | ۱۳۸۴/۰۸/۲۵ | اردکان  | اردکان، خ امام خمینی، کوچه مینائی، دربند یاسینی، پ ۷۹                                                                 | اواخر قاجاریه اوایل پهلوی                                                                               |
| ۶۷۱  | خانه احمد شاکر                             | ۱۳۷۹۴     | ۱۳۸۴/۰۸/۲۵ | اردکان  | اردکان، خ آیت‌الله خامنه ای، داخل میدان، پ ۲۱                                                                          | قاجاریه                                                                                                 |
| ۶۷۲  | خانه بیدست                                 | ۱۳۷۹۵     | ۱۳۸۴/۰۸/۲۵ | یزد     | یزد، خ امام خمینی، کوچه فهادان، بن‌بست عرب                                                                             | قاجاریه                                                                                                 |
| ۶۷۳  | خانه سعیدی                                 | ۱۳۷۹۶     | ۱۳۸۴/۰۸/۲۵ | اردکان  | اردکان، خ امام خمینی، کوچه ضیائی                                                                                      | قاجاریه                                                                                                 |
| ۶۷۴  | خانه قدیمی شمسی                            | ۱۳۷۹۷     | ۱۳۸۴/۰۸/۲۵ | اردکان  | اردکان، محله چرخاب | قاجاریه                                                                                                 |
| ۶۷۵  | خانه حاج نایب                              | ۱۳۷۹۸     | ۱۳۸۴/۰۸/۲۵ | ابرکوه  | ابرکوه، بخش بهمن، دهستان اسفندار                                                                                      | اواخر قاجاریه اوایل پهلوی                                                                               |
| ۶۷۶  | خانه مهدی آسائی                            | ۱۳۷۹۹     | ۱۳۸۴/۰۸/۲۵ | اردکان  | اردکان، خ امام خمینی، کوچه ضیائی، پ ۳                                                                                 | اواخر قاجاریه اوایل پهلوی                                                                               |
| ۶۷۷  | آب‌انبار جنت‌آباد                            | ۱۳۸۰۰     | ۱۳۸۴/۰۸/۲۵ | یزد     | یزد، بلوار شهید مدنی، کوچه شهید احمدی (جنت‌آباد)                                                                       | افشاریه زندیه                                                                                           |
| ۶۷۸  | بازار نو                                   | ۱۳۸۰۱     | ۱۳۸۴/۰۸/۲۵ | یزد     | یزد، محله بازار نو، کوچه بازار نو                                                                                     | قاجاریه                                                                                                 |
| ۶۷۹  | مسجد شهاب الدین طراز                       | ۱۳۸۰۲     | ۱۳۸۴/۰۸/۲۵ | یزد     | یزد، محله شاه ابوالقاسم، بازارچه شاه ابو القاسم                                                                       | قاجاریه                                                                                                 |
| ۶۸۰  | مسجد شاه یحیی                              | ۱۳۸۰۳     | ۱۳۸۴/۰۸/۲۵ | یزد     | یزد، محله قلعه کهنه غرب، خ امام خمینی                                                                                 | قرن ۸ ق                                                                                                 |
| ۶۸۱  | مسجد زین الدین                             | ۱۳۸۰۴     | ۱۳۸۴/۰۸/۲۵ | یزد     | یزد، محله فهادان، خ امام خمینی، نزدیک حسینیه هشت، کوچه دروازه مالمیر                                                  | قاجاریه                                                                                                 |
| ۶۸۲  | مسجد آکریما                                | ۱۳۸۰۵     | ۱۳۸۴/۰۸/۲۵ | یزد     | یزد، محله بازار نو، نزدیک هتل سنتی کهن کاشانه، کوچه شهید کریمی                                                        | اسلامی                                                                                                  |
| ۶۸۳  | مسجد کسنویه                                | ۱۳۸۰۶     | ۱۳۸۴/۰۸/۲۵ | یزد     | یزد، محله کسنویه، کوچه عروه الوثقی، جنب حسینیه کوچک                                                                   | قرن ۹ ه‍.ق                                                                                                |
| ۶۸۴  | مسجد حظیره                                 | ۱۳۸۰۷     | ۱۳۸۴/۰۸/۲۵ | یزد     | یزد، سمت راست خ امام خمینی                                                                                            | قرن نهم                                                                                                 |
| ۶۸۵  | مسجد کوچه یتیم                             | ۱۳۸۰۸     | ۱۳۸۴/۰۸/۲۵ | یزد     | یزد، محله پشت باغ، کوچه مسجد یتیم                                                                                     | اسلامی                                                                                                  |
| ۶۸۶  | مسجد کوشکنو                                | ۱۳۸۰۹     | ۱۳۸۴/۰۸/۲۵ | یزد     | یزد، محله فهادان، ابتدای کوچه کوشکنو، جنب حسینیه کوشکنو                                                               | قاجاریه                                                                                                 |
| ۶۸۷  | مسجد حاجی محمد علی عرب                     | ۱۳۸۱۰     | ۱۳۸۴/۰۸/۲۵ | یزد     | یزد، غرب محله فهادان، خ امام خمینی، کوچه حسینیه بزرگ فهادان                                                           | قاجاریه                                                                                                 |
| ۶۸۸  | مسجد صاحب‌الامر                             | ۱۳۸۱۱     | ۱۳۸۴/۰۸/۲۵ | یزد     | یزد، میدان بعثت، محله شاه طهماسب، ابتدای غرب خ سید گلسرخ                                                              | صفویه                                                                                                   |
| ۶۸۹  | مسجد گلدسته                                | ۱۳۸۱۲     | ۱۳۸۴/۰۸/۲۵ | یزد     | یزد، محله شیخداد، جنوب بقعه شیخ تقی الدین داد محمد                                                                    | قرن ۸ ه‍.ق                                                                                                |
| ۶۹۰  | ارگ قلعه                                   | ۱۳۸۱۳     | ۱۳۸۴/۰۸/۲۵ | یزد     | یزد، محله جوی هرهر، خ شهید ابراهیمی، روبروی فرمانداری یزد                                                             | قاجاریه                                                                                                 |
| ۶۹۱  | مسجد دولتشاهی                              | ۱۳۸۹۰     | ۱۳۸۴/۰۸/۲۵ | یزد     | یزد، محله بازار نو، بعد از خانه امام خمینی، کوچه شهیدان حسینیان                                                       | قرن هشتم                                                                                                |
| ۶۹۲  | مسجد باغ بهشت                              | ۱۳۸۹۱     | ۱۳۸۴/۰۸/۲۵ | یزد     | یزد، خ امام خمینی، محله دارالشفاء                                                                                     | قرن ۸ و ۹ ه‍.ق                                                                                            |
| ۶۹۳  | مسجد مروارید                               | ۱۳۸۹۲     | ۱۳۸۴/۰۸/۲۵ | یزد     | یزد، خیابان سید گل سرخ، کوچه مسجد مروارید                                                                             | قاجاریه                                                                                                 |
| ۶۹۴  | مسجد افشارها                               | ۱۳۸۹۳     | ۱۳۸۴/۰۸/۲۵ | یزد     | یزد، محله بازار نو، بعد از کوچه هتل کهن کاشانه، نرسیده به خیابان امام خمینی                                           | قاجاریه                                                                                                 |
| ۶۹۵  | مسجد علاقه بند                             | ۱۳۸۹۴     | ۱۳۸۴/۰۸/۲۵ | یزد     | یزد، محله فهادان، کنار بوستان شاه ابوالقاسم، نزدیک امامزاده سید پنهان                                                 | قاجاریه                                                                                                 |
| ۶۹۶  | بقعه ملا اسماعیل                           | ۱۳۸۹۵     | ۱۳۸۴/۰۸/۲۵ | یزد     | یزد، بازار ملااسماعیل، جنوب میدان خان، جنب مسجد ملااسماعیل                                                            | قرن ۱۳ ه‍.ق                                                                                               |
| ۶۹۷  | مسجد سر چم                                 | ۱۳۸۹۶     | ۱۳۸۴/۰۸/۲۵ | یزد     | یزد، خ سید گلسرخ، محله سرچم، کنار حسینیه کوچک سرچم                                                                    | قرن ۵ ه‍.ق                                                                                                |
| ۶۹۸  | بقعه جواد الائمه                           | ۱۳۸۹۷     | ۱۳۸۴/۰۸/۲۵ | یزد     | یزد، خ قیام، محله لب خندق، کوچه دهم فروردین، زیر ساباط                                                                | قاجاریه                                                                                                 |
| ۶۹۹  | بقعه سادات قل هواللهی                      | ۱۳۸۹۸     | ۱۳۸۴/۰۸/۲۵ | یزد     | یزد، خ امام خمینی، روبروی درب غربی مسجد جامع، کوچه قل هواللهی                                                         | قرن نهم هجری                                                                                            |
| ۷۰۰  | مسجد ساباط                                 | ۱۳۸۹۹     | ۱۳۸۴/۰۸/۲۵ | یزد     | یزد، میدان بعثت، خ قیام، جنب ساباط عربان                                                                              | صفویه                                                                                                   |
| ۷۰۱  | بقعه سیدگل زرد                             | ۱۳۹۰۰     | ۱۳۸۴/۰۸/۲۵ | یزد     | یزد، محله سرچم، کوچه سرچم                                                                                             | تیموری                                                                                                  |
| ۷۰۲  | بقعه نصرالدین                              | ۱۳۹۰۳     | ۱۳۸۴/۱۱/۰۹ | یزد     | یزد،انتهای ضلع شمالی خ امام خمینی                                                                                     | قرن دهم هجری                                                                                            |
| ۷۰۳  | مسجد میرزا                                 | ۱۳۹۰۴     | ۱۳۸۴/۱۱/۰۹ | یزد     | یزد، محله مالمیر، کوچه زرشکی، جنب بازارچه ریسمانیان                                                                   | قاجاریه                                                                                                 |
| ۷۰۴  | مسجد محله تل                               | ۱۳۹۰۵     | ۱۳۸۴/۱۱/۰۹ | یزد     | یزد، محله تل، کوچه مسجد تل                                                                                            | قاجاریه                                                                                                 |
| ۷۰۵  | بقعه آخوند کرباسی                          | ۱۳۹۰۶     | ۱۳۸۴/۱۱/۰۹ | یزد     | یزد، محله جوی هرهر، خ مهدی، روبروی پارک وحشی بافقی                                                                    | افشاریه                                                                                                 |
| ۷۰۶  | مسجد سقا                                   | ۱۳۹۰۷     | ۱۳۸۴/۱۱/۰۹ | یزد     | یزد، محله قدیمی فهادان، بن‌بست شهید حسینی میرزا زاده                                                                   | قاجاریه                                                                                                 |
| ۷۰۷  | بقعه سید قوام الدین                        | ۱۳۹۰۸     | ۱۳۸۴/۱۱/۰۹ | یزد     | یزد، جنوب شرقی میر چقماق، محله خواجه خضر، کوی قصابها، کوچه غلام علی شاه                                               | قرن هفتم                                                                                                |
| ۷۰۸  | زیارتگاه سید جلال‌الدین چهارمنار            | ۱۳۹۰۹     | ۱۳۸۴/۱۱/۰۹ | یزد     | یزد،خ ایرانشهر، محله چهار منار، کوچه شهید زابلی                                                                       | قاجاریه                                                                                                 |
| ۷۰۹  | بقعه سید عبدالنبی                          | ۱۳۹۱۰     | ۱۳۸۴/۱۱/۰۹ | یزد     | یزد، محله شاه ابوالقاسم، کوچه بازارچه شاه ابوالقاسم، روبه روی مسجد کوچک                                               | قرن ۱۱ ه‍.ق                                                                                               |
| ۷۱۰  | بقعه سید صحرا                              | ۱۳۹۱۱     | ۱۳۸۴/۱۱/۰۹ | یزد     | یزد، نزدیک به نصرآباد، محله سید صحرا، روبه روی پارک غدیر                                                              | قرن ۱۱ ه‍.ق                                                                                               |
| ۷۱۱  | بقعه آمنه خاتون                            | ۱۳۹۱۲     | ۱۳۸۴/۱۱/۰۹ | یزد     | یزد،انتهای بلوار شهید جوکار، بعد از قلعه خیرآباد                                                                      | قاجاریه                                                                                                 |
| ۷۱۲  | بقعه خواجه ضیاء الدین محمد                 | ۱۳۹۱۳     | ۱۳۸۴/۱۱/۰۹ | یزد     | یزد، میدان بعثت، خ سید گلسرخ، کوچه سرپلک، بازارچه سرپلک                                                               | قرن ۹ هجری                                                                                              |
| ۷۱۳  | بقعه ابودرداء                              | ۱۳۹۱۴     | ۱۳۸۴/۱۱/۰۹ | یزد     | یزد، محله دارالشفاء، کوچه دارالشفاء، نزدیک به چهار سوق                                                                | قرن ۷ هجری                                                                                              |
| ۷۱۴  | مسجد حاجی قاسمی                            | ۱۳۹۲۴     | ۱۳۸۴/۱۱/۰۹ | مهریز   | مهریز، محله بغدادآباد، محله پایین، کوچه آل احمد، جنب حسینیه هدایت                                                     | زندیه                                                                                                   |
| ۷۱۵  | آب‌انبار کیخسرو                             | ۱۳۹۲۵     | ۱۳۸۴/۱۱/۰۹ | یزد     | یزد، بلوار شهید دشتی، رحمت‌آباد، کوچه شهید دشتی، تقاطع خ فلسطین                                                        | پهلوی                                                                                                   |
| ۷۱۶  | آب‌انبار هراتی                              | ۱۳۹۲۶     | ۱۳۸۴/۱۱/۰۹ | یزد     | یزد، میدان آزادی (باغ ملی)، داخل محوطه اصلی میدان                                                                     | پهلوی                                                                                                   |
| ۷۱۷  | آب‌انبار شیرو خط                            | ۱۳۹۲۷     | ۱۳۸۴/۱۱/۰۹ | اردکان  | اردکان، کشتخوان، محله شورآباد                                                                                         | پهلوی اول                                                                                               |
| ۷۱۸  | خانه بیطرف                                 | ۱۳۹۲۸     | ۱۳۸۴/۱۱/۰۹ | اردکان  | اردکان، میدان بسیج، کوچه شهید حاج احمدی، کوچه ضیائی، پ ۱۶                                                             | پهلوی                                                                                                   |
| ۷۱۹  | برج حاجی نوت                               | ۱۳۹۲۹     | ۱۳۸۴/۱۱/۰۹ | اردکان  | اردکان، کشتخوان، محله مهدی‌آباد                                                                                        | اوایل پهلوی                                                                                             |
| ۷۲۰  | میدان شهید بهشتی                           | ۱۴۰۳۰     | ۱۳۸۴/۱۱/۰۹ | یزد     | یزد، تقاطع خیابان‌های امام، فرخی، شهید رجائی و دهم فروردین (میدان شهید بهشتی)                                          | اوایل پهلوی                                                                                             |
| ۷۲۱  | خانه حیرانی                                | ۱۴۰۳۱     | ۱۳۸۴/۱۱/۰۹ | یزد     | یزد، خ امام خمینی، فهادان، کوچه کتابخانه (مقابل بوستان فهادان)، پلاک‌های ۵ و ۷                                         | قاجاریه                                                                                                 |
| ۷۲۲  | آب‌انبار هیبت‌الله                           | ۱۴۰۳۲     | ۱۳۸۴/۱۱/۰۹ | یزد     | یزد، بلوار امام صادق، محله نعیم‌آباد، کوچه مهر                                                                         | پهلوی                                                                                                   |
| ۷۲۳  | خانه امانیان                               | ۱۴۰۳۳     | ۱۳۸۴/۱۱/۰۹ | یزد     | یزد، خ قیام، کوچه مسجد ملا اسماعیل، ابتدای کوچه مشیر، پ۸۹                                                             | قاجاریه                                                                                                 |
| ۷۲۴  | خانه دکتر لقمان                            | ۱۴۰۳۴     | ۱۳۸۴/۱۱/۰۹ | مهریز   | مهریز، خ سید مصطفی خمینی، جنب پاساژ مهر پادین، خانه دکتر لقمان                                                        | دوره پهلوی                                                                                              |
| ۷۲۵  | مسجد باغ بهار                              | ۱۴۰۳۵     | ۱۳۸۴/۱۱/۰۹ | مهریز   | مهریز، خ دهم فروردین (محله بغدادآباد)                                                                                 | صفویه                                                                                                   |
| ۷۲۶  | مسجد حاجی قاضی                             | ۱۴۰۳۶     | ۱۳۸۴/۱۱/۰۹ | ابرکوه  | ابرکوه، خ امام خمینی، محله جهانستان                                                                                   | صفوی |
| ۷۲۷  | آب‌انبار توسلی                              | ۱۴۰۳۷     | ۱۳۸۴/۱۱/۰۹ | اردکان  | اردکان، خ میرداماد، کوچه برج علی بیگ، جنب تکیه محله علی بیگ                                                           | پهلوی اول                                                                                               |
| ۷۲۸  | خانه وحشی بافقی                            | ۱۴۰۳۸     | ۱۳۸۴/۱۱/۰۹ | بافق    | بافق، خ مسجد جامع، میدان خان                                                                                          | قاجاریه                                                                                                 |
| ۷۲۹  | خانه دانشمندی                              | ۱۴۲۵۴     | ۱۳۸۴/۱۱/۰۹ | یزد     | یزد، خ سلماس فارسی، کوی قصابها، ک دوم، پلاکهای ۲۴٬۲۲٬۱۶،(مسکونی                                                       | قاجاریه                                                                                                 |
| ۷۳۰  | پایگاه انگلیسیها                           | ۱۴۵۱۷     | ۱۳۸۴/۱۲/۱۶ | میبد    | میبد، بخش مرکزی، دهستان شهدا، جبهه شمال شرقی، شهیدیه                                                                  | پهلوی                                                                                                   |
| ۷۳۱  | خانه مهدی شیخی                             | ۱۴۵۱۸     | ۱۳۸۴/۱۲/۱۶ | یزد     | یزد، خ امام خمینی، کوچه فهادان، کوچه شیخیها                                                                           | اواخر قاجار                                                                                             |
| ۷۳۲  | سیدون گل سرخی                              | ۱۴۵۱۹     | ۱۳۸۴/۱۲/۱۶ | ابرکوه  | ابرکوه، محله نبادان، بقعه سیدون گلسرخی                                                                                | ایلخانی                                                                                                 |
| ۷۳۳  | خانه ولی زاده                              | ۱۴۵۲۰     | ۱۳۸۴/۱۲/۱۶ | یزد     | یزد، خ امام خمینی، خ فهادان، کوچه شیخ احمد فهادان، بن‌بست ولی زاده                                                     | قاجاریه پهلوی                                                                                           |
| ۷۳۴  | خانه فتوحی                                 | ۱۴۵۲۱     | ۱۳۸۴/۱۲/۱۶ | اردکان  | اردکان، خ خامنه ای، ناحیه ۳، کوچه شماره ۱۴، پلاک ۶۷                                                                   | قاجاریه                                                                                                 |
| ۷۳۵  | مسجد جامع طزنج                             | ۱۴۵۲۲     | ۱۳۸۴/۱۲/۱۶ | مهریز   | مهریز، روستای طزنج | قرن ۸ ه‍.ق                                                                                                |
| ۷۳۶  | مسجد شهرسب                                 | ۱۴۵۲۳     | ۱۳۸۴/۱۲/۱۶ | ابرکوه  | ابرکوه، بخش مرکزی، روستای شهرسب                                                                                       | قاجاریه                                                                                                 |
| ۷۳۷  | حسینیه کاکامیر                             | ۱۴۵۲۴     | ۱۳۸۴/۱۲/۱۶ | بافق    | بافق، خ شیخ محمد تقی بافق، کوچه شهید متولی                                                                            | قاجاریه                                                                                                 |
| ۷۳۸  | مسجد امید سالار                            | ۱۴۵۲۵     | ۱۳۸۴/۱۲/۱۶ | ابرکوه  | ابرکوه، خ شهید باهنر، کوچه بافت قدیم، جنب خانه امید سالار                                                             | قاجاریه                                                                                                 |
| ۷۳۹  | مسجد پشت آسیاب                             | ۱۴۵۲۶     | ۱۳۸۴/۱۲/۱۶ | ابرکوه  | ابرکوه، میدان امام حسین، میدان میراث، خ سرو، کوچه پشت آسیاب                                                           | صفوی |
| ۷۴۰  | مسجد جامع سریزد                            | ۱۴۵۲۷     | ۱۳۸۴/۱۲/۱۶ | مهریز   | مهریز، سریزد، مسجد جامع سریزد                                                                                         | اوایل اسلام تا معاصر                                                                                    |
| ۷۴۱  | حسینیه و آب‌انبار بازو                      | ۱۴۵۲۸     | ۱۳۸۴/۱۲/۱۶ | بافق    | بافق، خ شیخ محمد تقی بافقی، کوچه شهید زینلی، کوچه سید محسن میر سلیمانی                                                | قاجاریه                                                                                                 |
| ۷۴۲  | مسجد جامع زارچ                             | ۱۴۵۲۹     | ۱۳۸۴/۱۲/۱۶ | یزد     | یزد، خ امام خمینی، جنب حسینه بزرگ                                                                                     | قرن دهم (اواسط اسلام)                                                                                   |
| ۷۴۳  | بقعه پیرحسین مدوئیه                        | ۱۴۵۳۰     | ۱۳۸۴/۱۲/۱۶ | ابرکوه  | ابرکوه، بخش مرکزی، روستای مدوئیه                                                                                      | قاجاریه                                                                                                 |
| ۷۴۴  | مسجد زین الدین                             | ۱۴۵۳۱     | ۱۳۸۴/۱۲/۱۶ | یزد     | یزد، خ امام خمینی، محله فهادان، حسینیه هشت، کوچه دروازه مالمیر                                                        | قاجاریه                                                                                                 |
| ۷۴۵  | منزل حاج حسین آقا بصیری                    | ۱۴۵۳۲     | ۱۳۸۴/۱۲/۱۶ | ابرکوه  | ابرکوه، خ باهنر، خیابان همت                                                                                           | قاجاریه پهلوی                                                                                           |
| ۷۴۶  | خانه سید حبیب زارعی                        | ۱۴۵۳۳     | ۱۳۸۴/۱۲/۱۶ | ابرکوه  | ابرکوه، محله درب قلعه                                                                                                 | قاجاریه                                                                                                 |
| ۷۴۷  | خانه علی اکبر رحمانیان                     | ۱۴۵۳۴     | ۱۳۸۴/۱۲/۱۶ | یزد     | یزد، خ امام، خ فهادان، جنب چاه آب، کوچه عادل نژاد، کوچه ۵۷                                                            | قاجاریه                                                                                                 |
| ۷۴۸  | آب‌انبار کوه ریگ                            | ۱۴۵۳۸     | ۱۳۸۴/۱۲/۱۶ | مهریز   | مهریز، بغدادآباد، خ دهم فروردین، بعد از گلزار شهداء، مزرعه حسین‌آباد، جنب کوه ریگ                                      | قاجاریه                                                                                                 |
| ۷۴۹  | آب‌انبار چاپارخانه                          | ۱۴۵۳۹     | ۱۳۸۴/۱۲/۱۶ | یزد     | یزد، خ شهید رجائی، کوچه چهار منار، کوچه شرافت، جنوب پل ولیعصر                                                         | قاجاریه                                                                                                 |
| ۷۵۰  | حمام یعقوبی                                | ۱۴۵۴۰     | ۱۳۸۴/۱۲/۱۶ | یزد     | یزد، خ امام، کوچه اسدالله آبشوری، محله یعقوبی، کوچه شهید ملک ثابت                                                     | صفویه قاجاریه                                                                                           |
| ۷۵۱  | آسیاب فاضلیه                               | ۱۴۵۴۱     | ۱۳۸۴/۱۲/۱۶ | بافق    | بافق، بخش مرکزی، روستای فاضلیه                                                                                        | پهلو ی                                                                                                  |
| ۷۵۲  | مسجد امیرالمؤمنین                          | ۱۴۵۴۲     | ۱۳۸۴/۱۲/۱۶ | یزد     | شهر زارچ، خ امام خمینی محله سر ده، مسجد امیرالمؤمنین                                                                  | قاجار                                                                                                   |
| ۷۵۳  | حسینیه قنبریه                              | ۱۴۵۴۳     | ۱۳۸۴/۱۲/۱۶ | بافق    | بافق، خ محمدیه، ک قنبریه                                                                                              | قاجار                                                                                                   |
| ۷۵۴  | خانه احمد شاه عطاریان                      | ۱۴۵۴۴     | ۱۳۸۴/۱۲/۱۶ | میبد    | میبد، خ مسجد جامع، ک حکیم‌باشی (محله باغشاهی) خا نه احمد شاه عطاریان                                                   | قاجار                                                                                                   |
| ۷۵۵  | مسجد حسن ابن علی                           | ۱۴۵۴۵     | ۱۳۸۴/۱۲/۱۶ | میبد    | میبد، کوچه باغ | صفو ی                                                                                                   |
| ۷۵۶  | خانه حکیم‌باشی                              | ۱۴۵۴۶     | ۱۳۸۴/۱۲/۱۶ | میبد    | میبد، خ مسجد جامع، کوچه حکیم‌باشی                                                                                      | اواخر قاجار                                                                                             |
| ۷۵۷  | خانه سید رضا بفروئیه                       | ۱۴۵۴۷     | ۱۳۸۴/۱۲/۱۶ | میبد    | میبد، محله بیرونی بفروئیه، مجاور گذر مسجد جامع و خانه کدخدای بفروئیه                                                  | مظفری                                                                                                   |
| ۷۵۸  | خانه آقایی                                 | ۱۴۵۴۸     | ۱۳۸۴/۱۲/۱۶ | میبد    | میبد، خ مسجد جامع، ضلع شمالی مسجد جامع                                                                                | صفوی |
| ۷۵۹  | خانه شاطر اکبر میهنی                       | ۱۴۵۴۹     | ۱۳۸۴/۱۲/۱۶ | میبد    | میبد، خ مسجد جامع (ضلع جنوبی مسجد جامع)                                                                               | قاجاریه                                                                                                 |
| ۷۶۰  | خانه‌هاشم حکیمی                             | ۱۴۵۵۰     | ۱۳۸۴/۱۲/۱۶ | میبد    | میبد، خ مسجد جامع (ضلع شمالی مسجد حسنی)                                                                               | قاجاریه                                                                                                 |
| ۷۶۱  | خانه شیخ اسماعیل                           | ۱۴۵۵۱     | ۱۳۸۴/۱۲/۱۶ | میبد    | میبد، بخش مرکزی، روستای فیروزآباد، محله سربالا، حسینه بزرگ، گذر مهدوی                                                 | مظفری                                                                                                   |
| ۷۶۲  | خانه امین الرعیا                           | ۱۴۵۵۲     | ۱۳۸۴/۱۲/۱۶ | میبد    | میبد، راسته بازار قدیم (بازارچه میری)، روبروی باغچه گودالک                                                            | قاجاریه                                                                                                 |
| ۷۶۳  | خانه خندقی                                 | ۱۴۵۵۳     | ۱۳۸۴/۱۲/۱۶ | میبد    | میبد، خ مسجد جامع، ضلع جنوبی مسجد جامع                                                                                | قاجاریه                                                                                                 |
| ۷۶۴  | مسجد جامع بابک                             | ۱۴۵۵۴     | ۱۳۸۴/۱۲/۱۶ | میبد    | میبد، بخش مرکزی، روستای فیروزآباد، محله سربالا، بازارچه خانقاه                                                        | قرن ۹ه‍.ق                                                                                                 |
| ۷۶۵  | حسینه بزرگ محله پایین ده‌آباد               | ۱۴۵۵۵     | ۱۳۸۴/۱۲/۱۶ | میبد    | میبد، بخش مرکزی، میدان بزرگ، روستای ده‌آباد                                                                            | صفویه                                                                                                   |
| ۷۶۶  | حسینه محله پایین ده‌آباد                    | ۱۴۵۵۶     | ۱۳۸۴/۱۲/۱۶ | میبد    | میبد، بخش مرکزی، روستای ده‌آباد، میدان محله پایین                                                                      | صفوی |
| ۷۶۷  | حسینیه اعظم مهرجرد                         | ۱۴۵۵۷     | ۱۳۸۴/۱۲/۱۶ | میبد    | میبد، بخش مرکزی، روستای مهرجرد، میدان بزرگ مهرجرد                                                                     | صفویه                                                                                                   |
| ۷۶۸  | حسینیه مرشد مهرجرد                         | ۱۴۵۵۸     | ۱۳۸۴/۱۲/۱۶ | میبد    | میبد، بخش مرکزی، روستای مهرجرد، میدان مرشد                                                                            | قاجاریه                                                                                                 |
| ۷۶۹  | حسینه محله بالا ده‌آباد                     | ۱۴۵۵۹     | ۱۳۸۴/۱۲/۱۶ | میبد    | میبد، بخش مرکزی، روستای ده‌آباد، میدان محله بالا                                                                       | قاجاریه                                                                                                 |
| ۷۷۰  | حسینیه بشنیغان                             | ۱۴۵۶۰     | ۱۳۸۴/۱۲/۱۶ | میبد    | میبد، محله بشنیغان، میدان کنار مسجد زر اسب، میدان بشنیغان                                                             | قاجاریه پهلوی                                                                                           |
| ۷۷۱  | حسینیه محمودآباد                           | ۱۴۵۶۱     | ۱۳۸۴/۱۲/۱۶ | میبد    | میبد، خ میر باقری، حسینیه محمودآباد                                                                                   | قاجاریه                                                                                                 |
| ۷۷۲  | حسینیه حیدر علی                            | ۱۴۵۶۲     | ۱۳۸۴/۱۲/۱۶ | میبد    | میبد، بازار مرکزی میبد، نرسیده به مسجد جامع میبد، میدان حیدر علی                                                      | آل مظفر                                                                                                 |
| ۷۷۳  | حسینیه کوچه باغ                            | ۱۴۵۶۳     | ۱۳۸۴/۱۲/۱۶ | میبد    | میبد، کوچه باغ | قاجاریه                                                                                                 |
| ۷۷۴  | حسینیه پائین شورک                          | ۱۴۵۶۴     | ۱۳۸۴/۱۲/۱۶ | میبد    | میبد،انتهای شورک، حسینیه (میدان) پایین                                                                                | صفوی |
| ۷۷۵  | حسینیه محله آسیاب ده‌آباد                   | ۱۴۵۶۵     | ۱۳۸۴/۱۲/۱۶ | میبد    | میبد، محله آسیاب ده‌آباد                                                                                               | صفویه                                                                                                   |
| ۷۷۶  | حسینیه مهرآباد                             | ۱۴۵۶۶     | ۱۳۸۴/۱۲/۱۶ | میبد    | مهرآباد، حسینیه مهرآباد                                                                                               | قاجاریه                                                                                                 |
| ۷۷۷  | حسینیه قلعه فیروزآباد                      | ۱۴۵۶۷     | ۱۳۸۴/۱۲/۱۶ | میبد    | میبد، بلوار شهدا، قلعه فیروزآباد، ابتدای میدان قلعه                                                                   | قاجاریه                                                                                                 |
| ۷۷۸  | مسجد جامع شورک                             | ۱۴۵۶۸     | ۱۳۸۴/۱۲/۱۶ | میبد    | میبد، محله پائین شورک، کنار حسینه و آب انبار                                                                          | صفوی |
| ۷۷۹  | آب‌انبار طغار سنجر                          | ۱۴۵۶۹     | ۱۳۸۴/۱۲/۱۶ | مهریز   | مهریز، بغدادآباد، خ ۲۲ بهمن، کوچه شهید جلال زارع                                                                      | زندیه                                                                                                   |
| ۷۸۰  | بادگیر آب‌انبار کلیمیان                     | ۱۴۵۷۰     | ۱۳۸۴/۱۲/۱۶ | یزد     | یزد، خ امام خمینی، خ مسجد جامع، ابتدای مسیر هتل کهن کاشانه                                                            | قاجاریه                                                                                                 |
| ۷۸۱  | آب‌انبار حوض ملتکیه                         | ۱۴۵۷۱     | ۱۳۸۴/۱۲/۱۶ | یزد     | یزد، خ شهید رجائی، کوچه چهار منار، روبروی بقعه سید شمس الدین محمد                                                     | قاجاریه                                                                                                 |
| ۷۸۲  | بقعه سید کهنو                              | ۱۴۵۷۲     | ۱۳۸۴/۱۲/۱۶ | یزد     | یزد، محله کسنویه (کهنو)، خ انقلاب، کوچه سید کسنویه                                                                    | تیموری                                                                                                  |
| ۷۸۳  | آب‌انبار طزنج                               | ۱۴۵۷۳     | ۱۳۸۴/۱۲/۱۶ | مهریز   | مهریز، بخش مرکزی، روستای طزنج                                                                                         | دوره پهلوی                                                                                              |
| ۷۸۴  | قلعه منگاباد                               | ۱۴۵۷۴     | ۱۳۸۴/۱۲/۱۶ | مهریز   | مهریز، خ انقلاب، محله منگاباد، پ ۱۲۳                                                                                  | قاجاریه                                                                                                 |
| ۷۸۵  | خانه زعیم                                  | ۱۴۵۷۵     | ۱۳۸۴/۱۲/۱۶ | مهریز   | مهریز، مهر پادین، خ امام حسن مجتبی، اول کوچه بازار نو                                                                 | پهلوی                                                                                                   |
| ۷۸۶  | مسجد امام رضا                              | ۱۴۵۷۶     | ۱۳۸۴/۱۲/۱۶ | مهریز   | مهریز، محله بغدادآباد سفلی، خ منتظری، جنب کوچه شهید ابویی                                                             | اواخر قاجار و اوایل پهلوی                                                                               |
| ۷۸۷  | خانه مهدی‌زاده                              | ۱۴۵۷۷     | ۱۳۸۴/۱۲/۱۶ | یزد     | یزد، خ قیام، کوچه کلاهدوزها (به سمت بازار خان)، جنب سرای حسینی، ضلع جنوب شرقی مسجد بیاق خان                           | قاجار                                                                                                   |
| ۷۸۸  | خانه محمود نجیب‌زاده                        | ۱۴۵۷۸     | ۱۳۸۴/۱۲/۱۶ | یزد     | یزد، خ سید گلسرخ، محله ابوالمعالی، ضلع جنوبی کوچه ابوالمعالی، نرسیده به بازارچه ابوالمعالی                            | اواسط اسلامی                                                                                            |
| ۷۸۹  | بقعه حسن فهادان                            | ۱۴۵۷۹     | ۱۳۸۴/۱۲/۱۶ | یزد     | یزد، محله فهادان، کوچه امامزاده حسن فهادان                                                                            | قاجار                                                                                                   |
| ۷۹۰  | سردر دروازه میدان                          | ۱۴۵۸۰     | ۱۳۸۴/۱۲/۱۶ | ابرکوه  | ابرکوه، خ شهید باهنر، جنب مسجد آقا                                                                                    | صفوی |
| ۷۹۱  | خانه سالار                                 | ۱۴۵۸۱     | ۱۳۸۴/۱۲/۱۶ | یزد     | یزد، خ امام، محله فهادان، روبروی دفتر شماره دو میراث فرهنگی و گردشگری                                                 | قرن ۸ و ۹ هجری                                                                                          |
| ۷۹۲  | مسجد جامع مهرآباد                          | ۱۴۵۸۲     | ۱۳۸۴/۱۲/۱۶ | ابرکوه  | ابرکوه، بهمن شهر (مهرآباد)، مجاور آرامگاه سردار مفخم                                                                  | سلجوقی                                                                                                  |
| ۷۹۳  | آب‌انبار منگاباد                            | ۱۴۵۸۳     | ۱۳۸۴/۱۲/۱۶ | مهریز   | مهریز، منگاباد، خ انقلاب، کوچه وحدت                                                                                   | قاجار                                                                                                   |
| ۷۹۴  | حسینیه نرجس خاتون                          | ۱۴۵۸۴     | ۱۳۸۴/۱۲/۱۶ | یزد     | یزد، خ مسکن و شهرسازی، محله مهدی‌آباد، کوی صحرا، کوچه نرجس خاتون                                                       | اوایل پهلوی                                                                                             |
| ۷۹۵  | حمام بغدادآباد                             | ۱۴۵۸۵     | ۱۳۸۴/۱۲/۱۶ | مهریز   | مهریز، باغ بهار، بغدادآباد، خ ۱۰ فروردین                                                                              | صفوی |
| ۷۹۶  | خانه بارجینی                               | ۱۴۵۸۶     | ۱۳۸۴/۱۲/۱۶ | یزد     | یزد، خ انقلاب، محله باغ صندل، کوچه شیخداد                                                                             | قرن ۸ تا ۱۲ هجری                                                                                        |
| ۷۹۷  | خانه محمد دوست گل                          | ۱۴۵۸۷     | ۱۳۸۴/۱۲/۱۶ | یزد     | یزد، خ انقلاب، محله باغ صندل، کوچه شیخداد                                                                             | قرن ۸ و ۹ هجری                                                                                          |
| ۷۹۸  | خانه ناصر فلاح                             | ۱۴۵۸۸     | ۱۳۸۴/۱۲/۱۶ | مهریز   | مهریز، مهرپادین، کوچه پشت حمام مهرپادین                                                                               | قاجار                                                                                                   |
| ۷۹۹  | خانه گبری                                  | ۱۴۵۸۹     | ۱۳۸۴/۱۲/۱۶ | ابرکوه  | ابرکوه، میدان امام حسین، خ شهید باهنر، کوچه بافت قدیم                                                                 | صفوی |
| ۸۰۰  | سرو کهنسال منگاباد                         | ۱۴۵۹۰     | ۱۳۸۴/۱۲/۱۶ | مهریز   | مهریز، خ انقلاب، محله منگاباد، پارک سرو                                                                               | ۲۰۰۰ تا ۱۴۰۰ سال قبل                                                                                    |
| ۸۰۱  | آب‌انبار کلاهدوز                            | ۱۴۵۹۱     | ۱۳۸۴/۱۲/۱۶ | یزد     | یزد، بلوار شهید محمد حسن جوکار (جاده قدیم تفت)                                                                        | قاجار                                                                                                   |
| ۸۰۲  | قلعه هرفته                                 | ۱۴۵۹۲     | ۱۳۸۴/۱۲/۱۶ | مهریز   | مهریز، بخش مرکزی، روستای هرفته، مجاور گورستان                                                                         | صفوی |
| ۸۰۳  | حمام کاکامیر                               | ۱۴۵۹۳     | ۱۳۸۴/۱۲/۱۶ | بافق    | بافق، خ شیخ محمدتقی بافقی، کوچه شهید متولی                                                                            | قاجار                                                                                                   |
| ۸۰۴  | دبیرستان شرف                               | ۱۴۵۹۴     | ۱۳۸۴/۱۲/۱۶ | اردکان  | اردکان، خ امام خمینی، خ ملاعارف                                                                                       | صفوی و پهلوی اول                                                                                        |
| ۸۰۵  | قلعه همدان                                 | ۱۴۵۹۵     | ۱۳۸۴/۱۲/۱۶ | خاتم    | شهر مروست، مزرعه همدان                                                                                                | قاجار                                                                                                   |
| ۸۰۶  | کبوترخانه محمودآباد                        | ۱۴۵۹۶     | ۱۳۸۴/۱۲/۱۶ | میبد    | میبد، محله محمودآباد، بلوار زیتون، روبروی اداره بهزیستی                                                               | قاجار                                                                                                   |
| ۸۰۷  | زیارتگاه پیرمراد                           | ۱۴۵۹۷     | ۱۳۸۴/۱۲/۱۶ | بافق    | بافق، خ شیخ محمد تقی بافقی                                                                                            | صفوی |
| ۸۰۸  | آب‌انبار عاشق مدینه                         | ۱۴۵۹۸     | ۱۳۸۴/۱۲/۱۶ | یزد     | یزد، خ ایرانشهر، کوچه مسجد امام رضا، کوچه خطیب                                                                        | اواخر قاجار و اوایل پهلوی                                                                               |
| ۸۰۹  | آب‌انبار عیش‌آباد                            | ۱۴۵۹۹     | ۱۳۸۴/۱۲/۱۶ | یزد     | یزد، بلوار شهید جوکار، محله عیش‌آباد، کوچه ولیعصر، جنب مسجد جامع عیش‌آباد                                               | قاجار                                                                                                   |
| ۸۱۰  | آب‌انبار شاهد باز                           | ۱۴۶۰۰     | ۱۳۸۴/۱۲/۱۶ | یزد     | یزد، خ سلمان فارسی، جنب حسینیه شاهدباز                                                                                | اواخر قاجار و اوایل پهلوی                                                                               |
| ۸۱۱  | باغ صدق                                    | ۱۴۶۰۱     | ۱۳۸۴/۱۲/۱۶ | یزد     | یزد، خ سید گل سرخ، کوچه برج، پ۳                                                                                       | پهلوی                                                                                                   |
| ۸۱۲  | آب‌انبار دروازه شاهی                        | ۱۴۶۲۱     | ۱۳۸۴/۱۲/۱۶ | یزد     | یزد، خ سید گلسرخ، خ لرد کیوان،انتهای بازارچه دروازه شاهی                                                              | صفو یه                                                                                                  |
| ۸۱۳  | آب‌انبار باغ بهار                           | ۱۴۶۲۲     | ۱۳۸۴/۱۲/۱۶ | مهریز   | مهریز، خیابان دهم فروردین (محله بغدادآباد)                                                                            | صفویه                                                                                                   |
| ۸۱۴  | کبوتر خانه محمدآباد                        | ۱۴۶۲۳     | ۱۳۸۴/۱۲/۱۶ | یزد     | یزد، بخش مرکزی، روستای محمدآباد                                                                                       | صفوی |
| ۸۱۵  | برج باقرآباد                               | ۱۴۶۲۴     | ۱۳۸۴/۱۲/۱۶ | بافق    | بافق، بخش مرکزی، روستای باقرآباد                                                                                      | قاجار                                                                                                   |
| ۸۱۶  | خانه میرزا احمد خان طاهری                  | ۱۴۶۲۵     | ۱۳۸۴/۱۲/۱۶ | یزد     | یزد، خیابان انقلاب محله باغ صندل، ک شیخداد ضلع غربی بازارچه بولمیری                                                   | قرن هشتم و نهم هجری                                                                                     |
| ۸۱۷  | خانه خوانین زاده                           | ۱۴۶۲۶     | ۱۳۸۴/۱۲/۱۶ | مهریز   | مهریز، ک باغ محمدآباد، خانه مهدی قلی خان خوانین زاده                                                                  | قاجار                                                                                                   |
| ۸۱۸  | خانه حسینی دوست                            | ۱۴۶۲۷     | ۱۳۸۴/۱۲/۱۶ | ابرکوه  | شهر ابر کوه، میدان امام حسین، خ شهید باهنر، ک بافت قدیم                                                               | اواخر قاجار                                                                                             |
| ۸۱۹  | قنات باغ زارچ                              | ۱۴۸۳۰     | ۱۳۸۴/۱۲/۱۶ | یزد     | یزد، به طول ۸۰ کیلومتری از فهرج تا زارچ                                                                               | قرن ۴ ه‍.ق                                                                                                |
| ۸۲۰  | خانه سید مهدی چیتی                         | ۱۴۸۳۵     | ۱۳۸۴/۱۲/۱۶ | یزد     | یزد، خ سیدگلسرخ، کوچه باغ گندم، کوچه مسجد مروارید،انتهای دربند چیتی، پ ۹۴                                             | قاجار                                                                                                   |
| ۸۲۱  | سرای اعراب                                 | ۱۴۸۳۶     | ۱۳۸۴/۱۲/۱۶ | یزد     | یزد، خ قیام، پلاک تجاری ۱۷۵                                                                                           | صفویه تا قاجاریه                                                                                        |
| ۸۲۲  | درب مهر کهن                                | ۱۴۸۳۷     | ۱۳۸۴/۱۲/۱۶ | یزد     | یزد، خ سلمان، کوچه شهید مؤمنی نسب                                                                                     | صفوی |
| ۸۲۳  | برج برکوئیه                                | ۱۴۸۳۸     | ۱۳۸۴/۱۲/۱۶ | بافق    | بافق، بخش مرکزی، روستای برکوئیه                                                                                       | افشاریه و زندیه                                                                                         |
| ۸۲۴  | برج شیطور                                  | ۱۴۸۳۹     | ۱۳۸۴/۱۲/۱۶ | بافق    | بافق، بخش مرکزی، روستای شیطور                                                                                         | زندیه و افشاریه                                                                                         |
| ۸۲۵  | قلعه تقی‌آباد                               | ۱۴۸۴۰     | ۱۳۸۴/۱۲/۱۶ | خاتم    | خاتم، بخش مروست، دهستان هرابرجان                                                                                      | زندیه                                                                                                   |
| ۸۲۶  | قلعه مبارکه                                | ۱۴۸۴۱     | ۱۳۸۴/۱۲/۱۶ | خاتم    | خاتم، بخش مروست، روستای مبارکه                                                                                        | زند و افشار                                                                                             |
| ۸۲۷  | قلعه کوشک                                  | ۱۴۸۴۳     | ۱۳۸۴/۱۲/۱۶ | خاتم    | خاتم، بخش مروست، دهستان هرابرجان                                                                                      | قاجاریه                                                                                                 |
| ۸۲۸  | آب‌انبار اکبرزاده                           | ۱۴۸۴۶     | ۱۳۸۴/۱۲/۱۶ | یزد     | یزد، محله یعقوبی، روبروی آب انبار عطاءالله نقشبند                                                                     | قاجار                                                                                                   |
| ۸۲۹  | آب‌انبار کوچه بیوک                          | ۱۴۸۴۷     | ۱۳۸۴/۱۲/۱۶ | یزد     | یزد، محله کوچه بیک، بلوار ۲۲بهمن، جنب حسینیه آب انبار دوراه، کوچه بیوک                                                | قاجار                                                                                                   |
| ۸۳۰  | آب‌انبار آقا محمد تقی                       | ۱۴۸۴۸     | ۱۳۸۴/۱۲/۱۶ | بافق    | بافق، بلوار امام علی، امام علی ۶ (کوچه خلوت سلمان، کوچه شهید قنبری زاده                                               | پهلوی                                                                                                   |
| ۸۳۱  | آب‌انبار رسولیان                            | ۱۴۸۴۹     | ۱۳۸۴/۱۲/۱۶ | یزد     | یزد، خ شهید رجایی، کوچه ناجی (یک)                                                                                     | اواخر قاجار                                                                                             |
| ۸۳۲  | آب‌انبار یوزداران                           | ۱۴۸۵۰     | ۱۳۸۴/۱۲/۱۶ | یزد     | یزد، محله فهادان، بازارچه یوزداران                                                                                    | صفویه                                                                                                   |
| ۸۳۳  | آب‌انبار قلعه اسدان                         | ۱۴۸۵۱     | ۱۳۸۴/۱۲/۱۶ | یزد     | یزد، خ امام (ره)، ابتدای بلوار امام رضا، قلعه اسدان                                                                   | اوایل پهلوی                                                                                             |
| ۸۳۴  | آب‌انبار و نمازخانه پای پتک                 | ۱۴۸۵۲     | ۱۳۸۴/۱۲/۱۶ | بافق    | بافق، خ مسجد جامع، کوچه شهید باقری، آب انبار و نمازخانه پای پتک                                                       | افشار و زند                                                                                             |
| ۸۳۵  | دبستان حسن کرباسی                          | ۱۴۸۵۴     | ۱۳۸۴/۱۲/۱۶ | یزد     | یزد، خ امام خمینی، کوچه شهید اسدالله آبشوری، محله یعقوبی، کوچه هشتم، کوچه دبستان                                      | پهلوی                                                                                                   |
| ۸۳۶  | آب‌انبار جوی هرهر                           | ۱۴۸۵۵     | ۱۳۸۴/۱۲/۱۶ | یزد     | یزد، خ شهید محمد ابراهیمی، تقاطع کوچه شهید ناصر گل                                                                    | قاجار                                                                                                   |
| ۸۳۷  | آب‌انبار ستی فاطمه                          | ۱۴۸۵۶     | ۱۳۸۴/۱۲/۱۶ | یزد     | یزد، خ امام (ره)، میدان امیرچخماق، ابتدای کوچه شیخ اسدالله                                                            | تیموری                                                                                                  |
| ۸۳۸  | خانه علی اتحادی                            | ۱۴۸۵۹     | ۱۳۸۴/۱۲/۱۶ | یزد     | یزد، خ امام خمینی، کوچه فهادان، پ ۶۱                                                                                  | قاجار                                                                                                   |
| ۸۳۹  | خانه فاضلی                                 | ۱۴۸۶۲     | ۱۳۸۴/۱۲/۱۶ | یزد     | یزد، خ امام خمینی، محله پیر برج، کوچه مشروطه، جنب خانه محمود آقامشوطه                                                 | قاجاریه                                                                                                 |
| ۸۴۰  | خانه بابایی                                | ۱۴۸۶۳     | ۱۳۸۴/۱۲/۱۶ | یزد     | یزد، ابتدای خ ایرانشهر، محله تخت استاد، کوچه مسجد علی اصغر، روبروی مسجد علی‌اصغر                                       | صفوی و آل مظفر                                                                                          |
| ۸۴۱  | خانه کریمی                                 | ۱۴۸۶۴     | ۱۳۸۴/۱۲/۱۶ | یزد     | یزد، خ انقلاب محله شیخداد، کوچه ابوالفضل، بن‌بست آیت‌اللهی، پ ۵                                                         | آل مظفر                                                                                                 |
| ۸۴۲  | خانه مشروطه                                | ۱۴۸۶۵     | ۱۳۸۴/۱۲/۱۶ | یزد     | یزد، خ امام خمینی، نرسیده به مسجد جامع، ابتدای ک مشروطه                                                               | دوره صفوی                                                                                               |
| ۸۴۳  | خانه علیرضا فرزین                          | ۱۴۸۶۶     | ۱۳۸۴/۱۲/۱۶ | یزد     | یزد، خ امام خمینی، کوچه فهادان، جنب دندانسازی فرزین                                                                   | قاجار                                                                                                   |
| ۸۴۴  | خانه پناهنده                               | ۱۴۸۶۷     | ۱۳۸۴/۱۲/۱۶ | یزد     | یزد، بازار نو، حسینیه هشت، پ ۴۲                                                                                       | قاجار                                                                                                   |
| ۸۴۵  | خانه رضوانی                                | ۱۴۸۶۸     | ۱۳۸۴/۱۲/۱۶ | یزد     | یزد، خ سلمان، محله قصابها، کوچه شماره ۷، پ ۶۴                                                                         | قاجار                                                                                                   |
| ۸۴۶  | خانه میرحسینی                              | ۱۴۸۶۹     | ۱۳۸۴/۱۲/۱۶ | یزد     | شهر شاهدیه، خ مسجد جامع، محله سیف، کوچه آروک                                                                          | قاجار                                                                                                   |
| ۸۴۷  | خانه شاهزاده فاضلی                         | ۱۴۸۷۰     | ۱۳۸۴/۱۲/۱۶ | یزد     | یزد، خ امام خمینی، خ مسجد جامع، کوچه آب انبار وزیر، دربند مدرسه اسلامی افشار                                          | قاجار                                                                                                   |
| ۸۴۸  | خانه افخمی                                 | ۱۴۸۷۱     | ۱۳۸۴/۱۲/۱۶ | اردکان  | اردکان، خ آیت‌الله فکور                                                                                                | قاجار                                                                                                   |
| ۸۴۹  | خانه عالمی                                 | ۱۴۸۷۲     | ۱۳۸۴/۱۲/۱۶ | یزد     | یزد، خ شهید رجایی، محله چهارمنار، کوچه عالمی، بن‌بست عالمی                                                             | قاجار                                                                                                   |
| ۸۵۰  | مدرسه ملا اسماعیل                          | ۱۴۸۷۵     | ۱۳۸۴/۱۲/۱۶ | یزد     | یزد، خ قیام، خ مسجد ملا اسماعیل                                                                                       | قاجار                                                                                                   |
| ۸۵۱  | مسجد هارونی                                | ۱۴۸۷۶     | ۱۳۸۴/۱۲/۱۶ | ابرکوه  | ابرکوه، بخش بهمن، روستای هارونی                                                                                       | صفوی |
| ۸۵۲  | مریضخانه مرسلین                            | ۱۴۸۷۸     | ۱۳۸۴/۱۲/۱۶ | یزد     | یزد، خ سلمان، کوچه ۵۱، کوچه ۱۶، محله نظرکرده، مقابل مدرسه اربابی، پ ۲۰                                                | قاجار                                                                                                   |
| ۸۵۳  | حمام یهودیها                               | ۱۴۸۷۹     | ۱۳۸۴/۱۲/۱۶ | یزد     | یزد، خ مسجد جامع، ک چهارسوق (بازارچه قطیران)، ک راسنی، روبروی کنیسه، پ ۳۵                                             | صفویه                                                                                                   |
| ۸۵۴  | حمام طزنج                                  | ۱۴۸۸۰     | ۱۳۸۴/۱۲/۱۶ | مهریز   | مهریز، بخش مرکزی، روستای طزنج                                                                                         | پهلوی                                                                                                   |
| ۸۵۵  | ساباط قلعه                                 | ۱۴۸۸۱     | ۱۳۸۴/۱۲/۱۶ | بافق    | بافق، خ محمد تقی بافقی، محله قلعه                                                                                     | قاجاریه                                                                                                 |
| ۸۵۶  | درب مهر نوش                                | ۱۴۸۸۲     | ۱۳۸۴/۱۲/۱۶ | یزد     | یزد، بلوار شهید عاصی، ک گرمابه ستاره، جنب دبستان خسروی، پ ۲۷                                                          | تیموری                                                                                                  |
| ۸۵۷  | گذر یوزداران                               | ۱۴۸۸۳     | ۱۳۸۴/۱۲/۱۶ | یزد     | یزد، خ امام خمینی، ک کتابخانه، محله فهادان، گذر یوزداران                                                              | آل بویه                                                                                                 |
| ۸۵۸  | مسجد مریم‌آباد                              | ۱۴۹۸۰     | ۱۳۸۴/۱۲/۱۶ | ابرکوه  | ابرکوه، بخش مرکزی، روستای مریم‌آباد                                                                                    | اسلامی                                                                                                  |
| ۸۵۹  | بافت تاریخی شهر یزد                        | ۱۵۰۰۰     | ۱۳۸۴/۱۲/۱۶ | یزد     | بافت تاریخی یزد | سلجوقی تا پهلوی                                                                                         |
| ۸۶۰  | قلعه رئیس‌آباد                              | ۱۵۰۵۲     | ۱۳۸۴/۱۲/۲۴ | ابرکوه  | ابرکوه، بخش مرکزی، روستای رئیس‌آباد                                                                                    | قاجاریه                                                                                                 |
| ۸۶۱  | ساباط مسجد جامع                            | ۱۵۰۵۳     | ۱۳۸۴/۱۲/۲۴ | بافق    | بافق، خ مسجد جامع، جنب مسجد جامع                                                                                      | قاجاریه                                                                                                 |
| ۸۶۲  | آب‌انبار کیانی                              | ۱۵۰۵۴     | ۱۳۸۴/۱۲/۲۴ | یزد     | یزد، بلوار شهید اشکذری، ک اهرستان، تقاطع ک شهید یزدانیان                                                              | قاجاریه                                                                                                 |
| ۸۶۳  | خانه کلانتری                               | ۱۵۰۵۵     | ۱۳۸۴/۱۲/۲۴ | یزد     | یزد، خ انقلاب، ک درمانگاه ابوالفضل، بن‌بست نغمه، پ ۲۵                                                                  | قرن هشتم ه‍.ق                                                                                             |
| ۸۶۴  | قلعه شهرآباد                               | ۱۵۰۵۶     | ۱۳۸۴/۱۲/۲۴ | بافق    | بافق، کمربندی بهاباد، جنب پمپ بنزین لطفی                                                                              | قاجاریه                                                                                                 |
| ۸۶۵  | مسجد محله خواجو                            | ۱۵۰۵۷     | ۱۳۸۴/۱۲/۲۴ | ابرکوه  | ابرکوه، میدان امام حسین، خ شهید باهنر                                                                                 | قاجاریه                                                                                                 |
| ۸۶۶  | قلعه جوادآباد                              | ۱۵۰۵۸     | ۱۳۸۴/۱۲/۲۴ | خاتم    | خاتم، بخش مروست، دهستان هرابرجان، شمال شرق مروست                                                                      | زندیه                                                                                                   |
| ۸۶۷  | آب‌انبار سلامت                              | ۱۵۰۵۹     | ۱۳۸۴/۱۲/۲۴ | اردکان  | اردکان، بخش مرکزی، روستای شریف‌آباد                                                                                    | پهلوی                                                                                                   |
| ۸۶۸  | باغ و عمارت حافظی                          | ۱۵۰۶۰     | ۱۳۸۴/۱۲/۲۴ | تفت     | تفت، بخش مرکزی، روستای طزرجان، محله باغ بهشت                                                                          | قاجاریه                                                                                                 |
| ۸۶۹  | آب‌انبار حاج حسین                           | ۱۵۰۶۱     | ۱۳۸۴/۱۲/۲۴ | ابرکوه  | شهر ابرکوه، خ کمربندی، جنب استخر سر پوشیده                                                                            | قاجاریه                                                                                                 |
| ۸۷۰  | گذر شیخداد                                 | ۱۵۰۶۲     | ۱۳۸۴/۱۲/۲۴ | یزد     | یزد، میدان بعثت، خ انقلاب                                                                                             | قرن هفتم ه‍.ق                                                                                             |
| ۸۷۱  | قفلعه طزنج                                 | ۱۵۰۶۳     | ۱۳۸۴/۱۲/۲۴ | مهریز   | مهریز، بخش مرکزی، روستای طزنج                                                                                         | زندیه                                                                                                   |
| ۸۷۲  | آب‌انبار غرغرآباد                           | ۱۵۰۶۴     | ۱۳۸۴/۱۲/۲۴ | یزد     | یزد، خ انقلاب، بلوار استقلال، ک مشیر الممالک، محله غرغرآباد                                                           | قاجاریه                                                                                                 |
| ۸۷۳  | آسیاب سرده                                 | ۱۵۰۶۵     | ۱۳۸۴/۱۲/۲۴ | تفت     | تفت، خ امام خمینی، محله سرده                                                                                          | قاجاریه                                                                                                 |
| ۸۷۴  | آتشکده سرده                                | ۱۵۰۶۶     | ۱۳۸۴/۱۲/۲۴ | تفت     | تفت، محله سرده | اواخر قاجاریه                                                                                           |
| ۸۷۵  | قلعه قاسم‌آباد                              | ۱۵۰۶۷     | ۱۳۸۴/۱۲/۲۴ | خاتم    | خاتم، بخش مروست، روستای قاسم‌آباد                                                                                      | قاجاریه                                                                                                 |
| ۸۷۶  | زورخانه شهدای کسنویه                       | ۱۵۰۶۸     | ۱۳۸۴/۱۲/۲۴ | یزد     | یزد، خ انقلاب، ک کسنویه، ک عروه الوثقی، جنب حسینیه بزرگ کسنویه                                                        | قاجاریه                                                                                                 |
| ۸۷۷  | سرداب فیروزآباد                            | ۱۵۰۶۹     | ۱۳۸۴/۱۲/۲۴ | ابرکوه  | ابرکوه، بخش مرکزی، روستای فیروزآباد                                                                                   | قاجاریه                                                                                                 |
| ۸۷۸  | باغ و عمارت شجاعی لشکر                     | ۱۵۰۷۰     | ۱۳۸۴/۱۲/۲۴ | مهریز   | مهریز، بغدادآباد، باغ بهار، خ ۱۰ فروردین، پ ۵۶                                                                        | قاجاریه                                                                                                 |
| ۸۷۹  | باغ حمص                                    | ۱۵۰۷۱     | ۱۳۸۴/۱۲/۲۴ | بافق    | بافق، ک پشت فرمانداری، خانه حمص (روبروی باغ عمارت)                                                                    | قاجاریه                                                                                                 |
| ۸۸۰  | بوستان طوبی                                | ۱۵۰۷۲     | ۱۳۸۴/۱۲/۲۴ | یزد     | یزد، خ کاشانی، ابتدای بلوار مدرس، محله مهدی‌آباد                                                                       | پهلوی                                                                                                   |
| ۸۸۱  | خوابگاه آموزش و پرورش                      | ۱۵۰۷۳     | ۱۳۸۴/۱۲/۲۴ | تفت     | تفت، محله راحت‌آباد | قاجاریه                                                                                                 |
| ۸۸۲  | مدرسه راحت‌آباد                             | ۱۵۰۷۴     | ۱۳۸۴/۱۲/۲۴ | تفت     | تفت، محله راحت‌آباد | اواخر قاجاریه                                                                                           |
| ۸۸۳  | آب‌انبار گشتاسب                             | ۱۵۰۷۵     | ۱۳۸۴/۱۲/۲۴ | اردکان  | اردکان، روستای شریف‌آباد                                                                                               | قاجاریه                                                                                                 |
| ۸۸۴  | آب‌انبار بازار امام                         | ۱۵۰۷۶     | ۱۳۸۴/۱۲/۲۴ | تفت     | تفت، بازار امام | قاجاریه                                                                                                 |
| ۸۸۵  | آب‌انبار کسنویه                             | ۱۵۰۷۷     | ۱۳۸۴/۱۲/۲۴ | یزد     | یزد، خ انقلاب، ک اصلی کسنویه، ک عروه الوثقی، جنب حسینیه و زورخانه کسنویه                                              | قاجاریه                                                                                                 |
| ۸۸۶  | آب‌انبار باغ مورتین                         | ۱۵۰۷۸     | ۱۳۸۴/۱۲/۲۴ | تفت     | تفت، محله گرمسیر | پهلوی                                                                                                   |
| ۸۸۷  | آب‌انبار رسولی                              | ۱۵۰۷۹     | ۱۳۸۴/۱۲/۲۴ | یزد     | یزد، خ ایرانشهر (شهید رجائی)، ک ناجی، اول ک بالا، پ ۲۷                                                                | قاجاریه                                                                                                 |
| ۸۸۸  | آب‌انبار کاروان‌سرا                          | ۱۵۰۸۰     | ۱۳۸۴/۱۲/۲۴ | یزد     | یزد، خ شهید رجائی، ک چهار منار، جنب پل چهار منار                                                                      | قاجاریه                                                                                                 |
| ۸۸۹  | بقعه علی موسی الرضا                        | ۱۵۰۸۱     | ۱۳۸۴/۱۲/۲۴ | ابرکوه  | شهر ابرکوه، خ شهید اشکذری، محله جهانستان                                                                              | صفویه                                                                                                   |
| ۸۹۰  | قدمگاه شوده علیا                           | ۱۵۰۸۲     | ۱۳۸۴/۱۲/۲۴ | یزد     | تفت، بخش مرکزی، جاده کمربندی، شرق شهر تفت                                                                             | پهلوی                                                                                                   |
| ۸۹۱  | حسینیه حسینی                               | ۱۵۰۸۳     | ۱۳۸۴/۱۲/۲۴ | تفت     | تفت، محله حسینی | قاجاریه                                                                                                 |
| ۸۹۲  | حسینیه و نمازخانه خواجه‌ها                  | ۱۵۰۸۴     | ۱۳۸۴/۱۲/۲۴ | بافق    | بافق، میدان امامزاده عبدالله، ک شهید بهشتی، ک خواجه‌ها                                                                 | قاجاریه                                                                                                 |
| ۸۹۳  | مسجد غریب                                  | ۱۵۰۸۵     | ۱۳۸۴/۱۲/۲۴ | تفت     | تفت، شمال انتهای جاده کمربندی تفت به ابرکوه                                                                           | قاجاریه                                                                                                 |
| ۸۹۴  | قلعه سردار                                 | ۱۵۰۸۶     | ۱۳۸۴/۱۲/۲۴ | ابرکوه  | شهر ابرکوه، محله مهرآباد، خ اصلی                                                                                      | قاجاریه                                                                                                 |
| ۸۹۵  | مسجد بالا                                  | ۱۵۰۸۷     | ۱۳۸۴/۱۲/۲۴ | یزد     | یزد، محله نعیم‌آباد، مجاور ک اصلی نعیم‌آباد                                                                             | پهلوی                                                                                                   |
| ۸۹۶  | مسجد غیاث‌آباد                              | ۱۵۰۸۸     | ۱۳۸۴/۱۲/۲۴ | تفت     | تفت، محله غیاث‌آباد | قاجاریه                                                                                                 |
| ۸۹۷  | مسجد حاجی قاسم                             | ۱۵۰۸۹     | ۱۳۸۴/۱۲/۲۴ | خاتم    | شهر مروست، بافت تاریخی، محله آهنگر خانه                                                                               | قاجاریه                                                                                                 |
| ۸۹۸  | مسجد چهارده معصوم                          | ۱۵۰۹۰     | ۱۳۸۴/۱۲/۲۴ | تفت     | تفت، محله سرده | قاجاریه                                                                                                 |
| ۸۹۹  | مسجد شوده سفلی                             | ۱۵۰۹۱     | ۱۳۸۴/۱۲/۲۴ | تفت     | تفت، محله شوده سفلی (بازار امام)                                                                                      | قاجاریه                                                                                                 |
| ۹۰۰  | خانه حسن‌آبادی                              | ۱۵۰۹۲     | ۱۳۸۴/۱۲/۲۴ | یزد     | یزد، خ انقلاب، محله باغ صندل، ک شیخداد، ضلع غربی بازارچه بولمیری                                                      | قرن هشتم تا دوازدهم ه‍.ق                                                                                  |
| ۹۰۱  | خانه جنب مدرسه شمسیه                       | ۱۵۰۹۳     | ۱۳۸۴/۱۲/۲۴ | یزد     | یزد، خ شهید رجائی، ک چهار منار، خانه جنب بقعه سید شمس الدین محمد                                                      | اواخر صفویه                                                                                             |
| ۹۰۲  | خانه محمد علی گل                           | ۱۵۰۹۴     | ۱۳۸۴/۱۲/۲۴ | یزد     | یزد، ضلع غربی خ سید کلسرخ، محله ابوالمعالی، ک علیا، پ شهرداری ۳۷                                                      | قرن هشتم ه‍.ق                                                                                             |
| ۹۰۳  | خانه جهان بانی                             | ۱۵۰۹۵     | ۱۳۸۴/۱۲/۲۴ | اردکان  | اردکان، محله چرخاب، خانه جهان بانی                                                                                    | قاجاریه                                                                                                 |
| ۹۰۴  | خانه علی یار میر                           | ۱۵۰۹۶     | ۱۳۸۴/۱۲/۲۴ | یزد     | یزد، خ امام خمینی، محله فهادان، روبروی درمانگاه علی‌اصغر                                                               | قاجاریه                                                                                                 |
| ۹۰۵  | خانه علی اکبر شاکر                         | ۱۵۰۹۷     | ۱۳۸۴/۱۲/۲۴ | اردکان  | اردکان، خ خامنه ای، ک خراسانی، ک شهید فتاحی، پ ۳                                                                      | اواخر قاجاریه                                                                                           |
| ۹۰۶  | خانه معصومه دهقان                          | ۱۵۰۹۸     | ۱۳۸۴/۱۲/۲۴ | اردکان  | اردکان، خ آیت‌الله فکور، محله تیران، بن‌بست محتسبی، پ ۵۳                                                                | اواخر قاجاریه                                                                                           |
| ۹۰۷  | خانه محمد علی متقی                         | ۱۵۰۹۹     | ۱۳۸۴/۱۲/۲۴ | اردکان  | اردکان، میدان بسیج، ک شهید حاجی احمدی، ک ضیایی                                                                        | قاجاریه                                                                                                 |
| ۹۰۸  | خانه افشار                                 | ۱۵۱۰۰     | ۱۳۸۴/۱۲/۲۴ | یزد     | یزد، ضلع شرقی خ سید گلسرخ، جنب بانک صادرات                                                                            | قرن هشتم ق                                                                                              |
| ۹۰۹  | خانه محمد میرشمسی                          | ۱۵۱۰۱     | ۱۳۸۴/۱۲/۲۴ | اردکان  | اردکان، خ خامنه ای، ک خراسانی، پ ۶۵                                                                                   | قاجاریه                                                                                                 |
| ۹۱۰  | خانه نحو و بیان                            | ۱۵۱۰۳     | ۱۳۸۴/۱۲/۲۴ | ابرکوه  | شهر ابرکوه، محله درب قلعه، پ ۱۴۳                                                                                      | قاجاریه                                                                                                 |
| ۹۱۱  | خانه فریدون سامیا                          | ۱۵۱۰۴     | ۱۳۸۴/۱۲/۲۴ | میبد    | میبد، کیلومتری ۸ جاده میبد، یزد، مزرعه کلانتر، خ فردوسی، بن‌بست دوم، سمت راست                                          | زندیه تا قاجاریه                                                                                        |
| ۹۱۲  | خانه ملک صادقیان                           | ۱۵۱۰۵     | ۱۳۸۴/۱۲/۲۴ | میبد    | میبد، محله فیروزآباد، خ سلمان فارسی، ک مسجد آخوند                                                                     | پهلوی                                                                                                   |
| ۹۱۳  | خانه شاهمحمدی ۱                            | ۱۵۱۰۶     | ۱۳۸۴/۱۲/۲۴ | میبد    | میبد، محله مهرجرد، خ آیت ا… طالقانی، روبروی امامزاده خدیجه خاتون، ک شهید هدایت زارع، پ ۱۸                             | قبل از قاجاریه                                                                                          |
| ۹۱۴  | خانه شاهمحمدی ۲                            | ۱۵۱۰۷     | ۱۳۸۴/۱۲/۲۴ | میبد    | میبد، محله مهرجرد، خ آیت‌الله طالقانی، روبروی امامزاده خدیجه خاتون، ک شهید هدایت زارع، پ ۲۵                            | قاجاریه                                                                                                 |
| ۹۱۵  | خانه رحیمی                                 | ۱۵۱۰۸     | ۱۳۸۴/۱۲/۲۴ | یزد     | شهر زارچ، خ امام خمینی، محله دارالشفاء، جنب حسینیه و مسجد مهدیه                                                       | قاجاریه                                                                                                 |
| ۹۱۶  | خانه دکتر سینا                             | ۱۵۱۰۹     | ۱۳۸۴/۱۲/۲۴ | میبد    | میبد، محله حسن‌آباد، روبروی مسجد و آب انبار                                                                            | پهلوی                                                                                                   |
| ۹۱۷  | آسیاب دو سنگی                              | ۱۵۱۱۰     | ۱۳۸۴/۱۲/۲۴ | یزد     | یزد،انتهای بلوار شهید جوکار، کیلومتری ۳ جاده قدیم تفت، تقاطع جاده گازی                                                | قاجاریه                                                                                                 |
| ۹۱۸  | حسینیه میان محله خرمشاه                    | ۱۵۱۱۲     | ۱۳۸۴/۱۲/۲۴ | یزد     | یزد، ک شهید هدایتی، ک وحدت، روبروی مسجد تک منار                                                                       | قاجاریه                                                                                                 |
| ۹۱۹  | بقعه سادات                                 | ۱۵۱۱۳     | ۱۳۸۴/۱۲/۲۴ | میبد    | میبد، میدان شهرداری، خ رباط شاه عباسی، روبروی رباط                                                                    | قاجاریه                                                                                                 |
| ۹۲۰  | خانه دکتر ریاضی                            | ۱۵۱۱۴     | ۱۳۸۴/۱۲/۲۴ | یزد     | یزد، خ امام خمینی، بن‌بست جنب نمایشگاه اتومبیل الهام                                                                   | پهلوی                                                                                                   |
| ۹۲۱  | خانه دکتر محبوبی                           | ۱۵۱۱۵     | ۱۳۸۴/۱۲/۲۴ | اردکان  | اردکان، محله چرخاب، جنب حسینیه بنی‌هاشمی                                                                               | قاجاریه                                                                                                 |
| ۹۲۲  | خانه دکتر ابوئی                            | ۱۵۱۱۶     | ۱۳۸۴/۱۲/۲۴ | یزد     | یزد، خ امام خمینی، محله قلعه کهنه، حسینیه ک قلعه کهنه، پ ۲۸                                                           | قاجاریه                                                                                                 |
| ۹۲۳  | خانه گشتاسب سامیا                          | ۱۵۱۱۷     | ۱۳۸۴/۱۲/۲۴ | میبد    | میبد، کیلومتری ۸ جاده میبد، یزد، مزرعه کلانتر، خ فردوسی، بن‌بست اول، سمت چپ                                            | زندیه                                                                                                   |
| ۹۲۴  | خانه فیروز                                 | ۱۵۱۱۸     | ۱۳۸۴/۱۲/۲۴ | میبد    | میبد، میدان شمع، میدان دربگ، خ حسینیه بزرگ فیروزآباد، روبروی الکتریکی سلمان، پ ۸۳                                     | افشاریه زندیه                                                                                           |
| ۹۲۵  | خانه وکیل                                  | ۱۵۱۱۹     | ۱۳۸۴/۱۲/۲۴ | میبد    | میبد، خ امام، کوی مشایخ، روبروی سید قنبر، پ ۸۲۷                                                                       | قاجاریه                                                                                                 |
| ۹۲۶  | خانه شعبانعلی اخوتیان                      | ۱۵۱۲۰     | ۱۳۸۴/۱۲/۲۴ | اردکان  | اردکان، بلوار آیت‌الله خامنه ای، ک جنب آب انبار حاجی علی نقی، پلاکهای ۹ و ۵۵                                           | قاجاریه                                                                                                 |
| ۹۲۷  | آب‌انبار مروج                               | ۱۵۱۲۱     | ۱۳۸۴/۱۲/۲۴ | یزد     | یزد، بلوار نواب صفوی، ک شهید پارسائیان، ابتدای ک هشتم، مجاور پ ۱۳ شهرداری                                             | پهلوی                                                                                                   |
| ۹۲۸  | آب‌انبارسلطان‌آباد                           | ۱۵۱۲۲     | ۱۳۸۴/۱۲/۲۴ | تفت     | تفت، محله سلطان‌آباد                                                                                                   | قاجاریه                                                                                                 |
| ۹۲۹  | آب‌انبار گلشن                               | ۱۵۱۲۳     | ۱۳۸۴/۱۲/۲۴ | یزد     | یزد، خ مطهری، ک گلشن، تقاطع ک شهید ه سرایی                                                                            | افشاریه زندیه                                                                                           |
| ۹۳۰  | آب‌انبار قلعه مهرجرد                        | ۱۵۱۲۵     | ۱۳۸۴/۱۲/۲۴ | میبد    | میبد، خ آیت‌الله طالقانی، خ ۲۲ بهمن، جنب قلعه مهرجرد                                                                   | قاجاریه                                                                                                 |
| ۹۳۱  | آب‌انبار ملا صادق                           | ۱۵۱۲۷     | ۱۳۸۴/۱۲/۲۴ | میبد    | میبد، محله شورک | قاجاریه                                                                                                 |
| ۹۳۲  | آب‌انبار اردشیری                            | ۱۵۱۲۸     | ۱۳۸۴/۱۲/۲۴ | میبد    | میبد، کیلومتری ۸ جاده میبد به یزد، ۵۰۰ م مزرعه کلانتر                                                                 | قاجاریه                                                                                                 |
| ۹۳۳  | خانه عباس ابو محمدی                        | ۱۵۱۲۹     | ۱۳۸۴/۱۲/۲۴ | اردکان  | اردکان، محله تیران، خ آیت‌الله فکور                                                                                    | قاجاریه                                                                                                 |
| ۹۳۴  | ساباط مسجد جامع بفروئیه                    | ۱۵۱۳۰     | ۱۳۸۴/۱۲/۲۴ | میبد    | میبد، محله بفروئیه، جنب مسجد جامع                                                                                     | قاجاریه                                                                                                 |
| ۹۳۵  | خانه شیرازیه                               | ۱۵۱۳۱     | ۱۳۸۴/۱۲/۲۴ | یزد     | یزد، میدان امیر چخماق، ک علاقبندی                                                                                     | اوایل دوره قاجاریه                                                                                      |
| ۹۳۶  | خانه موسوی                                 | ۱۵۱۳۲     | ۱۳۸۴/۱۲/۲۴ | میبد    | میبد، محله بفروئیه،انتهای گذر اصلی                                                                                    | قاجاریه پهلوی                                                                                           |
| ۹۳۷  | خانه بهمان بهمردی                          | ۱۵۱۳۳     | ۱۳۸۴/۱۲/۲۴ | میبد    | میبد، کیلومتری ۸ جاده میبد، یزد، مزرعه کلانتر، خ فردوسی، دربند اول سمت راست                                           | قاجاریه                                                                                                 |
| ۹۳۸  | خانه شریعت                                 | ۱۵۱۳۴     | ۱۳۸۴/۱۲/۲۴ | میبد    | میبد، محله مشایخ، ک شهید کمال جعفریان، ک روبروی مسجد                                                                  | پهلوی                                                                                                   |
| ۹۳۹  | آب‌انبار حاجی قاسمی                         | ۱۵۱۳۵     | ۱۳۸۴/۱۲/۲۴ | مهریز   | مهریز، بغدادآباد، خ منتظری، جنب مسجد حاجی قاسمی                                                                       | قاجاریه                                                                                                 |
| ۹۴۰  | بقعه عارف                                  | ۱۵۱۳۶     | ۱۳۸۴/۱۲/۲۴ | میبد    | میبد، بخش مرکزی، روستای بدرآباد، مجاور دانشگاه آزاد، جاده سنتو                                                        | قاجاریه                                                                                                 |
| ۹۴۱  | حسینیه آبشور                               | ۱۵۱۳۷     | ۱۳۸۴/۱۲/۲۴ | یزد     | یزد، خ امام خمینی، محله آبشور                                                                                         | قاجاریه                                                                                                 |
| ۹۴۲  | بقعه میر شمس الحق                          | ۱۵۱۳۸     | ۱۳۸۴/۱۲/۲۴ | میبد    | میبد، خ خواجه رشید الدین فضل‌الله میبدی، خ تازه تأسیس میر شمس الحق                                                     | قاجاریه                                                                                                 |
| ۹۴۳  | حسینیه رحمت‌آباد                            | ۱۵۱۳۹     | ۱۳۸۴/۱۲/۲۴ | یزد     | یزد، بلوار شهید دشتی، ک شهید محمد دشتی، فلسطین جنوبی، جنب مسجد جامع رحمت‌آباد                                          | قاجاریه                                                                                                 |
| ۹۴۴  | خانه آیت‌الله اشکذری                        | ۱۵۱۴۰     | ۱۳۸۴/۱۲/۲۴ | یزد     | یزد، خ امام خمینی، کوچه سهل بن علی، کوچه دفتر امام جمعه، پ ۴                                                          | قاجاریه                                                                                                 |
| ۹۴۵  | امامزاده نصرالله                           | ۱۵۱۴۱     | ۱۳۸۴/۱۲/۲۴ | یزد     | یزد، بلوار دهه فجر | اسلامی                                                                                                  |
| ۹۴۶  | محوطه باستانی بهمن                         | ۱۵۱۴۲     | ۱۳۸۴/۱۲/۲۴ | ابرکوه  | ابرکوه، بخش بهمن، دهستان اسفندار، روستای اسفندآباد                                                                    | هخامنشی                                                                                                 |
| ۹۴۷  | برج لاوری                                  | ۱۵۱۴۳     | ۱۳۸۴/۱۲/۲۴ | مهریز   | مهریز، بغدادآباد، خ منتظری، بلوار عمود بر بلوار هفتم تیر، محله لاوری، برج لاوری                                       | زندیه                                                                                                   |
| ۹۴۸  | دبستان خدابخش چم                           | ۱۵۱۴۴     | ۱۳۸۴/۱۲/۲۴ | تفت     | یزد، جاده یزد، تفت، روستای چم، مجاور آتشکده چم                                                                        | اواخر عهد قاجاریه                                                                                       |
| ۹۴۹  | یخچال برزن                                 | ۱۵۱۴۵     | ۱۳۸۴/۱۲/۲۴ | ابرکوه  | شهر ابرکوه، ابتدای جاده مریم‌آباد، یخچال برزن                                                                          | اوایل قاجاریه                                                                                           |
| ۹۵۰  | حمام حسن‌آباد                               | ۱۵۱۴۶     | ۱۳۸۴/۱۲/۲۴ | یزد     | یزد، بلوار امام رضا، جنب مسجد امام حسن                                                                                | قاجاریه                                                                                                 |
| ۹۵۱  | آب‌انبار ابوالقاسم رشتی                     | ۱۵۱۴۷     | ۱۳۸۴/۱۲/۲۴ | یزد     | یزد، بلوار شهید دشتی، ک شهید دشتی، خ فلسطین جنوبی                                                                     | قاجاریه                                                                                                 |
| ۹۵۲  | ساباط سید قنبر                             | ۱۵۱۴۸     | ۱۳۸۴/۱۲/۲۴ | میبد    | میبد، محله پایین، جنب حسینیه بزرگ محله                                                                                | قاجاریه                                                                                                 |
| ۹۵۳  | حمام بدرآباد                               | ۱۵۱۴۹     | ۱۳۸۴/۱۲/۲۴ | میبد    | میبد، جاده میبد به یزد، بدرآباد، خ امام                                                                               | آلْ مظفر                                                                                                 |
| ۹۵۴  | کاروانسرای گرد فرامرز                      | ۱۵۱۵۰     | ۱۳۸۴/۱۲/۲۴ | یزد     | یزد، بخش مرکزی، روستای گرد فرامرز                                                                                     | صفویه                                                                                                   |
| ۹۵۵  | خانه شاهمحمدی ۳                            | ۱۵۱۵۱     | ۱۳۸۴/۱۲/۲۴ | میبد    | میبد، محله مهرجرد، خ آیت‌الله طالقانی، روبروی امامزاده خدیجه خاتون، ک شهید هدایت زارع، پ۲۷                             | قاجاریه                                                                                                 |
| ۹۵۶  | خانه عبدالکریم حائری                       | ۱۵۴۹۴     | ۱۳۸۵/۰۳/۱۷ | مهریز   | مهریز، محله استهریج، خ جمهوری ک موزه مردم شناسی، جنب مدرسه راهنمایی دخترانه مطهره                                     | اواخر قاجار و اوایل پهلوی                                                                               |
| ۹۵۷  | آب‌انبار مهدی‌آباد                           | ۱۵۸۵۳     | ۱۳۸۵/۰۵/۰۸ | یزد     | یزد، محله مهدی‌آباد (میان محله)                                                                                        | پهلوی                                                                                                   |
| ۹۵۸  | آب‌انبار صیف الدین                          | ۱۵۸۵۴     | ۱۳۸۵/۰۵/۰۸ | تفت     | تفت، ۵ کیلومتری جاده ابرکوه                                                                                           | پهلوی                                                                                                   |
| ۹۵۹  | مسجد آقا سید جواد حیدری                    | ۱۵۸۵۵     | ۱۳۸۵/۰۵/۰۸ | یزد     | یزد، خ شهید رجایی، کوچه چهار منار، نرسیده به بقعه سید شمس الدین محمد                                                  | قاجاریه                                                                                                 |
| ۹۶۰  | حسینیه کاظم‌آباد                            | ۱۵۸۵۶     | ۱۳۸۵/۰۵/۰۸ | میبد    | میبد، بخش مرکزی، د هستان شهدا، روستای کاظم‌آباد                                                                        | قاجاریه                                                                                                 |
| ۹۶۱  | آب‌انبار خدابخش                             | ۱۵۸۵۷     | ۱۳۸۵/۰۵/۰۸ | اردکان  | اردکان، خ امام خمینی، خ دکتر شریعتی، بن‌بست شماره ۲۱، مجاور پ ۳                                                        | اواخر قاجاریه                                                                                           |
| ۹۶۲  | آب‌انبار حاج علی اکبر محله                  | ۱۵۸۵۸     | ۱۳۸۵/۰۵/۰۸ | یزد     | یزد، خ طالقانی، ک هدایتی، ک وحدت، روبروی مسجد تک منار                                                                 | پهلوی                                                                                                   |
| ۹۶۳  | برج چاه خور                                | ۱۵۸۵۹     | ۱۳۸۵/۰۵/۰۸ | بافق    | ۵۵ کیلومتری جاده یزد به بافق، مجاور ریل قطار، منطقه چاه خاور                                                          | قاجاریه                                                                                                 |
| ۹۶۴  | آب‌انبار خانیا                              | ۱۵۸۶۱     | ۱۳۸۵/۰۵/۰۸ | بافق    | بافق، خ مسجد جامع، ک دفتر امام جمعه بافق                                                                              | صفویه                                                                                                   |
| ۹۶۵  | آب‌انبار کاکامیر                            | ۱۵۸۶۲     | ۱۳۸۵/۰۵/۰۸ | بافق    | بافق، خ شهید محمد تقی بافقی، ک شهید متولی                                                                             | قاجاریه                                                                                                 |
| ۹۶۶  | مسجد نرجس خاتون                            | ۱۵۸۶۳     | ۱۳۸۵/۰۵/۰۸ | یزد     | یزد، محله مهدی‌آباد | قاجاریه                                                                                                 |
| ۹۶۷  | آب‌انبار عطاء الله نقشبند                   | ۱۵۸۶۴     | ۱۳۸۵/۰۵/۰۸ | یزد     | یزد، خ امام، ک شهید آبشوری، جنب مسجد و حسینیه یعقوبی                                                                  | صفویه                                                                                                   |
| ۹۶۸  | آب‌انبار حاجی عبدالکریم                     | ۱۵۸۶۵     | ۱۳۸۵/۰۵/۰۸ | یزد     | یزد، خ امام خمینی، خ فهادان، ک شیخ احمد فهادان                                                                        | قاجاریه                                                                                                 |
| ۹۶۹  | مسجد گازرگاه                               | ۱۵۸۹۰     | ۱۳۸۵/۰۵/۲۴ | یزد     | یزد، خ امام خمینی، ک دارالشفا، روبروی گاراژ بافقیها                                                                   | قاجاریه                                                                                                 |
| ۹۷۰  | مسجد شاهزاده                               | ۱۵۸۹۱     | ۱۳۸۵/۰۵/۲۴ | یزد     | یزد، خ کاشانی، محله آبشاهی                                                                                            | قاجاریه                                                                                                 |
| ۹۷۱  | مسجد رقیه                                  | ۱۵۸۹۲     | ۱۳۸۵/۰۵/۲۴ | یزد     | یزد، محله جنت‌آباد | قاجاریه                                                                                                 |
| ۹۷۲  | مسجد پنجه علی                              | ۱۵۸۹۳     | ۱۳۸۵/۰۵/۲۴ | یزد     | یزد، خ قیام، بازار پنجه علی                                                                                           | قاجاریه                                                                                                 |
| ۹۷۳  | ساختمان اداره کل بازرسی استان یزد          | ۱۵۸۹۴     | ۱۳۸۵/۰۵/۲۴ | یزد     | یزد، خ امام خمینی، کوچه فرمانداری، اداره کل بازرسی                                                                    | اواخر قاجاریه                                                                                           |
| ۹۷۴  | مسجد رحمت‌آباد                              | ۱۵۸۹۵     | ۱۳۸۵/۰۵/۲۴ | یزد     | یزد، محله رحمت‌آباد | قاجاریه                                                                                                 |
| ۹۷۵  | آب‌انبار شاه ابوالقاسم                      | ۱۵۸۹۶     | ۱۳۸۵/۰۵/۲۴ | یزد     | یزد، خ سید گل سرخ، محله شاه ابوالقاسم، مرکز محله کنار حسینیه شاه ابو القاسم، روبروی مسجد و مدرسه شهاب الدین قاسم طراز | صفویه                                                                                                   |
| ۹۷۶  | باغ دکتر ملک‌زاده                           | ۱۵۸۹۷     | ۱۳۸۵/۰۵/۲۴ | مهریز   | مهریز، بغدادآباد، محله بالا                                                                                           | پیش از تاریخ از ماد تا سلوکی از قرون اولیه اسلامی (قرون یک تا ۵ ق) تا قرون میانی اسلامی (قرون ۶ تا ۹ ق) |
| ۹۷۷  | مسجد تخت استاد                             | ۱۵۸۹۸     | ۱۳۸۵/۰۵/۲۴ | یزد     | یزد، بلوار امامزاده جعفر، محله تخت استاد                                                                              | قاجاریه                                                                                                 |
| ۹۷۸  | مسجد عزیزالله                              | ۱۵۸۹۹     | ۱۳۸۵/۰۵/۲۴ | یزد     | یزد، خ کاشانی، کوچه آبشاهی                                                                                            | قاجاریه                                                                                                 |
| ۹۷۹  | مسجد سلسبیل                                | ۱۵۹۰۰     | ۱۳۸۵/۰۵/۲۴ | یزد     | یزد، خ مهدی، بلوار عاصی زاده                                                                                          | قاجاریه                                                                                                 |
| ۹۸۰  | کاروانسرای پسته                            | ۱۵۹۰۱     | ۱۳۸۵/۰۵/۲۴ | یزد     | یزد، خ قیام، ک لب خندق، ک دبستان نامدار، پ ۱۹                                                                         | صفویه                                                                                                   |
| ۹۸۱  | مجموعه تفریحی مسکونی غضنفری                | ۱۵۹۰۲     | ۱۳۸۵/۰۵/۲۴ | یزد     | یزد، خ شهید هدایتی، کوچه وحدت، روبروی تالار سروی                                                                      | اواخر قاجاریه                                                                                           |
| ۹۸۲  | آب‌انبار سر بخشگاه                          | ۱۵۹۰۳     | ۱۳۸۵/۰۵/۲۴ | یزد     | یزد، خیابان طالقانی، کوچه هدایتی، کوچه بخشگاه خرمشاه، پلاک ۲۳و۴۱                                                      | پهلوی                                                                                                   |
| ۹۸۳  | آب‌انبار تالار سرو                          | ۱۵۹۰۴     | ۱۳۸۵/۰۵/۲۴ | یزد     | یزد، بلوار شهید طالقانی، کوچه شهید هدایتی، تقاطع کوچه وحدت، روبروی تالار سرو                                          | پهلوی                                                                                                   |
| ۹۸۴  | مسجد نو                                    | ۱۵۹۰۵     | ۱۳۸۵/۰۵/۲۴ | یزد     | یزد، محله فهادان، جنب مجموعه عربها، پشت حمام نو                                                                       | قاجاریه                                                                                                 |
| ۹۸۵  | مدرسه ابوالمعالی                           | ۱۵۹۰۶     | ۱۳۸۵/۰۵/۲۴ | یزد     | یزد، خ انقلاب، بن‌بست شهید باروتکوب زاده (پنج کوچه)، پ ۱۵                                                              | قاجاریه                                                                                                 |
| ۹۸۶  | خانه شیخ الاسلام                           | ۱۵۹۰۹     | ۱۳۸۵/۰۵/۲۴ | یزد     | یزد، خیابان امام خمینی، خیابان مسجد جامع، پشت مسجد جامع، کوچه علاقه‌مند                                                | اواخر قاجار                                                                                             |
| ۹۸۷  | قلعه عشرت‌آباد                              | ۱۶۳۴۶     | ۱۳۸۵/۰۸/۲۴ | خاتم    | خاتم، شمال شرق بخش مروست، دهستان هرابرجان                                                                             | زندیه                                                                                                   |
| ۹۸۸  | خانه ملک‌نیا                                | ۱۷۸۶۳     | ۱۳۸۵/۱۲/۱۴ | ابرکوه  | شهر ابرکوه، میدان امام حسین، خ شهید باهنر، جنب نانوائی                                                                | قاجاریه پهلوی                                                                                           |
| ۹۸۹  | آب‌انبار درویش                              | ۱۷۸۶۴     | ۱۳۸۵/۱۲/۱۴ | مهریز   | مهریز، بغدادآباد، خ منتظری، آب انبار درویش                                                                            | قاجاریه                                                                                                 |
| ۹۹۰  | قلعه چوگان                                 | ۱۷۸۶۵     | ۱۳۸۵/۱۲/۱۴ | بافق    | بافق، کیلومتری ۷۵ جاده بافق، بهاباد، ابتدای جاده فضل‌آباد                                                              | قاجاریه                                                                                                 |
| ۹۹۱  | خانه حاج آخوند                             | ۱۷۸۶۶     | ۱۳۸۵/۱۲/۱۴ | میبد    | میبد، محله بالاده، جنب مسجد ملا حسین                                                                                  | صفویه                                                                                                   |
| ۹۹۲  | خانه علیرضا خان                            | ۱۷۸۶۷     | ۱۳۸۵/۱۲/۱۴ | میبد    | میبد، محله کوچک، کوچه علی‌آباد                                                                                         | صفویه                                                                                                   |
| ۹۹۳  | خانه حاج عباس عسگر                         | ۱۷۸۶۸     | ۱۳۸۵/۱۲/۱۴ | میبد    | میبد، محله فیروزآباد، جنب مجموعه بابک فیروزآباد                                                                       | صفویه                                                                                                   |
| ۹۹۴  | خانه آقایی                                 | ۱۷۸۸۳     | ۱۳۸۵/۱۲/۱۴ | میبد    | میبد، محله میبد بالا، کوچه میدان خواجه                                                                                | صفویه                                                                                                   |
| ۹۹۵  | آب‌انبار ثانی‌آباد                           | ۱۷۸۸۴     | ۱۳۸۵/۱۲/۱۴ | مهریز   | مهریز، بخش مرکزی، دهستان میانکوه، روستای ثانی‌آباد                                                                     | قاجاریه                                                                                                 |
| ۹۹۶  | مسجد منگاباد                               | ۱۷۸۸۵     | ۱۳۸۵/۱۲/۱۴ | مهریز   | مهریز، محله منگاباد، جنب پارک سرو                                                                                     | پهلوی اول                                                                                               |
| ۹۹۷  | آب‌انبار کوچه بندون                         | ۱۷۸۸۶     | ۱۳۸۵/۱۲/۱۴ | یزد     | یزد، بلوار دولت آباد، ک چهار منار                                                                                     | صفویه                                                                                                   |
| ۹۹۸  | آب‌انبار صحرائی خرمشاه                      | ۱۷۸۸۷     | ۱۳۸۵/۱۲/۱۴ | یزد     | یزد، بلوار باهنر، کوچه ولی عصر، پلاک ۲۸                                                                               | اویل پهلوی                                                                                              |
| ۹۹۹  | خانه ایلچی خان                             | ۱۷۸۸۸     | ۱۳۸۵/۱۲/۱۴ | یزد     | یزد، خ امام خمینی، ک نقیب الاشراف، مجاور پلاک ۲۶                                                                      | صفویه                                                                                                   |
| ۱۰۰۰ | آب‌انبار حاج ابوالحسن                       | ۱۷۸۸۹     | ۱۳۸۵/۱۲/۱۴ | میبد    | میبد، بخش مرکزی، دهستان بفروئیه، روستای بفروئیه، بالاتر از مسجد جامع، کوچه شهید موتاب                                 | قاجاریه                                                                                                 |
| ۱۰۰۱ | مسجد پای برج                               | ۱۷۸۹۰     | ۱۳۸۵/۱۲/۱۴ | مهریز   | مهریز، بخش مرکزی، دهستان خورمیز، روستای سریزد                                                                         | قاجاریه                                                                                                 |
| ۱۰۰۲ | برج آسیاب ریگ                              | ۱۷۸۹۱     | ۱۳۸۵/۱۲/۱۴ | مهریز   | مهریز، بغدادآباد، ابتدای خ منتظری                                                                                     | زندیه                                                                                                   |
| ۱۰۰۳ | مسجد جامع ثانی‌آباد                         | ۱۷۸۹۲     | ۱۳۸۵/۱۲/۱۴ | مهریز   | مهریز، بخش مرکزی، دهستان میانکوه، روستای ثانی‌آباد                                                                     | قاجاریه                                                                                                 |
| ۱۰۰۴ | مسجد لرد آسیاب                             | ۱۷۸۹۳     | ۱۳۸۵/۱۲/۱۴ | یزد     | یزد، بلوار بسیج، کوچه طهمورث، بازارچه محله لرد آسیاب                                                                  | قاجاریه                                                                                                 |
| ۱۰۰۵ | آب‌انبار امیرچخماق                          | ۱۷۸۹۴     | ۱۳۸۵/۱۲/۱۴ | یزد     | یزد، خ امام خمینی، میدان امیرچخماق، جنب بازارچه حاجی قنبر                                                             | صفویه                                                                                                   |
| ۱۰۰۶ | خانه وقفی مروج                             | ۱۷۸۹۵     | ۱۳۸۵/۱۲/۱۴ | یزد     | یزد، خ سلمان فارسی، میدان شهداء، ک مسجد امیر چخماق، بن‌بست مروج، پ ۳۰                                                  | افشاریه زندیه                                                                                           |
| ۱۰۰۷ | آب‌انبار شیخ‌نیا                             | ۱۷۸۹۶     | ۱۳۸۵/۱۲/۱۴ | میبد    | میبد، خ هفتم تیر، محله مشایخ، ک شهید کمال جعفریان (شماره ۶)، مجاور پلاک ۵۷                                            | صفویه                                                                                                   |
| ۱۰۰۸ | چاپارخانه عقدا                             | ۱۷۸۹۷     | ۱۳۸۵/۱۲/۱۴ | اردکان  | اردکان، بخش عقدا، دهستان عقدا، خ رباط ابوالقاسم رشتی، جنب رباط اداره پست عقدا                                         | صفویه                                                                                                   |
| ۱۰۰۹ | خانه امینیان                               | ۱۷۸۹۸     | ۱۳۸۵/۱۲/۱۴ | یزد     | یزد، حسن‌آباد مشیر، بلوار مسجد مهدی، کوچه احرامیان، کوچه امینیان                                                       | قاجاریه                                                                                                 |
| ۱۰۱۰ | چاپارخانه سریزد                            | ۱۷۸۹۹     | ۱۳۸۵/۱۲/۱۴ | مهریز   | مهریز، بخش مرکزی، دهستان خورمیز، روستای سر یزد، محله بالای سریزد، جنب مسجد جامع سر یزد                                | زندیه                                                                                                   |
| ۱۰۱۱ | مسجد حاجی قنبر                             | ۱۷۹۰۰     | ۱۳۸۵/۱۲/۱۴ | یزد     | یزد، خیابان امام خمینی، خیابان سلمان فارسی، میدان امیر چخماق، داخل بازارچه، مسجد حاجی قنبر                            | تیموری                                                                                                  |
| ۱۰۱۲ | ساباط جعفر خانی                            | ۱۷۹۰۱     | ۱۳۸۵/۱۲/۱۴ | میبد    | میبد، دهستان بفروئیه، روستای بفروئیه، بالاتر از مسجد جامع، کوچه شهید موتاب (پایگاه شهید چمران)                        | قاجاریه پهلوی                                                                                           |
| ۱۰۱۳ | آب‌انبار خواجه خضر                          | ۱۷۹۰۲     | ۱۳۸۵/۱۲/۱۴ | یزد     | یزد، خ امام خمینی، کوچه خواجه خضر، ابتدای بن‌بست ۱                                                                     | قاجاریه                                                                                                 |
| ۱۰۱۴ | آب‌انبار حاجی محمدرضا                       | ۱۷۹۰۳     | ۱۳۸۵/۱۲/۱۴ | میبد    | میبد، خ هلال احمر، پشت سالن ورزشی هلال احمر، آب انبار حاجی محمدرضا                                                    | قاجاریه                                                                                                 |
| ۱۰۱۵ | خانه اقبال                                 | ۱۸۶۶۲     | ۱۳۸۵/۱۲/۲۸ | اردکان  | اردکان، بلوار آیت‌الله خامنه ای، دربند اقبال                                                                           | قاجاریه                                                                                                 |
| ۱۰۱۶ | خانه حیدری                                 | ۱۸۶۶۳     | ۱۳۸۵/۱۲/۲۸ | ابرکوه  | ابرکوه، بخش مرکزی، دهستان تیرجرد، روستای مدوئیه، نرسیده به تکیه                                                       | اواخر قاجاریه                                                                                           |
| ۱۰۱۷ | خانه محمد حسن محمدعلی                      | ۱۸۶۶۴     | ۱۳۸۵/۱۲/۲۸ | میبد    | میبد، محله میبد بالا                                                                                                  | صفویه                                                                                                   |
| ۱۰۱۸ | خانه صادقیان                               | ۱۸۶۶۵     | ۱۳۸۵/۱۲/۲۸ | یزد     | یزد، خ مهدی، ک فردوس، پلاک ۲۳                                                                                         | قاجاریه                                                                                                 |
| ۱۰۱۹ | خانه کسرا وفاداری                          | ۱۸۶۶۶     | ۱۳۸۵/۱۲/۲۸ | یزد     | یزد، خ کاشانی، روبروی سینما ایران، ک شمس، پلاک ۱۹                                                                     | قاجاریه                                                                                                 |
| ۱۰۲۰ | خانه شفیعی                                 | ۱۸۶۶۷     | ۱۳۸۵/۱۲/۲۸ | اردکان  | اردکان، خ آیت ا… خامنه ای، خ آیت ا… فکور، ک شماره ۵۴۶، بن‌بست شهید عباس پور، پلاک ۳۶ و ۵۵۶                             | اواخر قاجاریه                                                                                           |
| ۱۰۲۱ | خانه محمد دایی زاده                        | ۱۸۶۶۸     | ۱۳۸۵/۱۲/۲۸ | اردکان  | اردکان، کوی خراسانی، کوچه رفیعی، پلاک ۴۳                                                                              | قاجاریه                                                                                                 |
| ۱۰۲۲ | خانه حاج سید حیدر عظیمی                    | ۱۸۶۶۹     | ۱۳۸۵/۱۲/۲۸ | ابرکوه  | یزد، ابرکوه، خ شهید بهشتی، کوچه بازار، جنب تکیه چهارده معصوم                                                          | قاجاریه                                                                                                 |
| ۱۰۲۳ | خانه استاد علی                             | ۱۸۶۷۰     | ۱۳۸۵/۱۲/۲۸ | میبد    | میبد، محله کوچک، کوی علی‌آباد                                                                                          | صفویه                                                                                                   |
| ۱۰۲۴ | خانه نیکپور                                | ۱۸۶۷۱     | ۱۳۸۵/۱۲/۲۸ | یزد     | یزد، خ امام خمینی، ک فهادان، روبروی درمانگاه خیریه حضرت علی‌اصغر                                                       | قاجاریه                                                                                                 |
| ۱۰۲۵ | خانه رقیه دهقانی                           | ۱۸۷۴۶     | ۱۳۸۵/۱۲/۲۸ | میبد    | میبد، محله سربالا فیروزآباد                                                                                           | صفویه                                                                                                   |
| ۱۰۲۶ | خانه عبدالخالق کهفی                        | ۱۸۷۴۷     | ۱۳۸۵/۱۲/۲۸ | اردکان  | اردکان، خ امام خمینی، خ سینا، بن‌بست کهفی، پلاک ۶۴                                                                     | قاجاریه                                                                                                 |
| ۱۰۲۷ | خانه هرندی                                 | ۱۸۷۴۸     | ۱۳۸۵/۱۲/۲۸ | یزد     | یزد، خ امام، ک امامزاده جعفر، ک مشیر، پلاک ۱۳۰                                                                        | قاجاریه                                                                                                 |
| ۱۰۲۸ | آب‌انبار حاج آقا محمد                       | ۱۸۷۴۹     | ۱۳۸۵/۱۲/۲۸ | میبد    | میبد، بخش مرکزی، دهستان بفروئیه، تقاطع کوچه شهید موتاب                                                                | قاجاریه                                                                                                 |
| ۱۰۲۹ | خانه مشیر الممالک                          | ۱۸۷۵۰     | ۱۳۸۵/۱۲/۲۸ | یزد     | یزد، خیابان قیام، کوچه امامزاده جعفر، پلاک ۹۶                                                                         | قاجاریه                                                                                                 |
| ۱۰۳۰ | خانه حسن فتوحی                             | ۱۸۷۵۱     | ۱۳۸۵/۱۲/۲۸ | اردکان  | اردکان، محله چرخاب، کوچه خاتمی (مجد)، پلاک۹۶                                                                          | قاجاریه                                                                                                 |
| ۱۰۳۱ | خانه طبسی‌ها                                | ۱۸۷۵۲     | ۱۳۸۵/۱۲/۲۸ | یزد     | یزد، خ امام خمینی، کوچه ۲۱، روبروی خانه سیگاریها                                                                      | قاجاریه                                                                                                 |
| ۱۰۳۲ | خانه احمد خانی                             | ۱۸۷۵۳     | ۱۳۸۵/۱۲/۲۸ | اردکان  | اردکان، خ شهید قانعی، جنب مسجد جامع اردکان، پلاک ۴۰                                                                   | قرون متاخر اسلامی                                                                                       |
| ۱۰۳۳ | مسجد جامع هنزا                             | ۱۸۷۵۴     | ۱۳۸۵/۱۲/۲۸ | مهریز   | مهریز، بخش مرکزی، دهستان میانکوه، روستای هنزا                                                                         | قرون متاخر اسلامی                                                                                       |
| ۱۰۳۴ | آب‌انبار حاج ابوالقاسم                      | ۱۸۷۵۶     | ۱۳۸۵/۱۲/۲۸ | مهریز   | مهریز، دهستان خورمیز، روستای سریزد، محله بالا، حسینیه پای نخل                                                         | اواخر قاجاریه                                                                                           |
| ۱۰۳۵ | قلعه فیروزآباد                             | ۱۹۰۵۰     | ۱۳۸۶/۰۲/۲۰ | ابرکوه  | ابرکوه، بخش مرکزی، دهستان تیجرد، روستای فیروزآباد                                                                     | اواخر قاجاریه اوایل پهلوی                                                                               |
| ۱۰۳۶ | خانه زندی                                  | ۱۹۰۷۷     | ۱۳۸۶/۰۲/۲۰ | میبد    | میبد، محله کوچک، کوچه علی‌آباد                                                                                         | صفویه                                                                                                   |
| ۱۰۳۷ | کاروانسرای خراسانی                         | ۱۹۰۷۸     | ۱۳۸۶/۰۲/۲۰ | یزد     | یزد، خ سلمان فارسی، کوچه قصابها، کاروانسرای خراسانی                                                                   | قاجاریه                                                                                                 |
| ۱۰۳۸ | خانه مظفر عرب                              | ۱۹۰۷۹     | ۱۳۸۶/۰۲/۲۰ | یزد     | یزد، خ مطهری، ک پشت باغ، جنب تکیه ابوالفضل، پ ۳۶                                                                      | قاجاریه                                                                                                 |
| ۱۰۳۹ | آب‌انبار محمودآباد (یزد)                    | ۱۹۰۸۰     | ۱۳۸۶/۰۲/۲۰ | یزد     | یزد، خ انقلاب، ک شماره ۹۱، مسجد امام جعفر صادق، ک کانون ورزشی سلیمان، پلاک یک شهرداری                                 | پهلوی                                                                                                   |
| ۱۰۴۰ | قلعه تیزک                                  | ۱۹۰۸۱     | ۱۳۸۶/۰۲/۲۰ | ابرکوه  | ابرکوه، بخش مرکزی، دهستان تیجرد، روستای تیزک                                                                          | اوایل قاجاریه                                                                                           |
| ۱۰۴۱ | قلعه بابک                                  | ۱۹۰۸۲     | ۱۳۸۶/۰۲/۲۰ | ابرکوه  | ابرکوه، بخش مرکزی، دهستان تیجرد، روستای احمدآباد                                                                      | اوایل قاجاریه                                                                                           |
| ۱۰۴۲ | کاروانسرای چاه خاور                        | ۱۹۰۸۳     | ۱۳۸۶/۰۲/۲۰ | یزد     | یزد، ۵۵ کیلومتری جاده یزد، بافق، دو کیلومتری سمت چپ جاده، مجاور ریل قطار                                              | صفویه تا پهلوی                                                                                          |
| ۱۰۴۳ | آب‌انبار حاجی حسین عطار                     | ۱۹۰۸۴     | ۱۳۸۶/۰۲/۲۰ | یزد     | یزد، بخش مرکزی، دهستان گرد فرامرز، مجاور جاده قدیم یزد، تهران، روبروی کاروانسرای گرد فرامرز                           | زندیه                                                                                                   |
| ۱۰۴۴ | آب‌انبار قلعه شمسی                          | ۱۹۰۸۵     | ۱۳۸۶/۰۲/۲۰ | اشکذر   | اشکذر، بخش مرکزی، دهستان رستاق، روستای شمسی                                                                           | اوایل قاجاریه                                                                                           |
| ۱۰۴۵ | حمام زنانه کوشکنو                          | ۱۹۰۸۶     | ۱۳۸۶/۰۲/۲۰ | اردکان  | اردکان، محله کوشکنو، گرمابه کوشکنو                                                                                    | صفویه                                                                                                   |
| ۱۰۴۶ | خانه امیر عظیمی                            | ۱۹۰۸۷     | ۱۳۸۶/۰۲/۲۰ | ابرکوه  | ابرکوه، محله درب قلعه، کوچه بین مسجد نوساز و کوچه شهید خوشنوازی، پلاک ۳۸                                              | قاجاریه                                                                                                 |
| ۱۰۴۷ | خانه شحنه‌ای                                | ۱۹۰۹۱     | ۱۳۸۶/۰۲/۲۰ | یزد     | یزد، خ انقلاب، سمت چپ کوچه باغ صندل، بالاتر از مسجد باغ صندل                                                          | قرن ۸ ه‍.ق                                                                                                |
| ۱۰۴۸ | غار اسلامیه                                | ۱۹۰۹۲     | ۱۳۸۶/۰۲/۲۰ | تفت     | تفت، بخش مرکزی، دهستان پیش کوه، روستای اسلامیه، ۳۰ کیلومتری شرق اسلامیه                                               | اشکانی                                                                                                  |
| ۱۰۴۹ | خانه نیک آئین                              | ۱۹۱۸۸     | ۱۳۸۶/۰۳/۰۳ | یزد     | یزد، خ سلمان، جنب پست بانک، ک دربند عسکری، پ۱۸                                                                        | قاجاریه                                                                                                 |
| ۱۰۵۰ | مسجد و حسینیه نصرآباد                      | ۱۹۱۸۹     | ۱۳۸۶/۰۳/۰۳ | تفت     | تفت، بخش مرکزی، دهستان نصرآباد، روستای نصرآباد، خ اصلی، ک مسجد جامع و حسینیه                                          | قاجاریه                                                                                                 |
| ۱۰۵۱ | مسجد سرحوض                                 | ۱۹۱۹۰     | ۱۳۸۶/۰۳/۰۳ | مهریز   | مهریز، محله بیدک، محله سر حوض، روبروی حسینیه مزویرآباد                                                                | قاجاریه                                                                                                 |
| ۱۰۵۲ | آب‌انبار حاجی ابراهیمی                      | ۱۹۱۹۱     | ۱۳۸۶/۰۳/۰۳ | مهریز   | مهریز، محله منگاباد، جنب حسینیه سید الشهداء                                                                           | قاجاریه                                                                                                 |
| ۱۰۵۳ | مازاری سنایی                               | ۱۹۳۲۶     | ۱۳۸۶/۰۵/۰۱ | اردکان  | اردکان، بلوار آیت‌الله خامنه ای، محله کوشکنو                                                                           | قاجاریه                                                                                                 |
| ۱۰۵۴ | گنبدی                                      | ۱۹۸۸۲     | ۱۳۸۶/۰۸/۲۲ | خاتم    | خاتم، بخش مروست، بافت تاریخی شهر مروست                                                                                | دوره میانی اسلامی (ایلخانی)                                                                             |
| ۱۰۵۵ | کاروانسرای طرازآباد                        | ۱۹۸۸۴     | ۱۳۸۶/۰۸/۲۲ | میبد    | میبد، محله طرازآباد، کاروانسرای طرازآباد                                                                              | دوره متاخر اسلامی (قاجار)                                                                               |
| ۱۰۵۶ | کاروانسرای اعلایی                          | ۱۹۸۸۵     | ۱۳۸۶/۰۸/۲۲ | تفت     | تفت، میدان شاه ولی | دوره متاخر اسلامی (اواخر قاجار)                                                                         |
| ۱۰۵۷ | خانه سید علی آقا                           | ۱۹۸۸۶     | ۱۳۸۶/۰۸/۲۲ | ابرکوه  | شهر ابرکوه، میدان امام حسین، خ شهید باهنر، ک بافت قدیم                                                                | دوره متاخر اسلامی (قاجار)                                                                               |
| ۱۰۵۸ | آب‌انبار آروک                               | ۱۹۸۸۷     | ۱۳۸۶/۰۸/۲۲ | یزد     | یزد، بلوار دهه فجر، بلوار استقلال، جنب مسجد محمد رسول‌الله حسن‌آباد                                                     | دوره معاصر (پهلوی)                                                                                      |
| ۱۰۵۹ | آب‌انبار شاه جهان‌آباد                       | ۱۹۸۸۸     | ۱۳۸۶/۰۸/۲۲ | میبد    | میبد، محله شاه جهان‌آباد                                                                                               | دوره متاخر اسلامی (قاجار)                                                                               |
| ۱۰۶۰ | حسینیه کسنویه                              | ۱۹۸۸۹     | ۱۳۸۶/۰۸/۲۲ | یزد     | یزد، خ انقلاب، کوچه کسنویه، کوچه عروه الوثقی                                                                          | دوره متاخر اسلامی (صفویه)                                                                               |
| ۱۰۶۱ | خانه وقفی                                  | ۱۹۸۹۰     | ۱۳۸۶/۰۸/۲۲ | خاتم    | خاتم، بخش مرکزی، شهر مروست، مقابل مسجد جامع                                                                           | دوره متاخر اسلامی (صفوی)                                                                                |
| ۱۰۶۲ | مسجد جامع اسلامیه                          | ۱۹۸۹۲     | ۱۳۸۶/۰۸/۲۲ | تفت     | تفت، بخش مرکزی، دهستان پیشکوه، روستای اسلامیه، محور تاریخی                                                            | دوره متاخر اسلامی (قاجار)                                                                               |
| ۱۰۶۳ | سرداب فتح‌آباد                              | ۱۹۸۹۳     | ۱۳۸۶/۰۸/۲۲ | ابرکوه  | شهر ابرکوه، صحرای فتح‌آباد، سرداب فتح‌آباد                                                                              | دوره متاخر اسلامی (قاجار)                                                                               |
| ۱۰۶۴ | مسجد شریفی                                 | ۱۹۸۹۴     | ۱۳۸۶/۰۸/۲۲ | ابرکوه  | شهر ابرکوه، محله دروازه میدان                                                                                         | دوره متاخر اسلامی (اواخر قاجار)                                                                         |
| ۱۰۶۵ | مسجد آقا عظیمی                             | ۱۹۸۹۵     | ۱۳۸۶/۰۸/۲۲ | مهریز   | مهریز، محله بغدادآباد، محله لاوری                                                                                     | دوره معاصر (پهلوی)                                                                                      |
| ۱۰۶۶ | قلعه سروعلیا                               | ۱۹۸۹۶     | ۱۳۸۶/۰۸/۲۲ | اردکان  | اردکان، بخش عقدا، دهستان نارستان، روستای سروعلیا                                                                      | دوره متاخر اسلامی                                                                                       |
| ۱۰۶۷ | سرداب مجیرآباد                             | ۱۹۸۹۷     | ۱۳۸۶/۰۸/۲۲ | ابرکوه  | ابرکوه، بخش بهمن، دهستان مهرآباد، روستای شهرآباد، صحرای مجیرآباد                                                      | دوره متاخر اسلامی (قاجار)                                                                               |
| ۱۰۶۸ | خانه خان بهادر                             | ۱۹۸۹۸     | ۱۳۸۶/۰۸/۲۲ | یزد     | یزد، خ سلمان، کوچه گازرگاه                                                                                            | دوره متاخر اسلامی                                                                                       |
| ۱۰۶۹ | قلعه جعفرآباد                              | ۱۹۸۹۹     | ۱۳۸۶/۰۸/۲۲ | مهریز   | مهریز، بخش مرکزی، دهستان میانکوه، روستای طزنج                                                                         | دوره متاخر اسلامی (زندیه)                                                                               |
| ۱۰۷۰ | مسجد رضا عبدالله                           | ۱۹۹۰۰     | ۱۳۸۶/۰۸/۲۲ | ابرکوه  | شهر ابرکوه، محله دروازه میدان                                                                                         | دوره متاخر اسلامی (قاجار)                                                                               |
| ۱۰۷۱ | آب‌انبار برخوردار                           | ۱۹۹۰۱     | ۱۳۸۶/۰۸/۲۲ | یزد     | یزد، خ سلمان، ک مکتب الزهرا                                                                                           | دوره متاخر اسلامی (قاجار)                                                                               |
| ۱۰۷۲ | حسینیه حسن شتر                             | ۱۹۹۰۲     | ۱۳۸۶/۰۸/۲۲ | یزد     | یزد، خ انقلاب، ک شیخداد، ک اول سمت راست، حسینیه حسن شتر                                                               | دوره متاخر اسلامی (قاجار)                                                                               |
| ۱۰۷۳ | قلعه ده عسگر                               | ۱۹۹۰۳     | ۱۳۸۶/۰۸/۲۲ | بافق    | بافق، بخش بهاباد، دهستان آسفیج، روستای ده عسکر، کوچه عبداللهی، قلعه ده عسکر                                           | دوره متاخر اسلامی (قاجار)                                                                               |
| ۱۰۷۴ | کاروانسرای اله‌آباد                         | ۱۹۹۰۴     | ۱۳۸۶/۰۸/۲۲ | اردکان  | اردکان، بخش خرانق، دهستان اله‌آباد، روستای اله‌آباد                                                                     | دوره متاخر اسلامی (قاجار)                                                                               |
| ۱۰۷۵ | آب‌انبار حسن‌آباد                            | ۱۹۹۰۵     | ۱۳۸۶/۰۸/۲۲ | یزد     | یزد،انتهای بلوار امام رضا، تقاطع کوچه سرچشمه، جنب مسجد امام حسین                                                      | دوره متاخر اسلامی (قاجار)                                                                               |
| ۱۰۷۶ | کاروانسرای زیرو                            | ۱۹۹۰۶     | ۱۳۸۶/۰۸/۲۲ | اردکان  | اردکان، کیلومتری ۱۲۵ جاده یزد، مشهد، غرب جاده، مجموعه ریزو                                                            | دوره متاخر اسلامی (صفویه)                                                                               |
| ۱۰۷۷ | قلعه سنی                                   | ۱۹۹۰۷     | ۱۳۸۶/۰۸/۲۲ | ابرکوه  | شهر ابرکوه، بخش مرکزی، محله بنادان، صحرای سنی                                                                         | دوره متاخر اسلامی (قاجار)                                                                               |
| ۱۰۷۸ | خانه اسماعیل خانی                          | ۱۹۹۰۸     | ۱۳۸۶/۰۸/۲۲ | ابرکوه  | ابرکوه، بخش بهمن، شهر مهردشت، محله مهرآباد، کوچه روبروی تکیه علی‌اصغر                                                  | دوره متاخر اسلامی (قاجار)                                                                               |
| ۱۰۷۹ | مسجد و حسینیه ملاجعفر                      | ۱۹۹۰۹     | ۱۳۸۶/۰۸/۲۲ | یزد     | یزد، محله گردفرامرز، کوچه اصلی                                                                                        | دوره متاخر اسلامی (قاجار)                                                                               |
| ۱۰۸۰ | بازارچه خراسانی                            | ۱۹۹۱۰     | ۱۳۸۶/۰۸/۲۲ | یزد     | یزد، خ سلمان فارسی، کوی قصابها، بازارچه خراسانی                                                                       | دوره متاخر اسلامی (اواخر قاجار)                                                                         |
| ۱۰۸۱ | مسجد جامع احمد                             | ۱۹۹۱۱     | ۱۳۸۶/۰۸/۲۲ | خاتم    | خاتم، بخش مروست، دهستان هرابرجان، روستای ترکان                                                                        | دوره متاخر اسلامی (قاجار)                                                                               |
| ۱۰۸۲ | قلعه هفتهر                                 | ۱۹۹۱۲     | ۱۳۸۶/۰۸/۲۲ | اشکذر   | اشکذر، بخش خضرآباد، دهستان ندوشن، روستای هفتهر                                                                        | دوره متاخر (صفویه)                                                                                      |
| ۱۰۸۳ | کوه نقارخانه                               | ۱۹۹۱۳     | ۱۳۸۶/۰۸/۲۲ | خاتم    | خاتم، بخش مروست، شهر مروست                                                                                            | دوره متاخر اسلامی (زندیه)                                                                               |
| ۱۰۸۴ | حسینیه سورک                                | ۱۹۹۱۴     | ۱۳۸۶/۰۸/۲۲ | اشکذر   | اشکذر، بخش خضرآباد، دهستان سورک، روستای سورک                                                                          | دوره متاخر (قاجار)                                                                                      |
| ۱۰۸۵ | حمام توده                                  | ۱۹۹۱۵     | ۱۳۸۶/۰۸/۲۲ | اشکذر   | اشکذر، بخش خضرآباد، شهر ندوشن، محله توده                                                                              | دوره میانی اسلامی (قرن هشتم)                                                                            |
| ۱۰۸۶ | مسجد زهرائی                                | ۱۹۹۱۶     | ۱۳۸۶/۰۸/۲۲ | ابرکوه  | شهر ابرکوه، محله دروازه میدان                                                                                         | دوره متاخر اسلامی (قاجار)                                                                               |
| ۱۰۸۷ | قلعه الله‌آباد                              | ۱۹۹۱۷     | ۱۳۸۶/۰۸/۲۲ | اردکان  | اردکان، بخش خرانق، دهستان اله‌آباد، روستای اله‌آباد                                                                     | دوره متاخر اسلامی (صفویه)                                                                               |
| ۱۰۸۸ | آب‌انبار مزرعه کلانتر                       | ۱۹۹۱۹     | ۱۳۸۶/۰۸/۲۲ | میبد    | میبد، کیلومتری ۸ جاده میبد، یزد، ابتدای ورود به مزرعه کلانتر                                                          | ۱۳۱۲ ش                                                                                                  |
| ۱۰۸۹ | برج اداره                                  | ۱۹۹۲۰     | ۱۳۸۶/۰۸/۲۲ | خاتم    | خاتم، بخش مروست، دهستان هرابرجان، روستای هرابرجان                                                                     | افشاریه زندیه                                                                                           |
| ۱۰۹۰ | آتشکده چم                                  | ۱۹۹۸۸     | ۱۳۸۶/۰۸/۲۲ | تفت     | تفت، بخش مرکزی، روستای چم                                                                                             | قرون متأخر اسلامی                                                                                       |
| ۱۰۹۱ | قلعه سیدآباد                               | ۱۹۹۸۹     | ۱۳۸۶/۰۸/۲۲ | خاتم    | خاتم، بخش مروست، شهر مروست، مزرعه سیدآباد                                                                             | قاجاریه                                                                                                 |
| ۱۰۹۲ | برج حاجی ملا زینل                          | ۱۹۹۹۴     | ۱۳۸۶/۰۸/۲۲ | بافق    | بافق، بخش بهاباد، دهستان آسفیج، روستای ده عسگر، برج حاجی ملا زینل                                                     | قاجاریه                                                                                                 |
| ۱۰۹۳ | قلعه احمدآباد                              | ۱۹۹۹۵     | ۱۳۸۶/۰۸/۲۲ | ابرکوه  | ابرکوه، بخش مرکزی، دهستان تیرجرد، روستای احمدآباد، قلعه احمدآباد                                                      | قاجاریه                                                                                                 |
| ۱۰۹۴ | خانه رستم بلیوانی                          | ۲۰۱۴۲     | ۱۳۸۶/۰۸/۲۲ | اردکان  | اردکان، شریف‌آباد، کوچه شهید مروتی، پلاک ۳۱                                                                            | اواخر قاجار                                                                                             |
| ۱۰۹۵ | برج نصرالله                                | ۲۰۴۶۳     | ۱۳۸۶/۱۰/۱۲ | خاتم    | خاتم، بخش مروست، دهستان هرابرجان، روستای ترکان، محله علی ملا علی‌ها                                                    | افشاریه زندیه                                                                                           |
| ۱۰۹۶ | آب‌انبار مجد العلماء                        | ۲۰۴۶۵     | ۱۳۸۶/۱۰/۱۲ | اردکان  | اردکان، محله چرخاب، ابتدای کوچه مجد (خاتمی)، آب انبار مجد العلماء                                                     | قاجاریه                                                                                                 |
| ۱۰۹۷ | آب‌انبار سلطان                              | ۲۰۴۶۶     | ۱۳۸۶/۱۰/۱۲ | اردکان  | اردکان، محله چرخاب، آب انبار سلطان                                                                                    | قاجاریه                                                                                                 |
| ۱۰۹۸ | حسینیه میان ده ترکان                       | ۲۰۴۶۷     | ۱۳۸۶/۱۰/۱۲ | خاتم    | خاتم، بخش مروست، دهستان هرابرجان، روستای ترکان، محله وسط (میان ده)                                                    | قاجاریه                                                                                                 |
| ۱۰۹۹ | قلعه باغ تیرجرد                            | ۲۰۴۶۸     | ۱۳۸۶/۱۰/۱۲ | ابرکوه  | ابرکوه، بخش مرکزی، دهستان تیجرد، روستای فیروزآباد                                                                     | قاجاریه                                                                                                 |
| ۱۱۰۰ | مسجد جلال                                  | ۲۰۴۶۹     | ۱۳۸۶/۱۰/۱۲ | خاتم    | خاتم، بخش مروست، دهستان هرابرجان، بافت قدیم روستای ترکان، محله حاجی علی‌ها                                             | صفویه                                                                                                   |
| ۱۱۰۱ | مسجد کربلائی محمدهاشم                      | ۲۰۴۷۰     | ۱۳۸۶/۱۰/۱۲ | خاتم    | خاتم، بخش مروست، دهستان هرابرجان، روستای ترکان                                                                        | پهلوی دوم                                                                                               |
| ۱۱۰۲ | خانه رسولی‌ها                               | ۲۰۴۷۱     | ۱۳۸۶/۱۰/۱۲ | خاتم    | خاتم، بخش مرکزی، دهستان فتح‌آباد، روستای فتح‌آباد                                                                       | قاجاریه                                                                                                 |
| ۱۱۰۳ | کاروانسرای شعبه                            | ۲۰۴۷۲     | ۱۳۸۶/۱۰/۱۲ | خاتم    | خاتم، بخش مروست، شهر مروست، کنار قلعه تاریخی مروست                                                                    | صفویه                                                                                                   |
| ۱۱۰۴ | قلعه اردی                                  | ۲۰۴۷۳     | ۱۳۸۶/۱۰/۱۲ | ابرکوه  | ابرکوه، بخش بهمن، شهر مهردشت، محله اردی                                                                               | قاجاریه                                                                                                 |
| ۱۱۰۵ | خانه شهید منتظر قائم                       | ۲۱۲۴۲     | ۱۳۸۶/۱۲/۰۷ | یزد     | یزد، خ شهید منتظر قائم، کوی اکبرآباد، نرسیده به چهارراه، ک سمت چپ، بن‌بست هفتم                                         | قرون متاخر اسلامی                                                                                       |
| ۱۱۰۶ | آب‌انبار جنت‌آباد                            | ۲۱۶۸۴     | ۱۳۸۶/۱۲/۰۷ | اردکان  | اردکان، جاده سنتو، خیابان عباسی                                                                                       | پهلوی                                                                                                   |
| ۱۱۰۷ | آب‌انبار توت                                | ۲۱۶۸۵     | ۱۳۸۶/۱۲/۰۷ | اردکان  | اردکان، بخش خرانق، دهستان زرین، روستای توت                                                                            | پهلوی                                                                                                   |
| ۱۱۰۸ | مسجد سید حسین                              | ۲۱۶۸۶     | ۱۳۸۶/۱۲/۰۷ | ابرکوه  | شهر ابرکوه، میدان امام حسین، خ شهید باهنر، کوچه بافت قدیم، جنب حسینیه دروازه میدان                                    | قاجاریه                                                                                                 |
| ۱۱۰۹ | دربند عظیمی                                | ۲۱۶۸۷     | ۱۳۸۶/۱۲/۰۷ | ابرکوه  | شهر ابرکوه، بافت قدیم محله درب قلعه، حسینیه درب قلعه، کوچه علی محمد حسینیان                                           | قاجاریه                                                                                                 |
| ۱۱۱۰ | قلعه چاه نو                                | ۲۱۶۸۸     | ۱۳۸۶/۱۲/۰۷ | اردکان  | اردکان، بخش عقدا، دهستان عقدا، کیلومتری ۱۷ جاده نائین، مجموعه چاه                                                     | افشاریه تا قاجاریه                                                                                      |
| ۱۱۱۱ | آرامگاه پیرچراغ                            | ۲۱۶۸۹     | ۱۳۸۶/۱۲/۰۷ | میبد    | میبد، محله بیده | قاجاریه                                                                                                 |
| ۱۱۱۲ | آب‌انبار خانم جان                           | ۲۱۶۹۰     | ۱۳۸۶/۱۲/۰۷ | اشکذر   | اشکذر، بخش مرکزی، دهستان رستاق، روستای عزآباد                                                                         | پهلوی                                                                                                   |
| ۱۱۱۳ | آب‌انبار شماره یک چاه نو                    | ۲۱۶۹۱     | ۱۳۸۶/۱۲/۰۷ | اردکان  | اردکان، بخش عقدا، دهستان عقدا، کیلومتری ۱۰جاده نائین، مجموعه چاه نو                                                   | تیموری                                                                                                  |
| ۱۱۱۴ | آب‌انبار فخرآباد                            | ۲۱۶۹۲     | ۱۳۸۶/۱۲/۰۷ | مهریز   | مهریز، بخش مرکزی، دهستان ارنان، روستای فخرآباد                                                                        | قاجاریه                                                                                                 |
| ۱۱۱۵ | چاپارخانه همت‌آباد                          | ۲۱۶۹۳     | ۱۳۸۶/۱۲/۰۷ | اشکذر   | اشکذر، بخش مرکزی، دهستان رستاق، روستای همت‌آباد                                                                        | زندیه                                                                                                   |
| ۱۱۱۶ | مسجد سر پل خواجه                           | ۲۱۶۹۴     | ۱۳۸۶/۱۲/۰۷ | اشکذر   | اشکذر، بخش خضرآباد، شهر ندوشن، محله قلعه                                                                              | سال ۱۰۱۹ ه‍.ق                                                                                             |
| ۱۱۱۷ | تکیه سرپل خواجه                            | ۲۱۶۹۵     | ۱۳۸۶/۱۲/۰۷ | اشکذر   | اشکذر، بخش خضرآباد، شهر ندوشن، محله قلعه                                                                              | صفویه                                                                                                   |
| ۱۱۱۸ | قلعه مهدی‌آباد                              | ۲۱۶۹۷     | ۱۳۸۶/۱۲/۰۷ | یزد     | یزد، خ کاشانی، کوچه مرتاض، کوچه قلعه                                                                                  | قاجاریه                                                                                                 |
| ۱۱۱۹ | حمام اسلام منشاد                           | ۲۱۶۹۹     | ۱۳۸۶/۱۲/۰۷ | مهریز   | مهریز، بخش مرکزی، دهستان میانکوه = روستای منشاد                                                                       | ایلخانی                                                                                                 |
| ۱۱۲۰ | حسینیه هفتهر                               | ۲۱۷۰۰     | ۱۳۸۶/۱۲/۰۷ | اشکذر   | اشکذر، بخش خضرآباد، دهستان هفتهر، روستای هفتهر                                                                        | قاجاریه                                                                                                 |
| ۱۱۲۱ | آب‌انبار باغ گندم                           | ۲۱۷۰۱     | ۱۳۸۶/۱۲/۰۷ | یزد     | یزد، بخش مرکزی، روبروی مسجد جامع باغ گندم                                                                             | صفویه                                                                                                   |
| ۱۱۲۲ | مسجد هاشم‌آباد                              | ۲۱۷۰۲     | ۱۳۸۶/۱۲/۰۷ | خاتم    | خاتم، بخش مرکزی، دهستان فتح‌آباد، روستای هاشم‌آباد                                                                      | قاجاریه                                                                                                 |
| ۱۱۲۳ | مسجد رحمت‌آباد                              | ۲۱۷۰۳     | ۱۳۸۶/۱۲/۰۷ | خاتم    | خاتم، بخش مرکزی، دهستان فتح‌آباد، روستای رحمت‌آباد                                                                      | پهلوی                                                                                                   |
| ۱۱۲۴ | آرامگاه حافظ جمال                          | ۲۱۷۰۴     | ۱۳۸۶/۱۲/۰۷ | میبد    | میبد، بخش مرکزی، دهستان شهداء، روستای رکن‌آباد                                                                         | قرن ۱۰ ه‍.ق                                                                                               |
| ۱۱۲۵ | آب‌انبار سرحوض                              | ۲۱۷۰۵     | ۱۳۸۶/۱۲/۰۷ | اشکذر   | اشکذر، بخش مرکزی، دهستان رستاق، روستای عزآباد                                                                         | زندیه تا قاجاریه                                                                                        |
| ۱۱۲۶ | مسجد جامع رضوانشهر                         | ۲۱۷۰۶     | ۱۳۸۶/۱۲/۰۷ | اشکذر   | اشکذر، بخش مرکزی، دهستان رستاق، روستای رضوانشهر                                                                       | اواخر قاجاریه                                                                                           |
| ۱۱۲۷ | قلعه عزآباد                                | ۲۱۷۰۷     | ۱۳۸۶/۱۲/۰۷ | اشکذر   | اشکذر، بخش مرکزی، دهستان رستاق، روستای عزآباد                                                                         | افشاریه                                                                                                 |
| ۱۱۲۸ | آسیاب کچلک                                 | ۲۱۷۰۸     | ۱۳۸۶/۱۲/۰۷ | میبد    | میبد، بخش مرکزی، دهستان بفروئیه، روستای حسن‌آباد                                                                       | قاجاریه                                                                                                 |
| ۱۱۲۹ | آب‌انبار قلعه                               | ۲۱۷۰۹     | ۱۳۸۶/۱۲/۰۷ | بافق    | بافق، خ شهید محمد تقی بافقی، محله قلعه                                                                                | قاجاریه                                                                                                 |
| ۱۱۳۰ | قلعه رکن‌آباد                               | ۲۱۷۱۰     | ۱۳۸۶/۱۲/۰۷ | ابرکوه  | شهر ابرکوه، صحرای رکن‌آباد                                                                                             | قاجاریه                                                                                                 |
| ۱۱۳۱ | حمام حسن‌آباد                               | ۲۱۷۱۲     | ۱۳۸۶/۱۲/۰۷ | اشکذر   | اشکذر، بخش خضرآباد، دهستان ندوشن، روستای حسن‌آباد                                                                      | قاجاریه                                                                                                 |
| ۱۱۳۲ | مسجد جامع هفتهر                            | ۲۱۷۱۳     | ۱۳۸۶/۱۲/۰۷ | اشکذر   | اشکذر، بخش خضرآباد، دهستان ندوشن، روستای هفتهر                                                                        | صفویه                                                                                                   |
| ۱۱۳۳ | هشتی حسینیه علیا                           | ۲۱۷۱۴     | ۱۳۸۶/۱۲/۰۷ | اشکذر   | شهر ندوشن، محله علیا، حسینیه علیا                                                                                     | قاجاریه                                                                                                 |
| ۱۱۳۴ | قلعه اردان                                 | ۲۱۷۱۵     | ۱۳۸۶/۱۲/۰۷ | تفت     | تفت، بخش مرکزی، دهستان دهشیر، روستای اردان                                                                            | قرون میانه اسلامی                                                                                       |
| ۱۱۳۵ | برج دوست                                   | ۲۲۱۰۵     | ۱۳۸۶/۱۲/۲۶ | اشکذر   | اشکذر، بخش خضرآباد، شهر ندوشن، محله جولان                                                                             | اواخر صفویه                                                                                             |
| ۱۱۳۶ | قلعه حسین‌آباد هرات                         | ۲۲۱۰۶     | ۱۳۸۶/۱۲/۲۶ | خاتم    | خاتم، بخش مرکزی، دهستان فتح‌آباد، روستای حسین‌آباد                                                                      | قاجاریه                                                                                                 |
| ۱۱۳۷ | محوطه چاهک                                 | ۲۲۱۰۷     | ۱۳۸۶/۱۲/۲۶ | خاتم    | خاتم، بخش مرکزی، دهستان چاهک، جنوب و جنوب شرقی روستای چاهک                                                            | صفویه                                                                                                   |
| ۱۱۳۸ | زندان شهربانی                              | ۲۲۱۰۸     | ۱۳۸۶/۱۲/۲۶ | یزد     | یزد، خ امام خمینی، خ شهید ابراهیمی، روبروی سازمان میراث فرهنگی، صنایع دستی و گردشگری یزد                              | پهلوی                                                                                                   |
| ۱۱۳۹ | کاروانسرای گودرزی                          | ۲۲۱۰۹     | ۱۳۸۶/۱۲/۲۶ | یزد     | یزد، بخش زارج، شهر زارج، محله اله‌آباد                                                                                 | قاجاریه                                                                                                 |
| ۱۱۴۰ | قلعه‌هارونی                                 | ۲۲۱۱۰     | ۱۳۸۶/۱۲/۲۶ | ابرکوه  | ابرکوه، بخش بهمن، دهستان اسفندار، روستای هارونی                                                                       | ساسانی                                                                                                  |
| ۱۱۴۱ | آب‌انبار حاجی خدیجه                         | ۲۲۱۱۱     | ۱۳۸۶/۱۲/۲۶ | اردکان  | اردکان، محله قملاق | پهلوی                                                                                                   |
| ۱۱۴۲ | آب‌انبار چاه ریگ                            | ۲۲۱۱۲     | ۱۳۸۶/۱۲/۲۶ | اردکان  | اردکان، محدوده چاه ریگ                                                                                                | صفویه                                                                                                   |
| ۱۱۴۳ | کاروانسرای توت                             | ۲۲۱۱۳     | ۱۳۸۶/۱۲/۲۶ | اردکان  | اردکان، بخش خرانق، دهستان زرین، روستای توت                                                                            | قاجاریه                                                                                                 |
| ۱۱۴۴ | آب‌انبار حاج میر حسین                       | ۲۲۱۱۴     | ۱۳۸۶/۱۲/۲۶ | اردکان  | اردکان، صدرآباد، جنب دبیرستان شاکر                                                                                    | پهلوی                                                                                                   |
| ۱۱۴۵ | قلعه بدافت                                 | ۲۲۱۱۵     | ۱۳۸۶/۱۲/۲۶ | ابرکوه  | ابرکوه، بخش بهمن، دهستان مهرآباد، روستای بدافت                                                                        | ساسانی                                                                                                  |
| ۱۱۴۶ | خانه اسدخان                                | ۲۲۱۱۶     | ۱۳۸۶/۱۲/۲۶ | ابرکوه  | ابرکوه، بخش بهمن، دهستان مهرآباد، روستای مهرآباد                                                                      | پهلوی                                                                                                   |
| ۱۱۴۷ | آب‌انبار علی حاجی غلام                      | ۲۲۱۱۷     | ۱۳۸۶/۱۲/۲۶ | اردکان  | اردکان، روبروی قبرستان                                                                                                | قاجاریه                                                                                                 |
| ۱۱۴۸ | آب‌انبار کهنه                               | ۲۲۱۱۸     | ۱۳۸۶/۱۲/۲۶ | اردکان  | اردکان، بلوار آیت ا… خامنه ای، خ میرداماد، ک برج علی بیگ                                                              | قاجاریه تا پهلوی                                                                                        |
| ۱۱۴۹ | آب‌انبار حوض گور                            | ۲۲۱۱۹     | ۱۳۸۶/۱۲/۲۶ | اردکان  | اردکان، محدوده رباط گور                                                                                               | قاجاریه                                                                                                 |
| ۱۱۵۰ | آب‌انبار هفتهر                              | ۲۲۱۲۰     | ۱۳۸۶/۱۲/۲۶ | اشکذر   | اشکذر، بخش خضرآباد، دهستان ندوشن، روستای هفتهر                                                                        | قاجاریه                                                                                                 |
| ۱۱۵۱ | آب‌انبار جلیل آقا                           | ۲۲۱۲۱     | ۱۳۸۶/۱۲/۲۶ | اردکان  | اردکان، خیابان سعدی                                                                                                   | پهلوی                                                                                                   |
| ۱۱۵۲ | آب‌انبار فاطمه رحمانی                       | ۲۲۱۲۲     | ۱۳۸۶/۱۲/۲۶ | اشکذر   | اشکذر، بخش مرکز ی، دهستان رستاق، روستای ابراهیم‌آباد                                                                   | صفویه تا افشاریه                                                                                        |
| ۱۱۵۳ | حسینیه سفلی                                | ۲۲۱۲۳     | ۱۳۸۶/۱۲/۲۶ | اردکان  | اردکان، بخش عقدا، دهستان عقدا، روستای هفتادر، محله سفلی                                                               | قاجاریه                                                                                                 |
| ۱۱۵۴ | آب‌انبار ملاقدیری                           | ۲۲۱۲۴     | ۱۳۸۶/۱۲/۲۶ | مهریز   | مهریز، محله بغدادآباد، خ منتظری، ک شهید لجه، جنب مسجد ملا قدیری                                                       | پهلوی                                                                                                   |
| ۱۱۵۵ | حسینیه مزرعه نو                            | ۲۲۱۲۵     | ۱۳۸۶/۱۲/۲۶ | اردکان  | اردکان، بخش عقدا، دهستان نارستان، روستای مزرعه نو                                                                     | قاجاریه                                                                                                 |
| ۱۱۵۶ | مسجد حاج جمال                              | ۲۲۱۲۶     | ۱۳۸۶/۱۲/۲۶ | ابرکوه  | ابرکوه، بخش بهمن، شهر مهردشت، محله اردی                                                                               | قاجاریه                                                                                                 |
| ۱۱۵۷ | مسجد سرحوض                                 | ۲۲۱۲۷     | ۱۳۸۶/۱۲/۲۶ | اشکذر   | اشکذر، بخش مرکزی، دهستان رستاق، روستای عزآباد                                                                         | زندیه تا قاجاریه                                                                                        |
| ۱۱۵۸ | مسجد کچیب                                  | ۲۲۱۲۸     | ۱۳۸۶/۱۲/۲۶ | اردکان  | اردکان، بلوار آیت ا… خامنه ای، کوچه دبیرستان آیت ا… خاتمی                                                             | صفویه                                                                                                   |
| ۱۱۵۹ | مسجد علی بن ابی‌طالب (مهریز)                | ۲۲۱۲۹     | ۱۳۸۶/۱۲/۲۶ | مهریز   | مهریز، بغدادآباد، محله حمام میان، مسجد علی ابن ابیطالب                                                                | قاجاریه                                                                                                 |
| ۱۱۶۰ | آرامگاه خسروآباد                           | ۲۲۱۳۱     | ۱۳۸۶/۱۲/۲۶ | یزد     | یزد، بخش مرکزی، دهستان نخلستان، روستای خسروآباد                                                                       | سلجوقی                                                                                                  |
| ۱۱۶۱ | آب‌انبار محله بالا بفروئیه                  | ۲۲۱۳۳     | ۱۳۸۶/۱۲/۲۶ | میبد    | میبد، بخش مرکزی، دهستان بفروئیه، روستای بفروئیه، محله بالا، چهار راه گلزار، ک مدرسه شهید رحیمی، ک نماز                | قاجاریه                                                                                                 |
| ۱۱۶۲ | آرامگاه شریف السادات                       | ۲۲۱۳۴     | ۱۳۸۶/۱۲/۲۶ | خاتم    | خاتم، بخش مروست، دهستان هرابرجان، روستای ترکان                                                                        | پهلوی                                                                                                   |
| ۱۱۶۳ | آسیاب‌آبی توده                              | ۲۲۱۳۵     | ۱۳۸۶/۱۲/۲۶ | اشکذر   | شهر ندوشن، محله علیا                                                                                                  | ایلخانی                                                                                                 |
| ۱۱۶۴ | تپه آسنکلانی                               | ۲۲۱۳۶     | ۱۳۸۶/۱۲/۲۶ | اشکذر   | ندوشن، بخش خضرآباد، دو کیلومتری شمال غربی شهر ندوشن                                                                   | تاریخی                                                                                                  |
| ۱۱۶۵ | مقبره اعلاء                                | ۲۲۱۳۷     | ۱۳۸۶/۱۲/۲۶ | ابرکوه  | ابرکوه، بخش مرکزی، دهستان تیجرد، روستای فیروزآباد                                                                     | قرن ۸ ق                                                                                                 |
| ۱۱۶۶ | خانه کریمی                                 | ۲۲۷۵۵     | ۱۳۸۶/۱۲/۲۸ | ابرکوه  | شهر ابرکوه، محله درب قلعه، ک شهید میر بقائی، پ ۶                                                                      | قاجاریه                                                                                                 |
| ۱۱۶۷ | کوشک اسفندیار خان                          | ۲۲۷۵۶     | ۱۳۸۶/۱۲/۲۸ | ابرکوه  | ابرکوه، بخش مرکز ی، دهستان تیرجرد، روستای فیروزآباد                                                                   | پهلوی اول                                                                                               |
| ۱۱۶۸ | خانه میرزا احمد دهقان                      | ۲۲۷۵۸     | ۱۳۸۶/۱۲/۲۸ | خاتم    | خاتم، بخش مروست، شهر مروست، بافت تاریخی مروست، محله دهقانی‌ها                                                          | قاجاریه و صفویه                                                                                         |
| ۱۱۶۹ | کوشک عزت‌آباد                               | ۲۲۷۵۹     | ۱۳۸۶/۱۲/۲۸ | ابرکوه  | شهر ابرکوه، داخل شهر                                                                                                  | پهلوی اول                                                                                               |
| ۱۱۷۰ | خانه‌هادیها                                 | ۲۲۷۶۰     | ۱۳۸۶/۱۲/۲۸ | اشکذر   | اشکذر، بخش خضرآباد، شهر ندوشن، محله فرداب                                                                             | صفویه                                                                                                   |
| ۱۱۷۱ | باغ شاه عباسی                              | ۲۲۷۶۱     | ۱۳۸۶/۱۲/۲۸ | یزد     | یزد، بخش مرکزی، شهر شاهدیه، خیابان وحدت شمالی                                                                         | قاجاریه                                                                                                 |
| ۱۱۷۲ | کوشک دولت‌آباد                              | ۲۲۷۶۳     | ۱۳۸۶/۱۲/۲۸ | ابرکوه  | شهر ابرکوه، داخل شهر                                                                                                  | پهلوی اول                                                                                               |
| ۱۱۷۳ | خانه حمید عزیزی                            | ۲۲۷۶۴     | ۱۳۸۶/۱۲/۲۸ | ابرکوه  | شهر ابرکوه، محله درب قلعه، خ شهید حسن اکرمی                                                                           | قاجاریه                                                                                                 |
| ۱۱۷۴ | خانه حاج مرتضی روحی                        | ۲۲۷۶۵     | ۱۳۸۶/۱۲/۲۸ | ابرکوه  | شهر ابرکوه، خ بهشتی، محله بازار، جنب زمین معروف به مدرسه اکبری، پلاک ۳۷                                               | قاجاریه                                                                                                 |
| ۱۱۷۵ | خانه داد                                   | ۲۲۷۶۶     | ۱۳۸۶/۱۲/۲۸ | تفت     | تفت، محله غیاث‌آباد | پهلوی                                                                                                   |
| ۱۱۷۶ | خانه جندقی                                 | ۲۲۷۶۸     | ۱۳۸۶/۱۲/۲۸ | یزد     | یزد، خ سلمان فارسی، بن‌بست در بند عسکری، پلاک ۸                                                                        | اواخر قاجاریه                                                                                           |
| ۱۱۷۷ | خانه و دربند دکتر قوه                      | ۲۲۷۶۹     | ۱۳۸۶/۱۲/۲۸ | اشکذر   | اشکذر، بخش خضرآباد، شهر ندوشن، محله سودک،انتهای دربند قوه                                                             | قاجاریه                                                                                                 |
| ۱۱۷۸ | خانه دکتر حجت                              | ۲۲۷۷۰     | ۱۳۸۶/۱۲/۲۸ | یزد     | یزد، خ امام خمینی، ک ۱۹، مسجد گازرگاه، پ ۳۰                                                                           | صفویه قاجاریه                                                                                           |
| ۱۱۷۹ | خانه تقوی                                  | ۲۲۷۷۱     | ۱۳۸۶/۱۲/۲۸ | اشکذر   | اشکذر، بخش خضرآباد، شهر ندوشن، محله فرداب                                                                             | صفویه                                                                                                   |
| ۱۱۸۰ | خانه و ساباط حاجی محمدباقر                 | ۲۲۷۷۲     | ۱۳۸۶/۱۲/۲۸ | مهریز   | مهریز، بغدادآباد، خ منتظری، بلوار عمود بر بلوار هفتم تیر، ک شهید زارع                                                 | پهلوی                                                                                                   |
| ۱۱۸۱ | خانه حکیم‌باشی                              | ۲۲۷۷۳     | ۱۳۸۶/۱۲/۲۸ | اردکان  | خ شهید قانعی، محله بالاده، ک مسجد جامع، دربند حکیم‌باشی                                                                | قاجاریه                                                                                                 |
| ۱۱۸۲ | خانه محمد حسین روحی                        | ۲۲۷۷۴     | ۱۳۸۶/۱۲/۲۸ | ابرکوه  | ابرکوه، بخش مرکزی، خ شهید بهشتی، محله پای لوح                                                                         | پهلوی اول                                                                                               |
| ۱۱۸۳ | خانه و باغ عظیمی                           | ۲۲۷۷۵     | ۱۳۸۶/۱۲/۲۸ | ابرکوه  | ابرکوه، بخش مرکزی، دهستان فراغه، روستای صفی‌آباد                                                                       | اواخر قاجاریه                                                                                           |
| ۱۱۸۴ | کارگاه گلوردی                              | ۲۳۱۴۸     | ۱۳۸۷/۰۶/۱۰ | یزد     | یزد، خ سید گلسرخ، محله شیخداد، ک شهید ناصر حاتمی                                                                      | قاجاریه                                                                                                 |
| ۱۱۸۵ | آرامگاه شیخ عزالدین داوود                  | ۲۳۱۴۹     | ۱۳۸۷/۰۶/۱۸ | تفت     | تفت، بخش مرکزی، دهستان نصرآباد، روستای نصرآباد                                                                        | قرون میانی اسلامی                                                                                       |
| ۱۱۸۶ | برج شفیع                                   | ۲۳۱۵۰     | ۱۳۸۷/۰۶/۱۸ | مهریز   | مهریز، بغدادآباد، کوچه محرابی، ک شهید علیرضا دهقانی زاده                                                              | زندیه                                                                                                   |
| ۱۱۸۷ | آرامگاه چهل دختران تفت                     | ۲۳۱۵۱     | ۱۳۸۷/۰۶/۱۸ | تفت     | تفت، بخش مرکزی، دهستان توران پشت، روستای توران پشت                                                                    | قرن ۵ ه‍.ق                                                                                                |
| ۱۱۸۸ | حمام سریزد                                 | ۲۳۱۵۲     | ۱۳۸۷/۰۶/۱۸ | مهریز   | مهریز، بخش مرکزی، دهستان خورمیز، روستای سریزد، محله میان                                                              | قاجاریه                                                                                                 |
| ۱۱۸۹ | آب‌انبار حاج عبدالغفور                      | ۲۳۱۵۳     | ۱۳۸۷/۰۶/۱۸ | اردکان  | اردکان، بخش مرکزی، دهستان فهرج، روستای فهرج                                                                           | قاجاریه پهلوی                                                                                           |
| ۱۱۹۰ | زیارتگاه پیر ترک                           | ۲۳۱۵۴     | ۱۳۸۷/۰۶/۱۸ | یزد     | یزد، کوچه اصلی اهرستان، بعد از حسینیه اهرستان، کوچه حمام، پلاک ۵                                                      | اوایل قاجاریه                                                                                           |
| ۱۱۹۱ | برج علی‌آباد                                | ۲۳۱۵۵     | ۱۳۸۷/۰۶/۱۸ | خاتم    | خاتم، بخش مرکزی، دهستان فتح‌آباد، روستای علی‌آباد                                                                       | زندیه                                                                                                   |
| ۱۱۹۲ | برج میان ده ترکان                          | ۲۳۱۵۶     | ۱۳۸۷/۰۶/۱۸ | خاتم    | خاتم، بخش مروست، دهستان هرابرجان، روستای ترکان، محله میان ده                                                          | افشاریه زندیه                                                                                           |
| ۱۱۹۳ | اسلحه‌خانه                                  | ۲۳۱۵۷     | ۱۳۸۷/۰۶/۱۸ | یزد     | یزد، خیابان امام خمینی، خ شهید ابراهیمی (فرمانداری)، جنب اداره ثبت احوال                                              | اواخر قاجاریه                                                                                           |
| ۱۱۹۴ | مسجد جامع گرد فرامرز                       | ۲۳۱۵۸     | ۱۳۸۷/۰۶/۱۸ | یزد     | یزد، محله گرد فرامرز، کوچه اصلی، پلاکهای ۱۱۲ و ۱۱۴                                                                    | قاجاریه                                                                                                 |
| ۱۱۹۵ | امامزاده احمد                              | ۲۳۱۵۹     | ۱۳۸۷/۰۶/۱۸ | ابرکوه  | شهر ابرکوه، خ شهید اشکذری، خیابان امامزاده احمد                                                                       | صفویه                                                                                                   |
| ۱۱۹۶ | آب‌انبار قملاق                              | ۲۳۱۶۰     | ۱۳۸۷/۰۶/۱۸ | اردکان  | اردکان، بلوار آیت اله خامنه ای، ابتدای خ شهید بوستانی، ک قملاق                                                        | افشاریه تا قاجاریه                                                                                      |
| ۱۱۹۷ | چهارصفه محمد صالح                          | ۲۳۱۶۱     | ۱۳۸۷/۰۶/۱۸ | خاتم    | خاتم، بخش مروست، شهر مروست، بافت تاریخی                                                                               | صفویه                                                                                                   |
| ۱۱۹۸ | حسینیه هرابرجان                            | ۲۳۱۶۲     | ۱۳۸۷/۰۶/۱۸ | خاتم    | خاتم، بخش مروست، دهستان هرابرجان، روستای هرابرجان                                                                     | قاجاریه                                                                                                 |
| ۱۱۹۹ | حسینیه علیا                                | ۲۳۱۶۳     | ۱۳۸۷/۰۶/۱۸ | اردکان  | اردکان، بخش عقدا، دهستان هفتادر، روستای هفتادر، محله علیا                                                             | پهلوی                                                                                                   |
| ۱۲۰۰ | حمام مبارکه                                | ۲۳۱۶۴     | ۱۳۸۷/۰۶/۱۸ | خاتم    | خاتم، بخش مروست، دهستان هرابرجان، روستای هرابرجان                                                                     | قرون متاخر اسلامی                                                                                       |
| ۱۲۰۱ | قلعه اصیل                                  | ۲۳۱۶۵     | ۱۳۸۷/۰۶/۱۸ | اردکان  | اردکان، کشتزار اصیل                                                                                                   | افشاریه                                                                                                 |
| ۱۲۰۲ | مسجد جامع صدرآباد                          | ۲۳۱۶۶     | ۱۳۸۷/۰۶/۱۸ | اشکذر   | اشکذر، بخش مرکزی، دهستان رستاق، روستای صدرآباد                                                                        | قاجاریه                                                                                                 |
| ۱۲۰۳ | قلعه حسن‌آباد                               | ۲۳۱۶۷     | ۱۳۸۷/۰۶/۱۸ | خاتم    | خاتم، بخش مرکز ی، دهستان فتح‌آباد، روستای حسن‌آباد                                                                      | زندیه                                                                                                   |
| ۱۲۰۴ | مسجد جامع هرابرجان                         | ۲۳۱۶۸     | ۱۳۸۷/۰۶/۱۸ | خاتم    | خاتم، بخش مروست، دهستان هرابرجان، روستای هرابرجان                                                                     | قاجاریه                                                                                                 |
| ۱۲۰۵ | محوطه تاریخی خمسیان                        | ۲۳۱۶۹     | ۱۳۸۷/۰۶/۱۸ | اشکذر   | اشکذر، بخش خضرآباد، دهستان ندوشن، حومه شمال شرقی روستای خمسیان                                                        | سلجوقی                                                                                                  |
| ۱۲۰۶ | آب‌انبار دهنو                               | ۲۳۲۰۱     | ۱۳۸۷/۰۶/۱۸ | میبد    | میبد، محله ده‌آباد، جنب مسجد جامع ده‌آباد                                                                               | قاجاریه                                                                                                 |
| ۱۲۰۷ | خانه نداف زاده                             | ۲۳۴۷۱     | ۱۳۸۷/۰۷/۰۸ | اشکذر   | اشکذر، بخش مرکزی، شهر اشکذر                                                                                           | پهلوی دوم                                                                                               |
| ۱۲۰۸ | خانه چهارسوقی‌ها                            | ۲۳۸۸۱     | ۱۳۸۷/۰۹/۱۸ | یزد     | یزد، خ سلمان، دربند عسکری                                                                                             | قاجار                                                                                                   |
| ۱۲۰۹ | خانه نعمت‌اللهی                             | ۲۳۸۸۲     | ۱۳۸۷/۰۹/۱۸ | یزد     | یزد، خ امام، ک کربلائی اکرمی، جنب خانه مشروطه                                                                         | اوایل قاجار                                                                                             |
| ۱۲۱۰ | خانه سید محمود کشفی                        | ۲۳۸۸۳     | ۱۳۸۷/۰۹/۱۸ | مهریز   | مهریز، باغ بهار، خ ۲۲ بهمن، ک ۱۲ فروردین، روبروی پلاک ۱۳۱                                                             | قاجار                                                                                                   |
| ۱۲۱۱ | خانه تهامی                                 | ۲۳۸۸۴     | ۱۳۸۷/۰۹/۱۸ | یزد     | یزد، خ مهدی، ک روبروی مسجد صاحب الزمان،انتهای کوچه، سمت چپ، پلاک ۴۳                                                   | اواخر قاجار                                                                                             |
| ۱۲۱۲ | خانه فرید                                  | ۲۳۸۸۵     | ۱۳۸۷/۰۹/۱۸ | اردکان  | اردکان، بلوار آیت‌الله خامنه ای، محله چرخاب، ک شهید حاج احمدی، روبروی آب انبار حاج احمد                                | صفویه تا قاجار                                                                                          |
| ۱۲۱۳ | خانه آقا نورموسوی                          | ۲۳۸۸۶     | ۱۳۸۷/۰۹/۱۸ | اشکذر   | اشکذر، بخش خضرآباد، شهر ندوشن، محله جولان                                                                             | افشار تا زندیه                                                                                          |
| ۱۲۱۴ | خانه لاریها                                | ۲۳۸۸۷     | ۱۳۸۷/۰۹/۱۸ | یزد     | یزد، محله سهل بن علی، جنب دانشکده معماری (خانه رسولیان)                                                               | دوره متاخر اسلامی                                                                                       |
| ۱۲۱۵ | خانه حسین جعفری                            | ۲۳۸۸۸     | ۱۳۸۷/۰۹/۱۸ | اشکذر   | اشکذر، بخش خضرآباد، شهر ندوشن، محله علیا                                                                              | ایلخانی                                                                                                 |
| ۱۲۱۶ | باغ امید وار                               | ۲۳۸۸۹     | ۱۳۸۷/۰۹/۱۸ | ابرکوه  | ابرکوه، بخش بهمن، دهستان اسفندار، روستای اسفندآباد                                                                    | پهلوی اول                                                                                               |
| ۱۲۱۷ | خانه آیت‌الله اعرافی                        | ۲۳۸۹۰     | ۱۳۸۷/۰۹/۱۸ | میبد    | میبد، خیابان آیت‌الله اعرافی، خیابان ولیعصر، خیابان انقلاب، روبروی مسجد انقلاب                                         | قاجاریه پهلوی                                                                                           |
| ۱۲۱۸ | خانه عزیز نظری                             | ۲۳۸۹۱     | ۱۳۸۷/۰۹/۱۸ | اشکذر   | اشکذر، بخش خضرآباد، شهر ندوشن، محله جولان                                                                             | صفویه                                                                                                   |
| ۱۲۱۹ | خانه باغ کاکا                              | ۲۳۸۹۲     | ۱۳۸۷/۰۹/۱۸ | تفت     | یزد، تفت، بخش مرکزی، خ آیت‌الله کاشانی، ابتدای کوچه بوعلی، پلاک دو شهرداری و آب ۳۶۳، خانه باغ کاکا                     | اوایل پهلوی                                                                                             |
| ۱۲۲۰ | خانه جلیل طباطبائی                         | ۲۳۸۹۳     | ۱۳۸۷/۰۹/۱۸ | اشکذر   | اشکذر، بخش خضرآباد، شهر ندوشن، محله زیر باغ                                                                           | صفویه                                                                                                   |
| ۱۲۲۱ | خانه علی آقا عزیزی                         | ۲۳۸۹۴     | ۱۳۸۷/۰۹/۱۸ | ابرکوه  | شهر ابرکوه، محله درب قلعه، ک شهید محمد صادق خوشنوازی، پ ۱۶                                                            | قاجار                                                                                                   |
| ۱۲۲۲ | خانه حاجی حسینی                            | ۲۳۸۹۵     | ۱۳۸۷/۰۹/۱۸ | مهریز   | مهریز، خ مهر پادین، ک بازار نو (اندیشه ۲)، پ ۱۵                                                                       | پهلوی                                                                                                   |
| ۱۲۲۳ | خانه پورکرامتی                             | ۲۳۸۹۶     | ۱۳۸۷/۰۹/۱۸ | یزد     | یزد، خ انقلاب، کوچه شیخداد                                                                                            | پهلوی                                                                                                   |
| ۱۲۲۴ | خانه وقفی حاجی احمدی                       | ۲۴۳۳۶     | ۱۳۸۷/۱۰/۱۵ | یزد     | یزد، محله ابوالمعالی، بازارچه ابوالمعالی، اول کوچه پنج کوچه، پلاک ۶۶                                                  | قاجاریه                                                                                                 |
| ۱۲۲۵ | مجموعه تارکیگ                              | ۲۴۳۳۷     | ۱۳۸۷/۱۰/۱۵ | میبد    | میبد، بخش مرکزی، دهستان بفروئیه، روستای فیروزآباد، خ ابوالفضل، روبروی مسجد کلوسر                                      | صفویه                                                                                                   |
| ۱۲۲۶ | بنای آرامگاهی                              | ۲۴۳۳۸     | ۱۳۸۷/۱۰/۱۵ | مهریز   | مهریز، بخش مرکزی، دهستان خورمیز، روستای سریزد، قبرستان قدیمی                                                          | سلجوقی                                                                                                  |
| ۱۲۲۷ | قلعه محمد کریم خان                         | ۲۴۳۳۹     | ۱۳۸۷/۱۰/۱۵ | خاتم    | خاتم، بخش مرکزی، شهر هرات، محله تاج‌آباد                                                                               | قاجاریه                                                                                                 |
| ۱۲۲۸ | قلعه صاحب                                  | ۲۴۳۴۰     | ۱۳۸۷/۱۰/۱۵ | خاتم    | خاتم، بخش مروست، دهستان هرابرجان، ۵ کیلومتری شهر مروست، کنار جاده مروست به یزد                                        | زندیه                                                                                                   |
| ۱۲۲۹ | آرامگاهی شخصیت گمنام                       | ۲۴۳۴۱     | ۱۳۸۷/۱۰/۱۵ | تفت     | تفت، روبروی پلیس راه اتوبان یزد، تفت                                                                                  | سلجوقی                                                                                                  |
| ۱۲۳۰ | بازارچه حاج عبدالخالق                      | ۲۴۳۴۲     | ۱۳۸۷/۱۰/۱۵ | یزد     | یزد، بخش مرکزی، شهر شاهدیه، جنب مسجد مطیع                                                                             | صفویه                                                                                                   |
| ۱۲۳۱ | آسیاب‌آبی امیرآباد                          | ۲۴۳۴۳     | ۱۳۸۷/۱۰/۱۵ | میبد    | میبد، کشتخوان امیرآباد، حاشیه غربی جاده سنتو، بعد از پل مروارید                                                       | صفویه                                                                                                   |
| ۱۲۳۲ | آب‌انبار مرز بان                            | ۲۴۳۴۴     | ۱۳۸۷/۱۰/۱۵ | اردکان  | اردکان، بخش مرکزی، خیابان شهید باهنر، کوچه شماره ۳۶، مجاور پلاک ۶۳۱                                                   | دوره معاصر (پهلوی)                                                                                      |
| ۱۲۳۳ | مسجد چادک                                  | ۲۴۳۴۵     | ۱۳۸۷/۱۰/۱۵ | اردکان  | اردکان، بخش عقدا، دهستان هفتادر، روستای هفتادر، محله سفلی                                                             | دوره متاخر اسلامی (افشار و زندیه)                                                                       |
| ۱۲۳۴ | مسجد جامع فخرآباد                          | ۲۴۳۴۶     | ۱۳۸۷/۱۰/۱۵ | مهریز   | مهریز، بخش مرکزی، دهستان ارنان، روستای فخرآباد                                                                        | دوره متاخر اسلامی (افشاریه قاجاریه)                                                                     |
| ۱۲۳۵ | مسجد مکی                                   | ۲۴۳۴۷     | ۱۳۸۷/۱۰/۱۵ | یزد     | یزد، خیابان انقلاب، محله کسنویه                                                                                       | دوره متاخر اسلامی (افشار تا قاجار)                                                                      |
| ۱۲۳۶ | مسجد موسی بن جعفر یزد                      | ۲۴۳۴۸     | ۱۳۸۷/۱۰/۱۵ | یزد     | یزد، خیابان انقلاب، محلۀ چهار منار؛ برزن کوچه بندون، روبروی کوچه باغ صندل، کوچه شهید محمد رضا چیتی                    | دوره متاخر اسلامی (اواخر قاجار)                                                                         |
| ۱۲۳۷ | آب‌انبار محله مشایخ                         | ۲۴۳۴۹     | ۱۳۸۷/۱۰/۱۵ | میبد    | میبد، محله مشایخ، کوچه شهید کمال جعفریان، بعد از مسجد، ساباط سوم                                                      | دوره متاخر اسلامی (قاجار)                                                                               |
| ۱۲۳۸ | آب‌انبار محله چرخاب                         | ۲۴۳۵۰     | ۱۳۸۷/۱۰/۱۵ | اردکان  | اردکان، محله چرخاب، ک آیت‌الله خاتمی                                                                                   | دوره متاخر اسلامی (افشار تا قاجار)                                                                      |
| ۱۲۳۹ | قلعه حسن‌آباد                               | ۲۴۳۵۱     | ۱۳۸۷/۱۰/۱۵ | اشکذر   | اشکذر، بخش مرکزی، دهستان رستاق، روستای حسن‌آباد                                                                        | دوره متاخر اسلامی (زندیه)                                                                               |
| ۱۲۴۰ | مسجد باغ گلابدان                           | ۲۴۳۵۲     | ۱۳۸۷/۱۰/۱۵ | تفت     | تفت، محله باغ گلابدان                                                                                                 | دوره معاصر (اوایل دوران پهلوی)                                                                          |
| ۱۲۴۱ | آب‌انبار شیر حسین                           | ۲۴۳۵۳     | ۱۳۸۷/۱۰/۱۵ | اردکان  | اردکان، محله بازار نو، جنب حسینیه                                                                                     | دوره متاخر اسلامی (صفویه تا افشار)                                                                      |
| ۱۲۴۲ | آب‌انبار خدا مراد                           | ۲۴۳۵۴     | ۱۳۸۷/۱۰/۱۵ | اردکان  | اردکان، کشتزارهای عصمت                                                                                                | دوره متاخر اسلامی تا معاصر (قاجار تا پهلوی)                                                             |
| ۱۲۴۳ | آب‌انبار قلعه                               | ۲۴۳۵۵     | ۱۳۸۷/۱۰/۱۵ | مهریز   | مهریز، بخش مرکزی، دهستان میانکوه، روستای طزنج                                                                         | دوره معاصر (پهلوی)                                                                                      |
| ۱۲۴۴ | آب‌انبار حسن                                | ۲۴۳۵۶     | ۱۳۸۷/۱۰/۱۵ | میبد    | میبد، محله مهر جرد، نبش خیابان شهید رجائی و میدان آیت‌الله حائری                                                       | دوره متاخر اسلامی (قاجار)                                                                               |
| ۱۲۴۵ | آب‌انبار اردشیری                            | ۲۴۳۵۷     | ۱۳۸۷/۱۰/۱۵ | اردکان  | اردکان، کشتزارهای عصمت                                                                                                | دوره معاصر (پهلوی)                                                                                      |
| ۱۲۴۶ | گذر سیف                                    | ۲۴۳۵۸     | ۱۳۸۷/۱۰/۱۵ | یزد     | یزد، بخش مرکزی، شهر شاهدیه، خیابان مسجد جامع، گذر تاریخی سیف                                                          | صفویه                                                                                                   |
| ۱۲۴۷ | قلعه مزرعه آخوند                           | ۲۴۳۵۹     | ۱۳۸۷/۱۰/۱۵ | مهریز   | مهریز، بخش مرکز ی، دهستان خورمیز، روستای حسین‌آباد                                                                     | اواخر قاجاریه                                                                                           |
| ۱۲۴۸ | خانه موقوفه حاج علی‌اکبر                    | ۲۴۳۶۰     | ۱۳۸۷/۱۰/۱۵ | مهریز   | مهریز، بخش مرکزی، خ مهرپادین، ک بازار نو (اندیشه ۲)، پلاک ۱۱                                                          | پهلوی                                                                                                   |
| ۱۲۴۹ | آب‌انبار شهریار                             | ۲۴۳۶۲     | ۱۳۸۷/۱۰/۱۵ | اردکان  | اردکان، بخش عقدا، دهستان عقدا، روستای هفتادر، محله صدر                                                                | پهلوی                                                                                                   |
| ۱۲۵۰ | آب‌انبار هفتادر                             | ۲۴۳۶۳     | ۱۳۸۷/۱۰/۱۵ | اردکان  | اردکان، بخش عقدا، دهستان عقدا، روستای هفتادر                                                                          | پهلوی                                                                                                   |
| ۱۲۵۱ | سرداب رئیس‌آباد                             | ۲۴۳۶۴     | ۱۳۸۷/۱۰/۱۵ | ابرکوه  | ابرکوه، بخش مرکزی، دهستان تیجرد، روستای رئیس‌آباد                                                                      | اواخر قاجاریه                                                                                           |
| ۱۲۵۲ | آب‌انبار جمشیدی                             | ۲۴۳۶۵     | ۱۳۸۷/۱۰/۱۵ | یزد     | یزد، بخش مرکزی، شهر شاهدیه،انتهای خیابان نصرت‌آباد، نزدیک جاده کمربندی                                                 | قاجاریه                                                                                                 |
| ۱۲۵۳ | آب‌انبار آسیاب شفیع‌آباد                     | ۲۴۳۶۶     | ۱۳۸۷/۱۰/۱۵ | اردکان  | اردکان، بلوار آیت‌الله خاتمی، تقاطع جاده ترانزیت                                                                       | متاخر اسلامی                                                                                            |
| ۱۲۵۴ | میدان خان                                  | ۲۴۳۶۷     | ۱۳۸۷/۱۰/۱۵ | بافق    | بافق، بخش مرکزی، جنب امامزاده عبدالله، میدان خان                                                                      | افشار                                                                                                   |
| ۱۲۵۵ | کوشک مزرعه آخوند                           | ۲۴۳۶۸     | ۱۳۸۷/۱۰/۱۵ | مهریز   | مهریز، بخش مرکزی، دهستان خورمیز، روستای حسین‌آباد                                                                      | اواخر قاجاریه                                                                                           |
| ۱۲۵۶ | حسینیه علی‌هاشم                             | ۲۴۳۶۹     | ۱۳۸۷/۱۰/۱۵ | یزد     | زارچ، خ امام خمینی، محله دارالشفاء، جنب مسجد محمدیه                                                                   | قاجاریه                                                                                                 |
| ۱۲۵۷ | آب‌انبار چهاربازار                          | ۲۴۳۷۰     | ۱۳۸۷/۱۰/۱۵ | اردکان  | اردکان، کشتزار زردک                                                                                                   | پهلوی                                                                                                   |
| ۱۲۵۸ | آب‌انبار رحیم‌آباد                           | ۲۴۳۷۱     | ۱۳۸۷/۱۰/۱۵ | یزد     | یزد، بلوار نواب صفوی، کوچه سرو                                                                                        | قاجاریه                                                                                                 |
| ۱۲۵۹ | مسجد فاطمیه                                | ۲۴۳۷۲     | ۱۳۸۷/۱۰/۱۵ | یزد     | شهر زارچ، بلوار شهید اشکذری، ک شهید زارعی مقدم، پلاک ۱۹                                                               | قاجاریه                                                                                                 |
| ۱۲۶۰ | مسجد مطیع                                  | ۲۴۳۷۳     | ۱۳۸۷/۱۰/۱۵ | یزد     | یزد، محله گرد فرامرز، کوچه اصلی گردفرامرز                                                                             | صفویه                                                                                                   |
| ۱۲۶۱ | خانه خوانین زاده                           | ۲۴۳۸۱     | ۱۳۸۷/۱۰/۲۹ | اشکذر   | اشکذر، بخش مرکزی، شهر اشکذر، خ مهدیه، محله باغ بالا، جنب چاه                                                          | پهلوی                                                                                                   |
| ۱۲۶۲ | خانه عقیلی                                 | ۲۴۴۰۶     | ۱۳۸۷/۱۰/۱۶ | مهریز   | مهریز، خ مهر پادین، ک بازار نو (اندیشه ۲)، پ ۸                                                                        | پهلوی                                                                                                   |
| ۱۲۶۳ | خانه حاجی میرزا علی                        | ۲۴۴۰۷     | ۱۳۸۷/۱۰/۱۶ | میبد    | میبد، بخش مرکزی، دهستان بفروئیه، روستای فیروزآباد                                                                     | مظفری تیموری                                                                                            |
| ۱۲۶۴ | باغ سلطانی                                 | ۲۴۴۰۸     | ۱۳۸۷/۱۰/۱۶ | ابرکوه  | ابرکوه، دهستان فراغه، روستای رحیم‌آباد                                                                                 | معاصر                                                                                                   |
| ۱۲۶۵ | خانه حباب                                  | ۲۴۴۰۹     | ۱۳۸۷/۱۰/۱۶ | یزد     | یزد، ک گازرگاه، ک شهید محمد صادق یغمایی، پلاک ۲۶                                                                      | قاجاریه                                                                                                 |
| ۱۲۶۶ | خانه خوشنویس                               | ۲۴۴۱۰     | ۱۳۸۷/۱۰/۱۶ | مهریز   | مهریز، خ جمهوری اسلامی (محله استهریج)، طبائی فر                                                                       | قاجاریه                                                                                                 |
| ۱۲۶۷ | خانه ابوطالبی                              | ۲۴۴۱۱     | ۱۳۸۷/۱۰/۱۶ | ابرکوه  | شهر ابرکوه، میدان امام حسین، خ شهید باهنر، ک بافت قدیم، جنب حسینیه دروازه میدان                                       | قاجاریه                                                                                                 |
| ۱۲۶۸ | خانه لوک‌زاده                               | ۲۴۴۱۲     | ۱۳۸۷/۱۰/۱۶ | یزد     | یزد، محله کوچک بیوک، جنب گودالی ارده                                                                                  | ایلخانی                                                                                                 |
| ۱۲۶۹ | باغ صدری فیض‌آباد                           | ۲۴۴۱۳     | ۱۳۸۷/۱۰/۱۶ | تفت     | تفت، بخش مرکزی، دهستان پیشکوه، روستای فیض‌آباد                                                                         | متاخر اسلامی                                                                                            |
| ۱۲۷۰ | باغ صدری محمدآباد                          | ۲۴۴۱۴     | ۱۳۸۷/۱۰/۱۶ | تفت     | تفت، بخش مرکزی، دهستان پیشکوه، روستای محمدآباد، روبروی مسجد اعظم روستا، باغ صدری                                      | اواخر قاجاریه                                                                                           |
| ۱۲۷۱ | خانه شاه یحیی                              | ۲۴۴۱۵     | ۱۳۸۷/۱۰/۱۶ | یزد     | یزد، خیابان امام، کوچه قلعه کهنه، بن‌بست وامقی، پلاک ۱۴۵                                                               | صفویه                                                                                                   |
| ۱۲۷۲ | خانه حاج ابوطالب                           | ۲۴۴۱۶     | ۱۳۸۷/۱۰/۱۶ | اردکان  | یزد، بلوار آیت ا… خامنه ای، کوچه کردیها                                                                               | صفویه                                                                                                   |
| ۱۲۷۳ | خانه امینی                                 | ۲۴۴۱۷     | ۱۳۸۷/۱۰/۱۶ | ابرکوه  | شهر ابرکوه، خیابان امام زمان (عج)                                                                                     | اواخر صفویه اوایل قاجاریه                                                                               |
| ۱۲۷۴ | باغ مظفری                                  | ۲۴۴۱۸     | ۱۳۸۷/۱۰/۱۶ | تفت     | تفت، بخش مرکزی، دهستان پیشکوه، روستای اسلامیه، ک مسجد فاطمیه،انتهای کوچه                                              | اواخر قاجاریه                                                                                           |
| ۱۲۷۵ | باغ و عمارت رستم دستور                     | ۲۴۴۱۹     | ۱۳۸۷/۱۰/۱۶ | یزد     | یزد، بلوار دانشجو، ک اشترخان، ک شهید احمد عسکری، پلاک ۹۳، باغ و عمارت رستم دستور                                      | اواخر قاجاریه                                                                                           |
| ۱۲۷۶ | بالاخانه و ساباط اکبر غلامحسین             | ۲۴۴۲۰     | ۱۳۸۷/۱۰/۱۶ | خاتم    | خاتم، بخش مروست، دهستان هرابرجان، روستای ترکان                                                                        | زندیه                                                                                                   |
| ۱۲۷۷ | خانه بلالی                                 | ۲۴۴۲۱     | ۱۳۸۷/۱۰/۱۶ | میبد    | میبد، بخش مرکزی، محله بالا، محله گودال علی، کوچه حاجی زینلی                                                           | صفویه                                                                                                   |
| ۱۲۷۸ | باغ عمارت                                  | ۲۴۴۲۲     | ۱۳۸۷/۱۰/۱۶ | بافق    | بافق، منطقه پشت فرمانداری                                                                                             | صفویه                                                                                                   |
| ۱۲۷۹ | خانه طاهری                                 | ۲۴۴۲۳     | ۱۳۸۷/۱۰/۱۶ | مهریز   | مهریز، بخش مرکزی، دهستان خورمیز، روستای سریزد، محله میان                                                              | اواخر قاجاریه تا اوایل پهلوی                                                                            |
| ۱۲۸۰ | خانه قاسم خیاط                             | ۲۴۴۲۴     | ۱۳۸۷/۱۰/۱۶ | یزد     | یزد، محله شیخداد | قاجاریه                                                                                                 |
| ۱۲۸۱ | خانه مشیرالممالک                           | ۲۴۴۲۵     | ۱۳۸۷/۱۰/۱۶ | یزد     | یزد، خیابان قیام، خیابان ملااسماعیل، کوچه مشیرالممالک، پلاک ۸۶                                                        | قاجاریه                                                                                                 |
| ۱۲۸۲ | خانه محمد ابراهیم صداقت                    | ۲۴۴۲۶     | ۱۳۸۷/۱۰/۱۶ | خاتم    | خاتم، بخش مروست، دهستان هرابرجان، روستای ترکان                                                                        | قاجاریه                                                                                                 |
| ۱۲۸۳ | خانه حاجی قاسمی                            | ۲۴۴۲۷     | ۱۳۸۷/۱۰/۱۶ | مهریز   | مهریز، بخش مرکزی، دهستان خورمیز، روستای سریزد                                                                         | قاجاریه تا پهلوی                                                                                        |
| ۱۲۸۴ | خانه کربلائی رمضان یزدانی                  | ۲۴۴۲۸     | ۱۳۸۷/۱۰/۱۶ | خاتم    | خاتم، بخش مروست، دهستان هرابرجان، روستای ترکان                                                                        | قاجاریه پهلوی                                                                                           |
| ۱۲۸۵ | خانه ملک ثابت                              | ۲۴۴۲۹     | ۱۳۸۷/۱۰/۱۶ | یزد     | یزد، خ امام خمینی، ک اقامه نماز، پلاک ۲۶                                                                              | صفویه                                                                                                   |
| ۱۲۸۶ | عمارت نواب                                 | ۲۴۴۳۰     | ۱۳۸۷/۱۰/۱۶ | یزد     | یزد، بلوار کوثر، نرسیده به پل قطار                                                                                    | پهلوی                                                                                                   |
| ۱۲۸۷ | باغ امید سالار                             | ۲۴۴۳۱     | ۱۳۸۷/۱۰/۱۶ | ابرکوه  | یزد، محله نظامیه، باغ محله                                                                                            | اواخر قاجاریه                                                                                           |
| ۱۲۸۸ | کوشک امید سالار                            | ۲۴۴۳۲     | ۱۳۸۷/۱۰/۱۶ | ابرکوه  | شهر ابرکوه، فلکه بهشت زهرا، کنار جاده یزد، ابرکوه                                                                     | اواخر قاجاریه                                                                                           |
| ۱۲۸۹ | خانه فلاح‌زاده                              | ۲۴۴۳۳     | ۱۳۸۷/۱۰/۱۶ | ابرکوه  | شهر ابرکوه، صفائیه، بالاتر از مدرسه فاطمیه (شهداء)                                                                    | اواخر قاجاریه اوایل پهلوی                                                                               |
| ۱۲۹۰ | قلعه ملکی                                  | ۲۴۴۹۵     | ۱۳۸۷/۱۱/۲۷ | خاتم    | خاتم، بخش مرکزی، شهر هرات، خیابان شهید بهشتی، کوچه ملکی                                                               | افشاریه زندیه                                                                                           |
| ۱۲۹۱ | کاروانسرای چاه ریگ                         | ۲۴۷۳۳     | ۱۳۸۷/۱۱/۲۷ | اردکان  | اردکان، بخش عقدا، دهستان نارستان، روستای چاه ریگ                                                                      | صفویه تا افشاریه                                                                                        |
| ۱۲۹۲ | برج چاه ریگ                                | ۲۴۷۳۴     | ۱۳۸۷/۱۱/۲۷ | اردکان  | اردکان، بخش عقدا، دهستان نارستان، روستای چاه ریگ                                                                      | اواخر صفویه تا افشار                                                                                    |
| ۱۲۹۳ | حسینیه کنجک                                | ۲۴۷۳۵     | ۱۳۸۷/۱۱/۲۷ | یزد     | یزد، خیابان امام خمینی، محله پیر برج                                                                                  | قاجاریه                                                                                                 |
| ۱۲۹۴ | آب‌انبارهارون                               | ۲۴۷۳۶     | ۱۳۸۷/۱۱/۲۷ | اشکذر   | اشکذر، بخش خضرآباد، شهر ندوشن، ۴ کیلومتری شمال شرقی روستای نیوک                                                       | سلجوقی                                                                                                  |
| ۱۲۹۵ | آب‌انبار حاجی شیخ                           | ۲۴۷۳۷     | ۱۳۸۷/۱۱/۲۷ | اردکان  | اردکان، جاده سنتو، جنب صنایع چوب و فلز (چوفا)                                                                         | پهلوی                                                                                                   |
| ۱۲۹۶ | آب‌انبار هفتهر                              | ۲۴۷۳۸     | ۱۳۸۷/۱۱/۲۷ | اشکذر   | اشکذر، بخش خضرآباد، شهر ندوشن، ۱۰ کیلومتری شمال غربی شهر ندوشن                                                        | سلجوقی                                                                                                  |
| ۱۲۹۷ | محوطه تاریخی دهنه گله                      | ۲۴۷۳۹     | ۱۳۸۷/۱۱/۲۷ | اشکذر   | اشکذر، بخش خضرآباد، شهر ندوشن، ۱۸ کیلومتری شمال شهر ندوشن                                                             | سلجوقی                                                                                                  |
| ۱۲۹۸ | کاروانسرای رجو                             | ۲۴۷۴۰     | ۱۳۸۷/۱۱/۲۷ | اشکذر   | اشکذر، بخش خضرآباد، شهر ندوشن، ۳ کیلومتری شرق روستای نیوک                                                             | سلجوقی                                                                                                  |
| ۱۲۹۹ | آب‌انبار رجو                                | ۲۴۷۴۱     | ۱۳۸۷/۱۱/۲۷ | اشکذر   | اشکذر، بخش خضرآباد، شهر ندوشن، ۶ کیلومتری جنوب شرق روستای نیوک                                                        | پهلوی                                                                                                   |
| ۱۳۰۰ | مسجد امام حسن                              | ۲۴۷۴۲     | ۱۳۸۷/۱۱/۲۷ | یزد     | یزد، خ شهید رجائی، ک شهید بکائی، مجموعه نقشین                                                                         | صفویه                                                                                                   |
| ۱۳۰۱ | حسینیه پنیرک                               | ۲۴۷۴۴     | ۱۳۸۷/۱۱/۲۷ | یزد     | یزد، خیابان قیام، مرز بین محله لب خندق و محله سرپلک، حسینیه پنیرک                                                     | قاجاریه                                                                                                 |
| ۱۳۰۲ | آب‌انبار سروش جیوه                          | ۲۴۷۴۵     | ۱۳۸۷/۱۱/۲۷ | یزد     | یزد، بخش مرکزی، بلوار باهنر، کوچه ولی عصر                                                                             | پهلوی                                                                                                   |
| ۱۳۰۳ | سایت کوره‌ای اشنوبرنچاه                     | ۲۴۷۴۶     | ۱۳۸۷/۱۱/۲۷ | اشکذر   | اشکذر، بخش خضرآباد، شهر ندوشن                                                                                         | ایلخانی                                                                                                 |
| ۱۳۰۴ | آب‌انبار حسینیه                             | ۲۴۷۴۷     | ۱۳۸۷/۱۱/۲۷ | یزد     | یزد، بخش مرکزی، دهستان فهرج، روستای فهرج                                                                              | صفویه تا افشار                                                                                          |
| ۱۳۰۵ | محوطه تاریخی داش                           | ۲۴۷۴۸     | ۱۳۸۷/۱۱/۲۷ | اشکذر   | اشکذر، بخش خضرآباد، ۱۸ کیلومتری شمال شهر ندوشن                                                                        | سلجوقی                                                                                                  |
| ۱۳۰۶ | محوطه قلعه خاکی ۳                          | ۲۴۷۴۹     | ۱۳۸۷/۱۱/۲۷ | اردکان  | اردکان، بخش عقدا، دهستان نارستان، مجموعه چاه ریگ                                                                      | سلجوقی                                                                                                  |
| ۱۳۰۷ | محوطه قلعه خاکی ۲                          | ۲۴۷۵۰     | ۱۳۸۷/۱۱/۲۷ | اردکان  | اردکان، بخش عقدا، دهستان نارستان، مجموعه چاه ریگ                                                                      | سلجوقی                                                                                                  |
| ۱۳۰۸ | حسنیه شواز                                 | ۲۴۷۵۱     | ۱۳۸۷/۱۱/۲۷ | تفت     | تفت، بخش مرکزی، دهستان نصرآباد، روستای شواز                                                                           | قاجاریه                                                                                                 |
| ۱۳۰۹ | حمام طزرجان                                | ۲۴۷۵۲     | ۱۳۸۷/۱۱/۲۷ | تفت     | تفت، بخش مرکزی، دهستان شیرکوه، روستای طزرجان، کوی طالقانی                                                             | افشاریه زندیه                                                                                           |
| ۱۳۱۰ | محوطه قلعه خاکی ۱                          | ۲۴۷۵۳     | ۱۳۸۷/۱۱/۲۷ | اردکان  | اردکان، بخش عقدا، دهستان نارستان، مجموعه چاه ریگ                                                                      | سلجوقی                                                                                                  |
| ۱۳۱۱ | آب‌انبار حاجی علی‌اکبر                       | ۲۴۷۵۴     | ۱۳۸۷/۱۱/۲۷ | یزد     | یزد، محدوده چاه اکرمیه، کیلومتری دو جاده خویدک                                                                        | صفویه تا زندیه                                                                                          |
| ۱۳۱۲ | حسینیه تپوسازان                            | ۲۴۷۵۵     | ۱۳۸۷/۱۱/۲۷ | یزد     | یزد، خیابان امام خمینی، خیابان مسجد جامع، کوچه آب انبار وزیر، مقابل در ورودی مسجد جامع                                | قاجاریه                                                                                                 |
| ۱۳۱۳ | حسینیه سید مصلی                            | ۲۴۷۵۶     | ۱۳۸۷/۱۱/۲۷ | یزد     | یزد، بلوار امامزاده جعفر، محله گودال مصلی، خیابان مصلی، کوچه جعفر خواجه حسینی، روبروی کاروانسرای پشت سید              | اوایل قاجاریه                                                                                           |
| ۱۳۱۴ | آب‌انبار پای برج                            | ۲۴۷۵۷     | ۱۳۸۷/۱۱/۲۷ | مهریز   | مهریز، بخش مرکزی، دهستان خور میز، روستای سریزد                                                                        | افشار تا قاجاریه                                                                                        |
| ۱۳۱۵ | آب‌انبار حوض چهارفرسخ                       | ۲۴۷۵۸     | ۱۳۸۷/۱۱/۲۷ | اردکان  | اردکان، بخش خرانق، ۱۷۰ کیلومتری جاده یزد به مشهد، ۱۰۰ م شرق جاده                                                      | صفویه                                                                                                   |
| ۱۳۱۶ | محوطه تاریخی شهرآباد                       | ۲۴۷۶۰     | ۱۳۸۷/۱۱/۲۷ | ابرکوه  | ابرکوه، بخش بهمن، دهستان مهرآباد، ۵ کیلومتری غرب روستای شهرآباد                                                       | ساسانی                                                                                                  |
| ۱۳۱۷ | سرداب سهراب                                | ۲۵۰۸۳     | ۱۳۸۷/۱۲/۱۸ | ابرکوه  | ابرکوه، جاده کمربندی، مزرعه دولت‌آباد                                                                                  | قاجاریه                                                                                                 |
| ۱۳۱۸ | آب‌انبار حاج علی‌محمد                        | ۲۵۰۸۴     | ۱۳۸۷/۱۲/۱۸ | میبد    | میبد، میدان شهرداری، بلوار قاضی میر حسین، بلوار شهید جعفری نژاد                                                       | پهلوی                                                                                                   |
| ۱۳۱۹ | آب‌انبار حوض رحیم                           | ۲۵۰۸۵     | ۱۳۸۷/۱۲/۱۸ | بافق    | بافق، ابتدای خیابان مهدیه                                                                                             | قاجاریه                                                                                                 |
| ۱۳۲۰ | حمام حسن‌آباد                               | ۲۵۰۸۶     | ۱۳۸۷/۱۲/۱۸ | میبد    | میبد، محله حسن‌آباد، پشت مسجد حسن‌آباد                                                                                  | قاجاریه                                                                                                 |
| ۱۳۲۱ | آب‌انبار دق                                 | ۲۵۰۸۷     | ۱۳۸۷/۱۲/۱۸ | اردکان  | ارکان، بخش مرکزی، کشتزار اصیل                                                                                         | صفویه تا افشاریه                                                                                        |
| ۱۳۲۲ | آرامگاه سید طاووس                          | ۲۵۰۸۸     | ۱۳۸۷/۱۲/۱۸ | یزد     | یزد، خ امام خمینی، محله فهادان، کوچه آب انبار وزیر                                                                    | قاجاریه                                                                                                 |
| ۱۳۲۳ | مجموعه مرکزی بدرآباد                       | ۲۵۰۸۹     | ۱۳۸۷/۱۲/۱۸ | میبد    | میبد، بخش مرکزی، دهستان شهداء، روستای بدرآباد                                                                         | مظفری                                                                                                   |
| ۱۳۲۴ | آب‌انبارهای زردگ                            | ۲۵۰۹۰     | ۱۳۸۷/۱۲/۱۸ | اردکان  | اردکان، بخش مرکزی، محله زردگ                                                                                          | صفویه پهلوی                                                                                             |
| ۱۳۲۵ | خانه دکتر صالحی                            | ۲۵۱۰۲     | ۱۳۸۷/۱۲/۱۸ | خاتم    | خاتم، بخش مرکزی، شهر هرات، خ امام خمینی، خ نشاط، خ صاحب الزمان (عج)                                                   | پهلوی                                                                                                   |
| ۱۳۲۶ | برج سیاهوئیه                               | ۲۵۳۵۰     | ۱۳۸۷/۱۲/۱۸ | خاتم    | خاتم، بخش مرکزی، دهستان فتح‌آباد، روستای سیاهوئیه                                                                      | زندیه                                                                                                   |
| ۱۳۲۷ | بازارچه علی بیک                            | ۲۵۳۵۱     | ۱۳۸۷/۱۲/۱۸ | اردکان  | اردکان، خیابان میرداماد، کوی علی بیک                                                                                  | صفویه تا افشاریه                                                                                        |
| ۱۳۲۸ | ساباط صداقت                                | ۲۵۳۵۲     | ۱۳۸۷/۱۲/۱۸ | اردکان  | اردکان، محله میدان سنگ                                                                                                | افشاریه                                                                                                 |
| ۱۳۲۹ | آب‌انبار آقا شمس                            | ۲۵۳۵۳     | ۱۳۸۷/۱۲/۱۸ | اردکان  | اردکان، محله بازار نو                                                                                                 | قاجاریه                                                                                                 |
| ۱۳۳۰ | مسجد قلعه                                  | ۲۵۳۵۴     | ۱۳۸۷/۱۲/۱۸ | مهریز   | مهریز، بخش مرکزی، دهستان میانکوه، روستای طزنج                                                                         | پهلوی                                                                                                   |
| ۱۳۳۱ | سرداب جهانستان                             | ۲۵۳۵۵     | ۱۳۸۷/۱۲/۱۸ | ابرکوه  | شهر ابرکوه، میدان امام حسین، خیابان نسفی، محله جهانستان                                                               | قاجاریه                                                                                                 |
| ۱۳۳۲ | رباط کهنه                                  | ۲۵۳۵۶     | ۱۳۸۷/۱۲/۱۸ | مهریز   | مهریز، بخش مرکزی، دهستان خورمیز، روستای سریزد، محله سفلی                                                              | قاجاریه                                                                                                 |
| ۱۳۳۳ | مسجد جامع هفتادر                           | ۲۵۳۵۷     | ۱۳۸۷/۱۲/۱۸ | اردکان  | اردکان، بخش عقدا، دهستان هفتادر، روستای هفتادر، محله سفلی                                                             | ایلخانی                                                                                                 |
| ۱۳۳۴ | آب‌انبار حاج محمدرضا                        | ۲۵۳۵۸     | ۱۳۸۷/۱۲/۱۸ | اردکان  | اردکان، خیابان باهنر                                                                                                  | قاجاریه تا پهلوی                                                                                        |
| ۱۳۳۵ | آب‌انبار حاجی کریم                          | ۲۵۳۵۹     | ۱۳۸۷/۱۲/۱۸ | مهریز   | مهریز، محله استهریج                                                                                                   | پهلوی                                                                                                   |
| ۱۳۳۶ | قلعه خسروآباد                              | ۲۵۳۶۰     | ۱۳۸۷/۱۲/۱۸ | ابرکوه  | ابرکوه، بخش مرکز ی، دهستان فراغه، روستای خسروآباد                                                                     | قاجاریه                                                                                                 |
| ۱۳۳۷ | آب‌انبار سعید                               | ۲۵۳۶۱     | ۱۳۸۷/۱۲/۱۸ | اردکان  | اردکان، محله دروازه سیف                                                                                               | افشاریه                                                                                                 |
| ۱۳۳۸ | آب‌انبار میدان سنگ                          | ۲۵۳۶۲     | ۱۳۸۷/۱۲/۱۸ | اردکان  | اردکان، بلوار آیت اله خامنه ای، خ شهید قانعی                                                                          | صفویه                                                                                                   |
| ۱۳۳۹ | حسینیه لرد آسیاب                           | ۲۵۳۶۳     | ۱۳۸۷/۱۲/۱۸ | یزد     | یزد، بلوار بسیج، کوچه دوازدهم، محله لرد آسیاب                                                                         | قاجاریه                                                                                                 |
| ۱۳۴۰ | حسینیه کوچه صندوق‌ساز                       | ۲۵۳۶۴     | ۱۳۸۷/۱۲/۱۸ | یزد     | یزد، محله دروازه شاهی، کوچه صندوق ساز                                                                                 | قاجاریه                                                                                                 |
| ۱۳۴۱ | آب‌انبار حاجی حسن                           | ۲۵۳۶۵     | ۱۳۸۷/۱۲/۱۸ | یزد     | یزد، خ کاشانی، ک ویلا                                                                                                 | پهلوی                                                                                                   |
| ۱۳۴۲ | زورخانه تختی                               | ۲۵۳۶۶     | ۱۳۸۷/۱۲/۱۸ | یزد     | یزد، خیابان قیام، کوچه امامزاده، کوچه علی محمد شریعت بالا                                                             | قاجاریه                                                                                                 |
| ۱۳۴۳ | کاروانسرای لرد باجوردی                     | ۲۵۹۲۳     | ۱۳۸۷/۱۲/۲۶ | یزد     | یزد، کوی گلچینان، جنب دانشکده شهرسازی (خانه مرتاض)                                                                    | اواخر قاجاریه اوایل پهلوی                                                                               |
| ۱۳۴۴ | حمام توده                                  | ۲۶۱۴۵     | ۱۳۸۷/۱۲/۲۶ | اشکذر   | اشکذر، بخش مرکزی، شهر اشکذر، محله باغستان                                                                             | متاخر اسلامی (صفویه)                                                                                    |
| ۱۳۴۵ | کاروانسرای دو در                           | ۲۶۳۵۰     | ۱۳۸۷/۱۲/۲۷ | یزد     | یزد، شهر یزد، بلوار امامزاده جعفر، محله گودال مصلی (کوچه پشت سید)                                                     | قاجاریه                                                                                                 |
| ۱۳۴۶ | برج حاج ابوالقاسم                          | ۲۶۳۵۱     | ۱۳۸۷/۱۲/۲۷ | اردکان  | اردکان، بخش عقدا، دهستان هفتادر، روستای هفتادر، روستای هفتادر، محله علیا                                              | دوره متاخر اسلامی (افشاریه)                                                                             |
| ۱۳۴۷ | خانه حاج میرزا حسن شمس                     | ۲۶۳۵۶     | ۱۳۸۷/۱۲/۲۷ | ابرکوه  | ابرکوه، بخش بهمن، دهستان اسفندار، روستای اسفندآباد                                                                    | دوره معاصر (پهلوی)                                                                                      |
| ۱۳۴۸ | رباط پای حوض سنگ                           | ۲۶۵۶۵     | ۱۳۸۷/۱۲/۲۷ | میبد    | میبد، بخش مرکزی، ۲۰ کیلومتری سه راهی طبس به خرانق                                                                     | صفویه                                                                                                   |
| ۱۳۴۹ | قلعه رشکوئیه                               | ۲۶۵۷۳     | ۱۳۸۷/۱۲/۲۷ | تفت     | تفت، بخش نیر، دهستان گاریزات، روستای رشکوئیه                                                                          | متاخر اسلامی (قاجار)                                                                                    |
| ۱۳۵۰ | سرداب هروک                                 | ۲۶۵۷۶     | ۱۳۸۷/۱۲/۲۷ | ابرکوه  | ابرکوه، بخش مرکزی، دهستان تیرجرد، روستای هروک                                                                         | متاخر اسلامی (قاجار)                                                                                    |
| ۱۳۵۱ | خانه شیرین                                 | ۲۶۵۸۰     | ۱۳۸۸/۰۲/۰۱ | اردکان  | اردکان، بخش عقدا، دهستان هفتادر، روستای هفتادر، محله سفلی                                                             | ایلخانی                                                                                                 |
| ۱۳۵۲ | باغ فرهنگ                                  | ۲۶۵۹۶     | ۱۳۸۸/۰۲/۰۱ | تفت     | تفت، بخش مرکزی، دهستان شیرکوه، روستای طزرجان، خ فرهنگ، حسینیه بزرگ طزرجان                                             | پهلوی                                                                                                   |
| ۱۳۵۳ | خانه اسماعیل رفیعی                         | ۲۶۵۹۷     | ۱۳۸۸/۰۲/۰۱ | اردکان  | عقدا، بخش عقدا، شهر عقدا، محله شمس                                                                                    | ایلخانی                                                                                                 |
| ۱۳۵۴ | خانه حاج ابوالقاسم ابوئی                   | ۲۶۵۹۸     | ۱۳۸۸/۰۲/۰۱ | مهریز   | مهریز، محله استهریج                                                                                                   | متاخر اسلامی اوایل قاجاریه                                                                              |
| ۱۳۵۵ | خانه قاضی جلال الدینی                      | ۲۶۵۹۹     | ۱۳۸۸/۰۲/۰۱ | اردکان  | اردکان، بخش عقدا، دهستان هفتادر، روستای هفتادر، محله سفلی                                                             | ایلخانی                                                                                                 |
| ۱۳۵۶ | مکتب خانه حاجی فاطمه خانم                  | ۲۶۶۰۰     | ۱۳۸۸/۰۲/۰۱ | اردکان  | اردکان، بخش عقدا، دهستان هفتادر، روستای هفتادر، محله سفلی                                                             | افشاریه                                                                                                 |
| ۱۳۵۷ | خانه حاجی ابراهیم                          | ۲۶۶۰۱     | ۱۳۸۸/۰۲/۰۱ | اردکان  | اردکان، بخش عقدا، دهستان هفتادر، روستای هفتادر، محله حاج آقا                                                          | ایلخانی                                                                                                 |

## جستار های وابسته
- آثار ملی ایران
- استان یزد